# Notre-Dame van Amiens
De Kathedrale basiliek van Onze-Lieve-Vrouw (Frans: Notre-Dame) is de kathedraal van het bisdom Amiens en de grootste kerk van de Franse stad Amiens, de hoofdstad van de voormalige regio Picardië. Het is de grootste gotische kathedraal van Frankrijk en behoort met die van Chartres, Reims en Bourges tot de zuiverste voorbeelden van de gotiek. Op 12 december 1854 werd zij door paus Pius IX verheven tot basiliek. Sinds 1981 staat de kathedraal op de Werelderfgoedlijst van de UNESCO.

## Geschiedenis
De bouw werd begonnen in 1220, nadat een oudere kathedraal door brand was verwoest. Men begon de bouw met het schip en niet, zoals gebruikelijk, met het koor. Het schip werd voltooid in 1247. Het heeft een hoogte van bijna 43 meter. In 1269 werd de kathedraal voltooid. Tussen 1292 en 1375 werd er een aantal kapellen aangebouwd tussen de steunberen van de zijschepen.
In de 19e eeuw voerde Viollet-le-Duc na een lange periode van verwaarlozing een grondige restauratie door die meer dan 25 jaar in beslag nam. Deze restauratie was niet geheel zonder controverses omdat elementen aan het interieur werden toegevoegd die het middeleeuwse gebouw nooit had gekend. Ook de gevel werd ingrijpend gewijzigd door het aanbrengen van een tweede galerij tussen de bovenste delen van de torens.

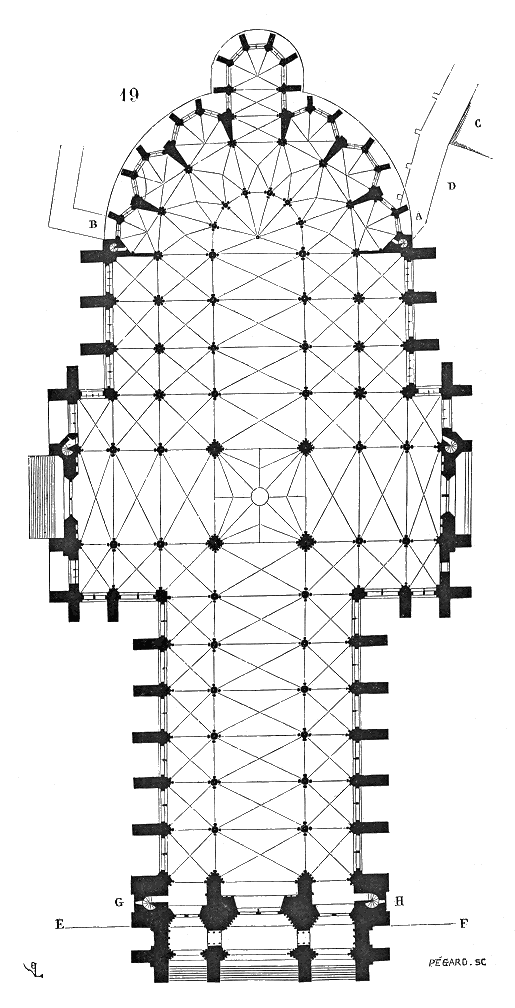
"Oorspronkelijk" grondplan van de kathedraal, met onderaan de brede basis van vierkante torens, getekend door Eugène Viollet-le-Duc in 1854.

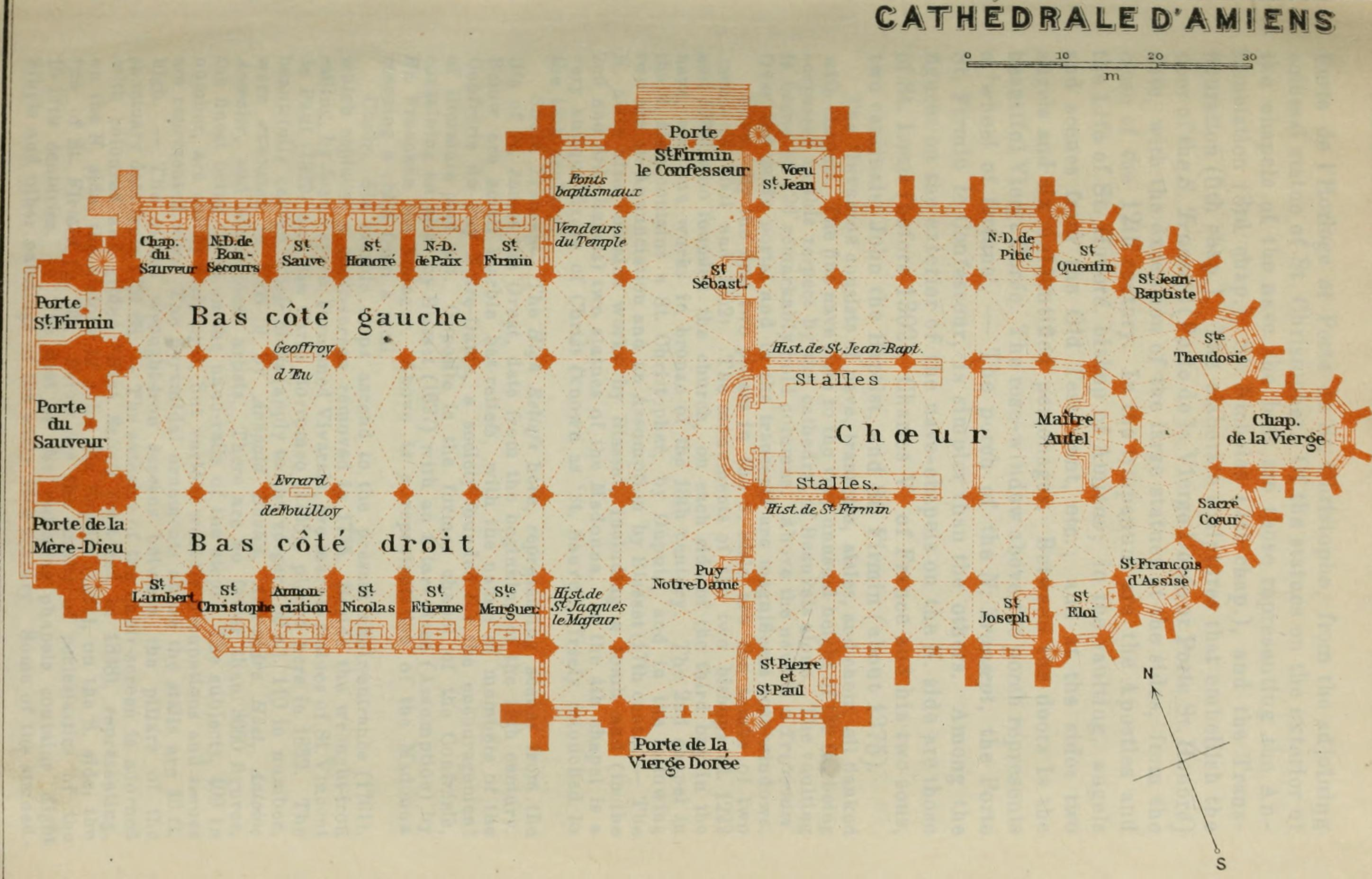
Plattegrond van de kathedraal aan het begin van de 20e eeuw. Links van het middenschip zijn elf zijkapellen bijgebouwd. Uiterst links valt op dat de diepte van de torens is gehalveerd.

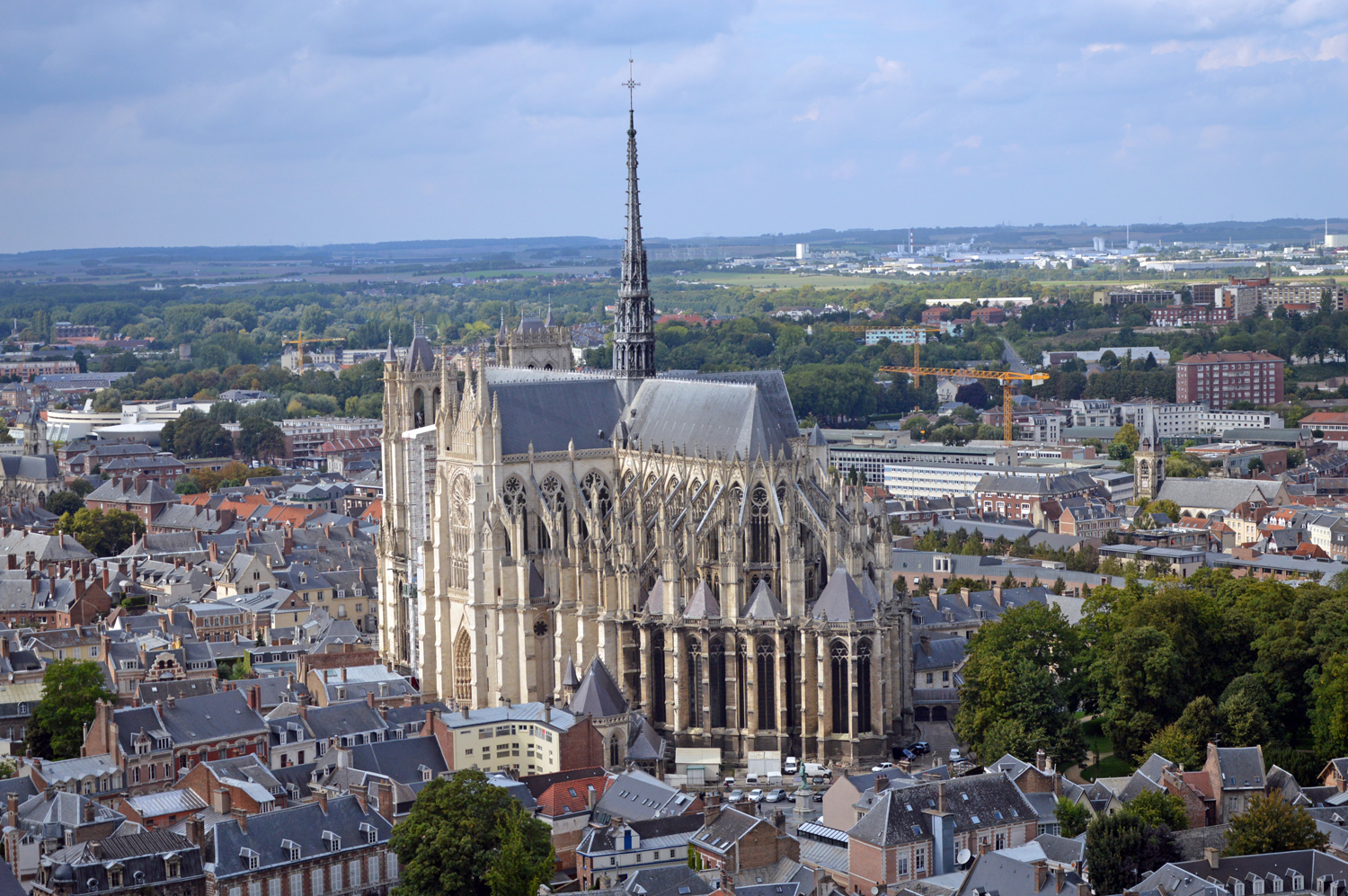
Luchtstandpunt.

## Afmetingen
Het gebouw
- lengte: buitenwerks 145 m, binnenwerks 133,50 m
- diepte van het koor met inbegrip van de kooromgang en de middelste kapel : 64 m
- lengte van het schip: 54 m
- breedte van het middenschip: 14,60 m
- breedte van de zijbeuken: 8,65 m
- hoogte van de gewelven van de zijbeuken: 19,7 m (bijna het dubbele van de zijbeuken van de Notre-Dame van Parijs, die tussen de 10 en 10,5 m meten)
- hoogte van de pijlers langs het schip (inclusief kapitelen) : 13,85 m
- afstand tussen de pijlers (van west naar oost) : 5,2 m
- lengte van de dwarsbeuk zonder de zijbeuken: 14,25 m
- breedte van de dwarsbeuk, buitenwerks: 29,30 m
- lengte van de dwarsbeuk buitenwerks: 70 m
- lengte van de dwarsbeuk buitenwerks: 62 m
- hoogte van de gewelven: 42,30 m (tegen 33,50 m in de Notre-Dame van Parijs)
- hoogte van de nok van het dak: 56 m
- hoogte van de spits: 112,70 m
- hoogte van de noordtoren: 68,19 m (even hoog als de torens van de Notre-Dame van Parijs)
- hoogte van de zuidtoren: 61,70 m (slechts zes meter hoger dan de nok van het gebouw rondom)
- overdekte ruimte: 7.700 m²
- inhoud van het interieur : ongeveer 200.000 m³ (bijna het dubbele van de Notre-Dame in Parijs, maar slechts de helft van de Dom van Keulen, die 407.000 m³ meet)
- diameter roosvenster : 13,1 m

Westelijke gevel
- totale breedte: 48,78 m
- breedte van de ingang van het portaal van de Goede God: 11,69 m
- diepte daarvan: 5,52 m
- breedte van de twee andere portalen: 6,27 m
- diepte van deze twee portalen: 4,54 m
- breedte van de 2 steunberen tussen de 3 portalen: 2,92 m

Naar: « Notre-Dame d'Amiens » gepubliceerd in 1833 door Antoine Pierre Marie Gilbert, de totale hoogte gerekend vanaf de vloer van de kerk tot aan de top van de spits, inclusief de haan, zou 128.64 m zijn, waarvan echter twee meter afgetrokken moet worden vanwege een later uitgevoerde restauratie.

## Kenmerken
Enkele kenmerken van de kathedraal zijn de helderheid en de harmonie van de verhoudingen. Ook het grondplan, de driedelige opstand van het schip, de beelden aan de hoofdfaçade en in het zuidelijk transept en het labyrint en andere patronen in de vloer zijn opmerkelijk.
In de kathedraal bevinden zich twee bronzen graftombes uit de 13e eeuw, namelijk die van Geoffroy d'Eu en van Evrard de Fouilloy, de bisschop die in 1220 opdracht gaf tot de herbouw van de kathedraal. Deze tombes zijn zeldzame voorbeelden van gietkunst uit deze tijd.
De façade wordt tijdens de feestdagen aan het eind van het jaar en gedurende de zomer 's avonds verlicht met gekleurd licht, dat de originele kleuren van de beelden op de façade nabootst.
De Notre-Dame van Amiens heeft als voorbeeld gediend bij de bouw van vele kerken, waaronder de Sint-Janskathedraal in 's-Hertogenbosch, de Sint-Martinuskerk in Aalst, de Dom van Keulen en Saint Patrick's Cathedral in New York.

## Plattegrond en opbouw
De kathedraal heeft een grondplan in de vorm van een Latijns kruis; het schip en de dwarsbeuk hebben beide zijbeuken. Het koor heeft vijf schepen en zeven straalkapellen, waarvan de middelste gelijkenissen vertoont met de architectuur van de Sainte-Chapelle in Parijs, die uit dezelfde tijd stamt. De opstand is drieledig: arcades, triforium en lichtbeuk met hoge vensters. De pijlers zijn rond en worden geflankeerd door colonettes. De graatgewelven steunen op samengestelde colonettes.

## De westelijke gevel en de torens
De opbouw van de westelijke gevel is zeer harmonisch door de driedeling in zowel de horizontale als verticale richting. De drie portalen, het triforium met daarboven de koningsgalerij en het roosvenster vormen de horizontale geleding. Twee zeer brede steunberen brengen verticaal een scheiding teweeg. De gevel is enigszins getrapt: naar boven toe wijken de etages steeds iets terug. Daardoor konden in de steunberen pinakels als versiering worden aangebracht. De torens zijn niet vierkant zoals gebruikelijk maar rechthoekig, ze zijn slechts half zo diep als breed. In feite zijn het dus halve torens. De fundamenten zijn echter wel degelijk vierkant; het is duidelijk dat door geldgebrek de bouwplannen zijn gewijzigd. De rechter toren is vroeggotisch, de linker toren met zijn vele versieringen laatgotisch. 
Op de enorme steunbeer, die noodzakelijk was vanwege de helling in het terrein, werden negen 14e-eeuwse beelden geplaatst. De onderste rij wordt gevormd door de Maagd Maria, Johannes de Doper en de Sint-Firminus, daarboven koning Karel V van Frankrijk en zijn zonen, bovenaan kardinaal Jean de La Grange en twee onbekenden.

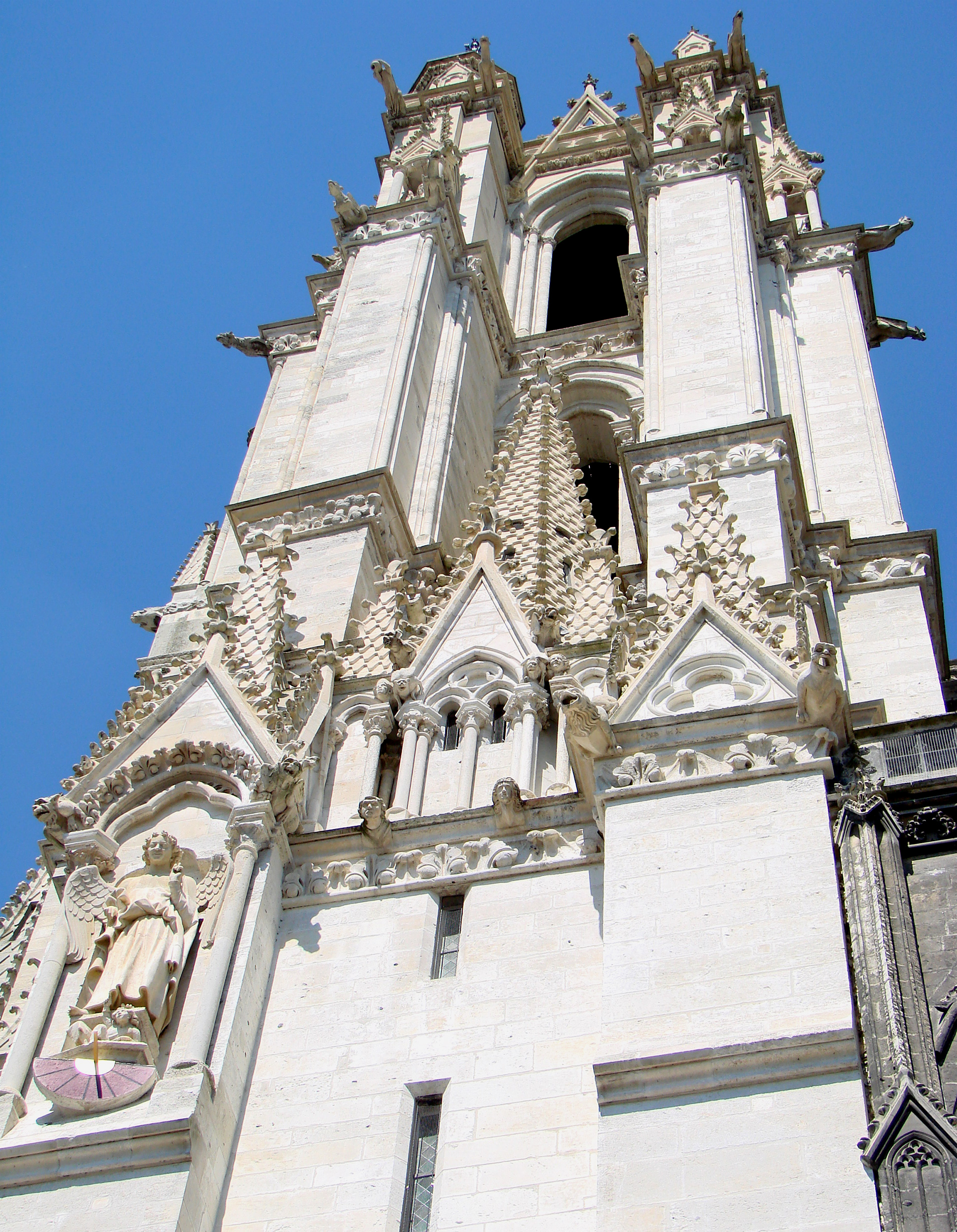
Gevel van de zuidtoren met de zonnewijzer
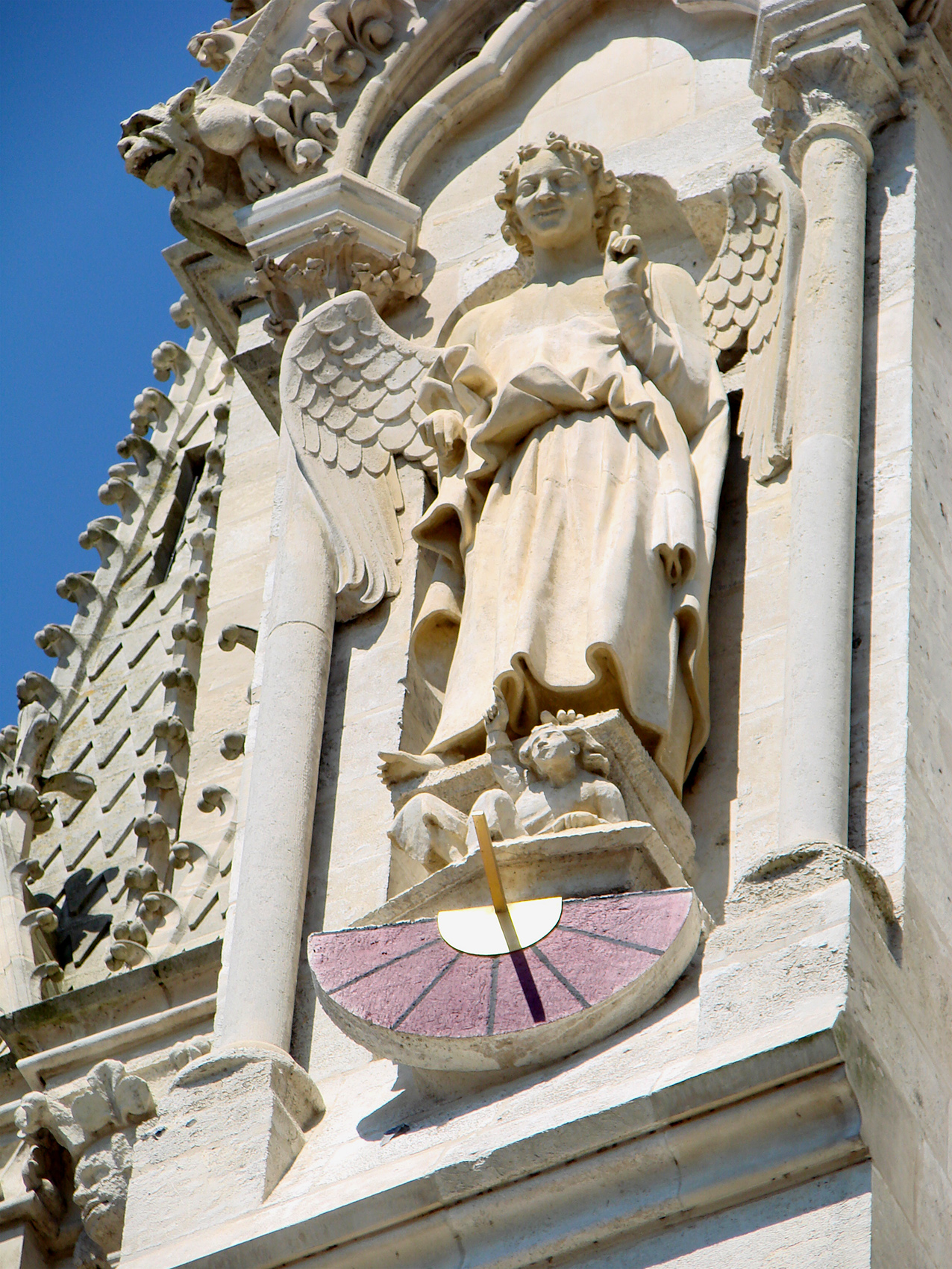
De zonnewijzer
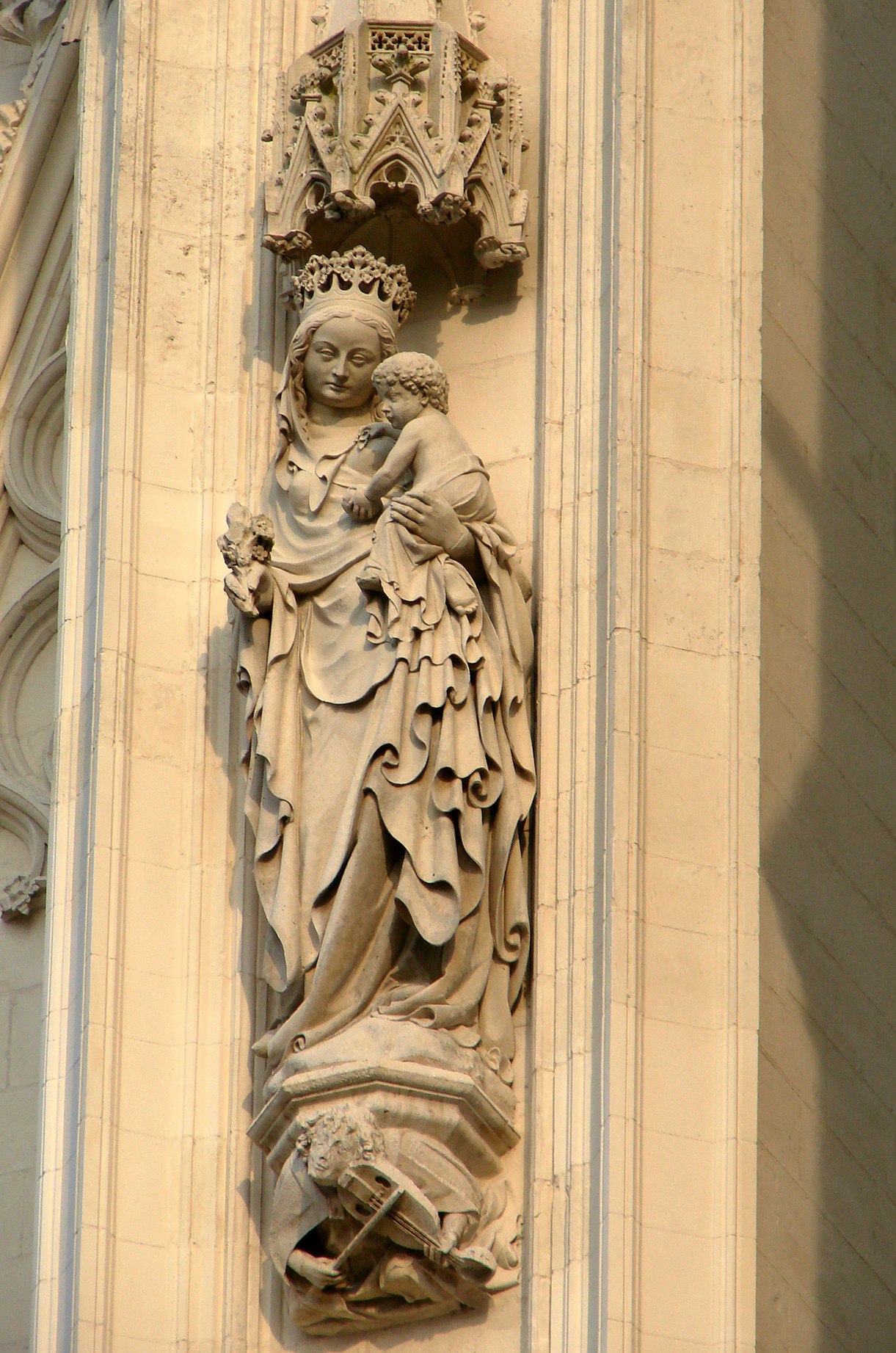
Beeld van Maria op de steunbeer van de noordtoren (eind 14e eeuw). Aan haar voeten speelt een man op een rebec, soort viool met drie snaren

## De portalen
De portalen van de westgevel en de dwarsbeuk vormen een zeker theologisch programma.

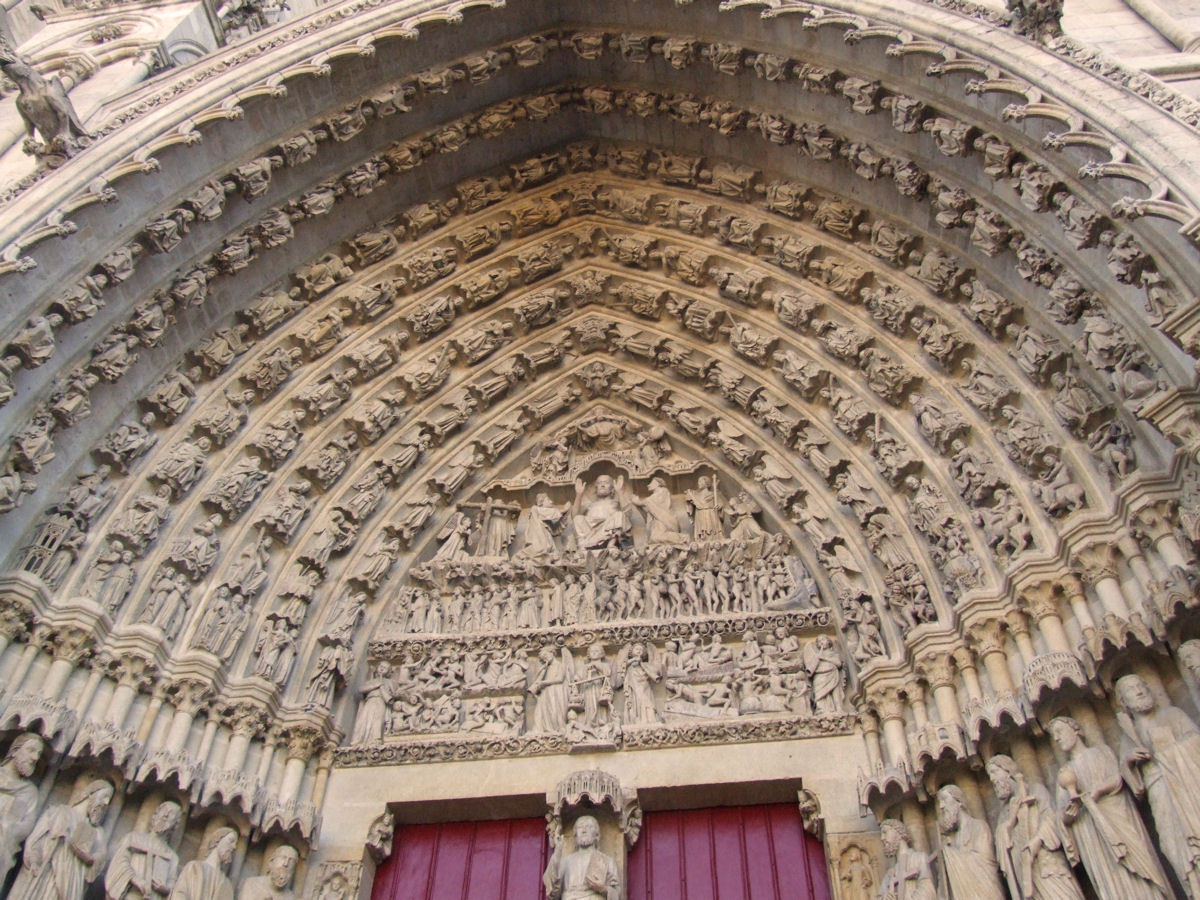
Het timpaan van het Laatste Oordeel met archivolt
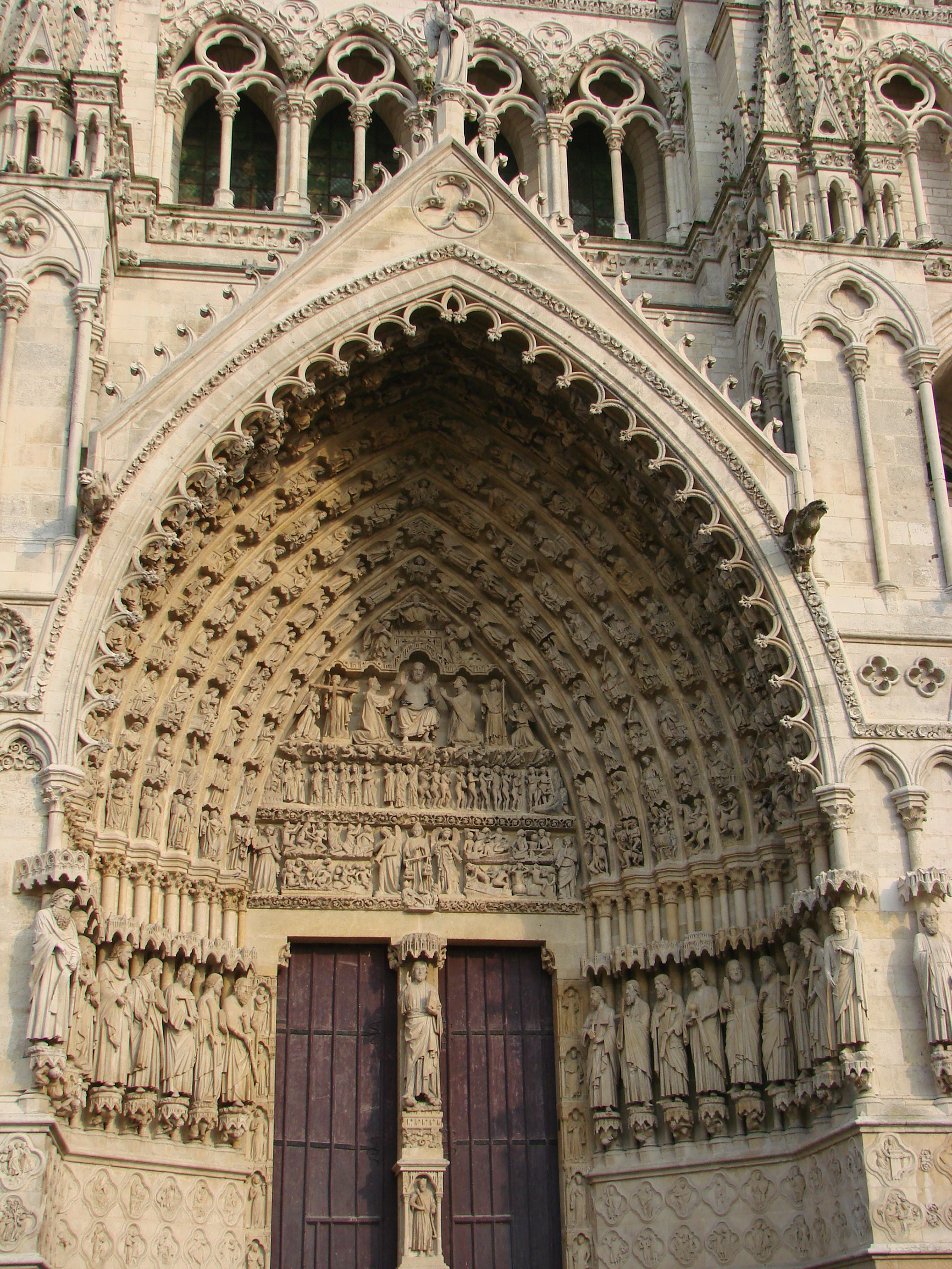
Het timpaan van het Laatste Oordeel
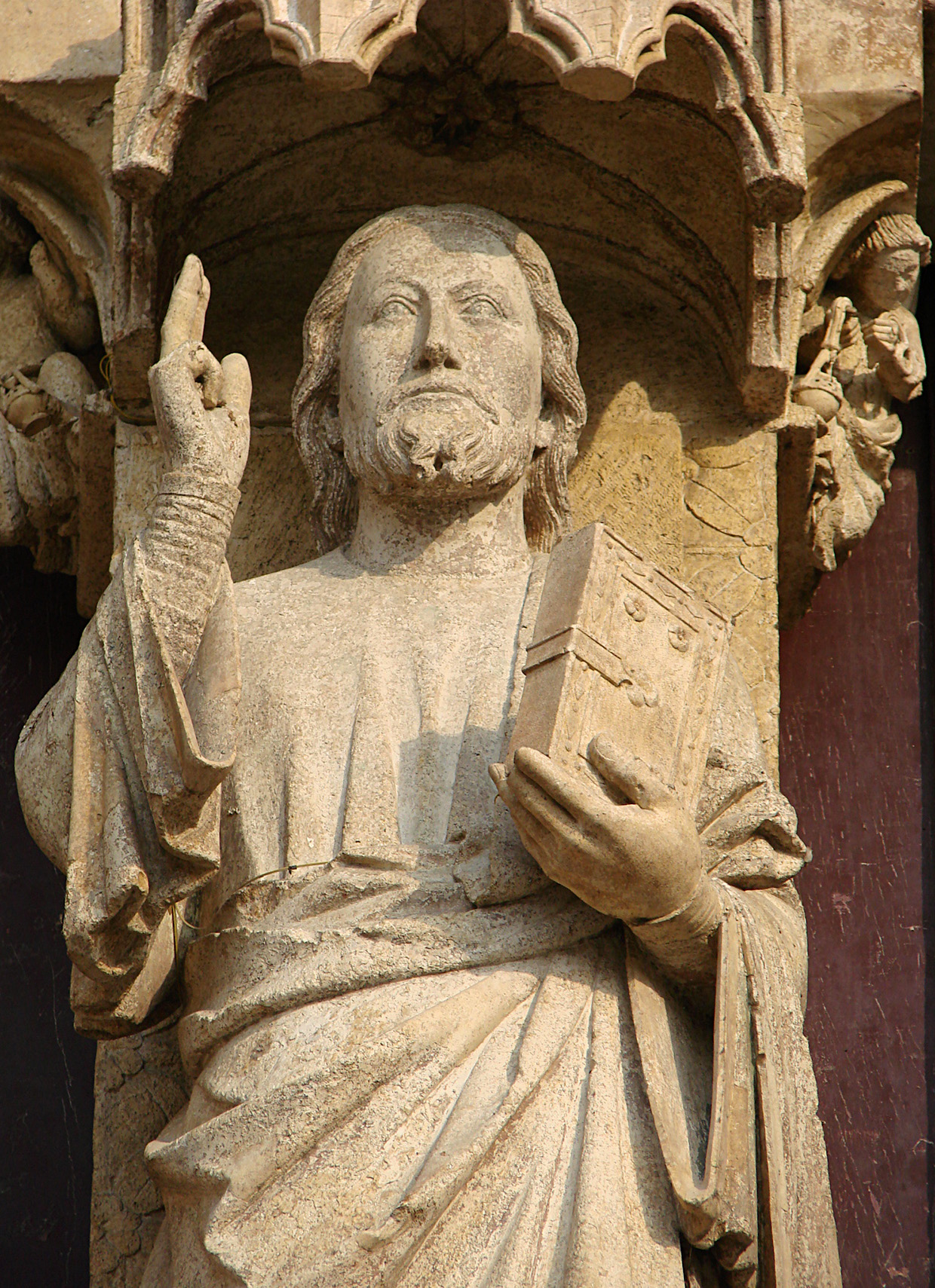
Het timpaan van het Laatste Oordeel: De “Lieve God” van de trumeau

### Het portaal van het Laatste Oordeel
Het timpaan in dit portaal (soms ook het portaal van de “Lieve God” genoemd) herinnert – zoals gebruikelijk – de gelovigen aan het oordeel dat ooit over hun leven geveld zal worden. Het heeft drie registers: onderaan komen de wederopgestanen uit hun graven onder trompetgeschal. Aartsengel Michael weegt hun zielen. Een duivel tracht door bedrog de schaal in zijn voordeel te laten overhellen. In het midden worden de verdoemden van de uitverkozenen gescheiden en naakt in de muil van Leviathan gedreven. Bovenaan toont Christus, met de armen opgeheven, zijn wonden. Maria en Johannes de Doper knielen als voorspraak voor het heil der zielen. Engelen dragen de lijdenswerktuigen. Hemel en hel worden getoond in de onderste cassettes van de boogrondingen van de archivolt. In het paradijs worden de zielen in de schoot van Abraham opgenomen. Zij begeven zich naar een stad, die het hemelse Jeruzalem voorstelt. De hel wordt op dezelfde wijze afgebeeld als in de Notre-Dame van Parijs. Men ziet een kookpot en naakte ruiters op steigerende paarden; zij verwijzen naar de Apocalyps.

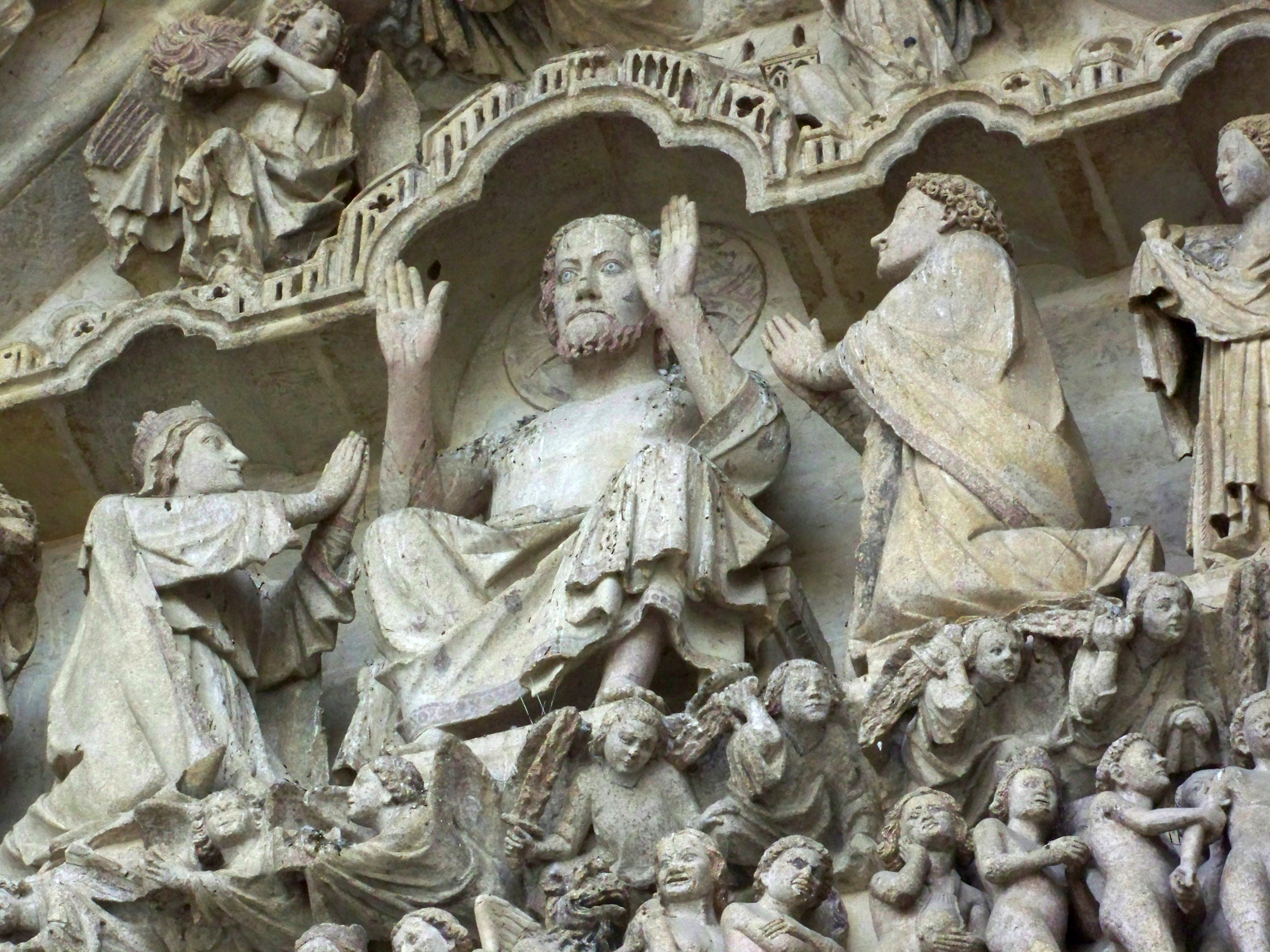
Het timpaan van het Laatste Oordeel : de Christus van het Oordeel. Aan zijn zijde, geknield, Maria en Johannes de Doper als voorspraak voor het heil der zielen
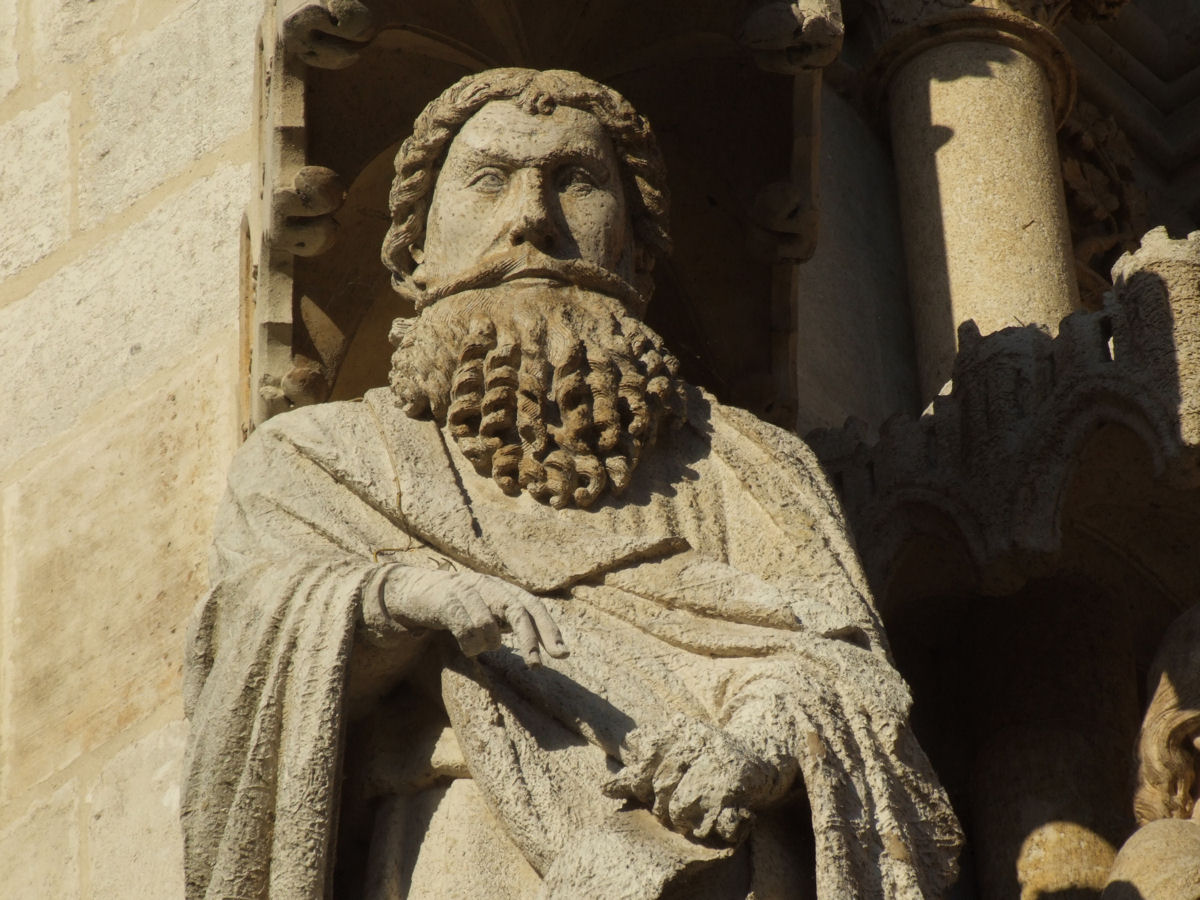
Het beeld van de profeet Nahum, op de zuidhoek van de steunbeer tussen het centrale portaal en het portaal van de H. Firminus
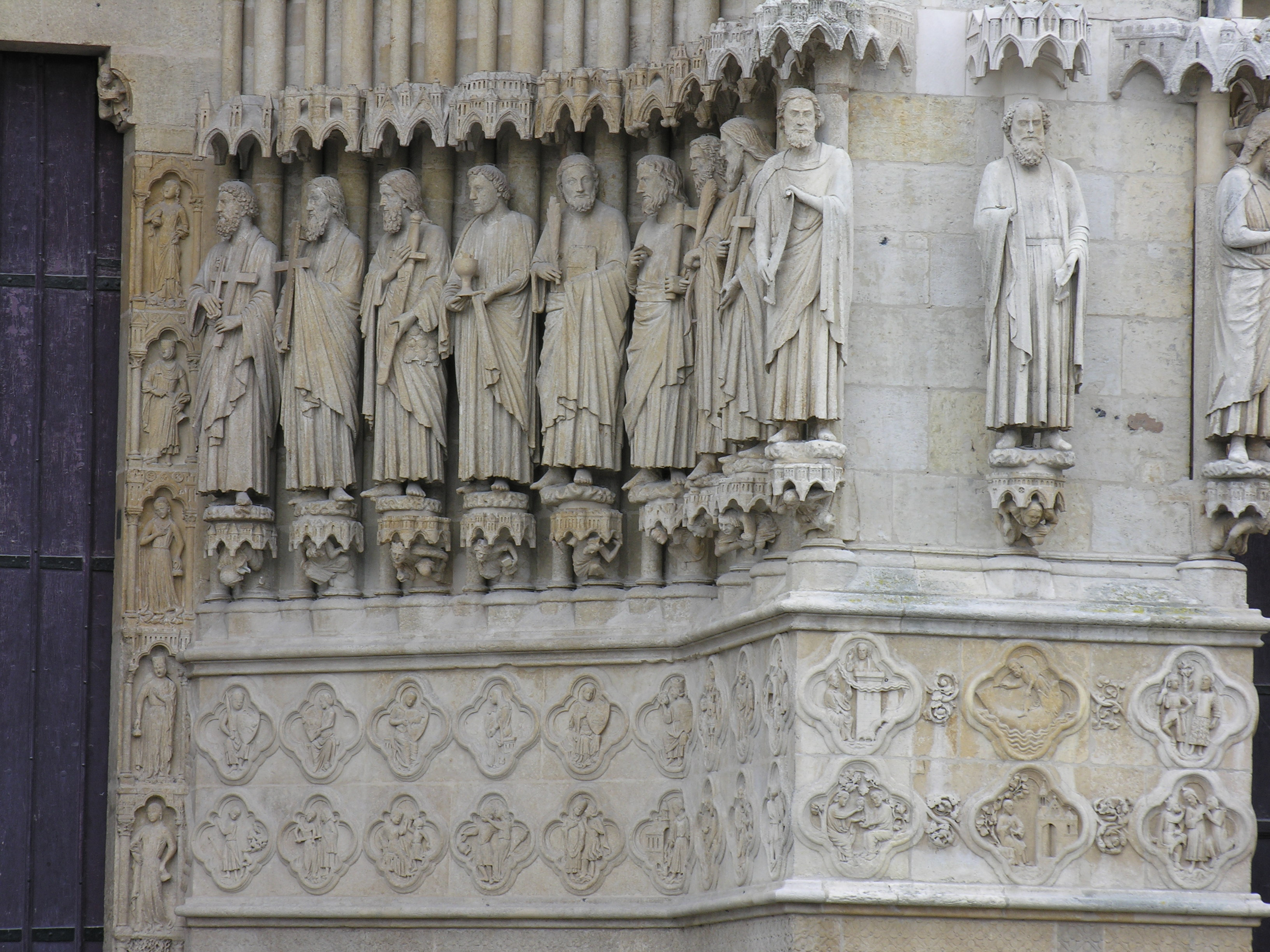
Het portaal van het Laatste Oordeel: beelden van de apostelen: van links naar rechts Petrus, Andreas, Jacob de Oudere, Johannes, Simon, Bartolomeus, de profeten Jessaja en Jeremias.
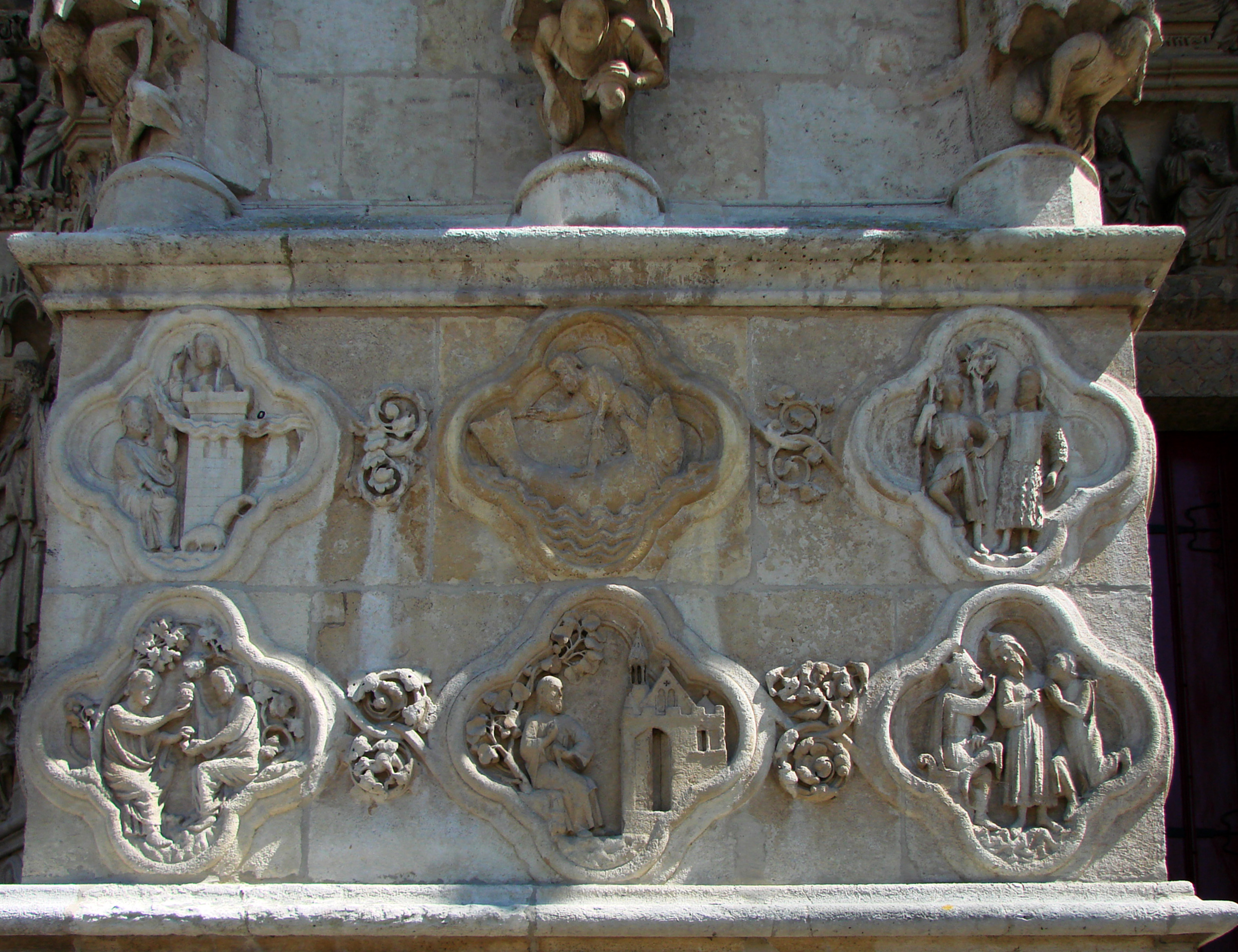
In het midden van de foto : medaillon met Jonas die uit de walvis komt

Op de trumeau staat Christus de Verlosser: de “lieve God van Amiens”. Op de wangen terzijde van de deuropening staan de beelden van de twaalf apostelen en de vier voornaamste profeten. Links: Daniël, Ezechiël, Simon, Philippus, Matheus, Thomas, Jacob de Jongere en Paulus ( met boek en zwaard); rechts: Petrus (met de sleutels), Andreas, Jacob de Oudere (met de bedevaardersschelp), Johannes, Simon, Bartholomeus, Jesaja en Jeremias. Op de muur eronder zijn medaillons in de vorm van een vierpas aangebracht, waaronder één met Jonas die uit de walvis komt.

### Het portaal van de H. Firminus
In dit portaal is de timpaan aan de geschiedenis van de H. Firminus gewijd, zijn beeld staat voor de trumeau. De grote beelden in de linkerwang betreffen behalve de twee engelen de heiligen Ulfia, de martelaren Aucheul en Ache, Honoratius (ooit bisschop van Amiens); in de rechterwang staan Firminius I (de biechtvader. Firminus II, bisschop van Amiens), Domice, Fuscianus (martelaar), Warlus en Luxor.

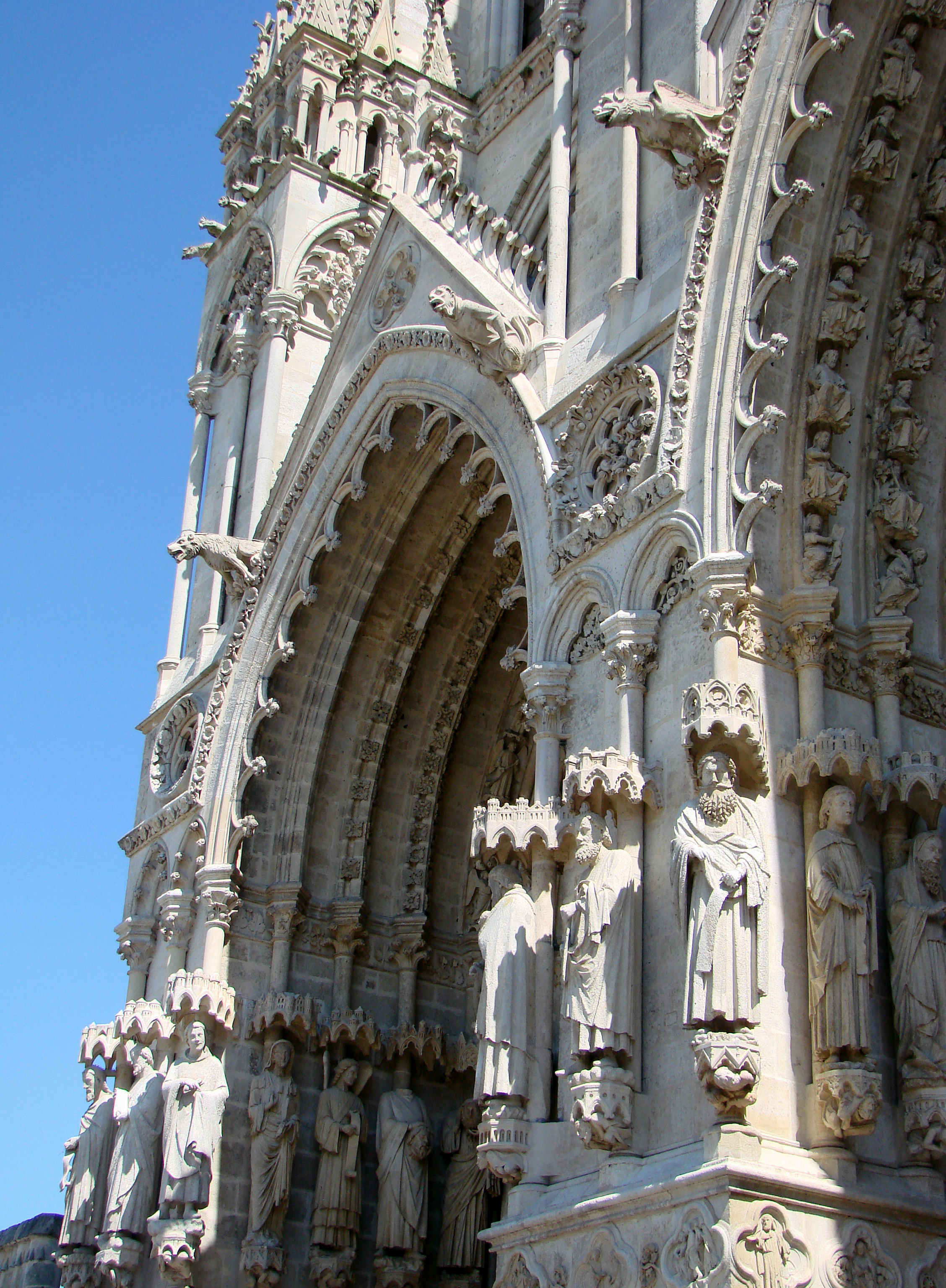
Het portaal Saint-Firminus gezien vanaf het midden van de gevel
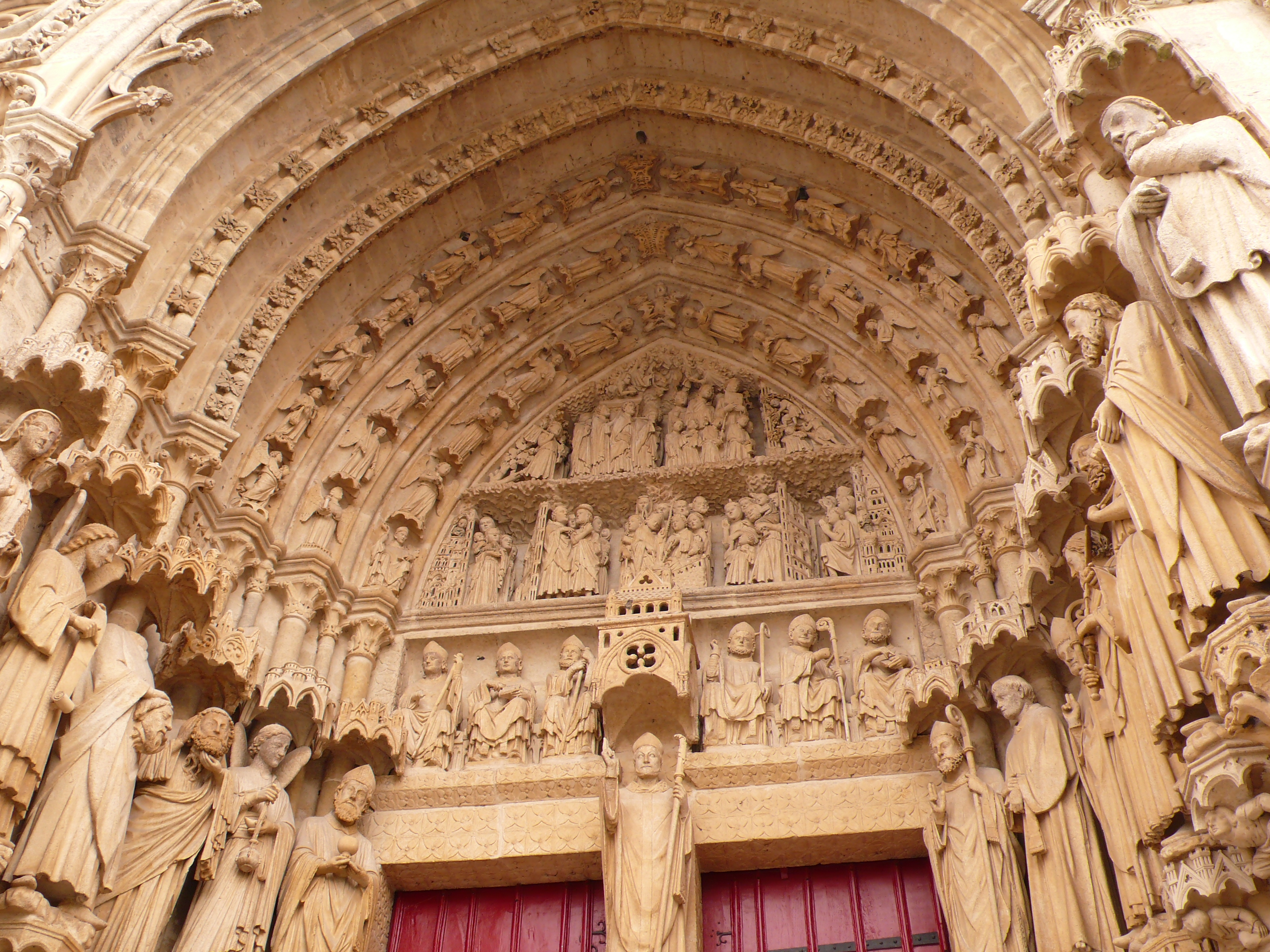
Het portaal Saint-Firminus
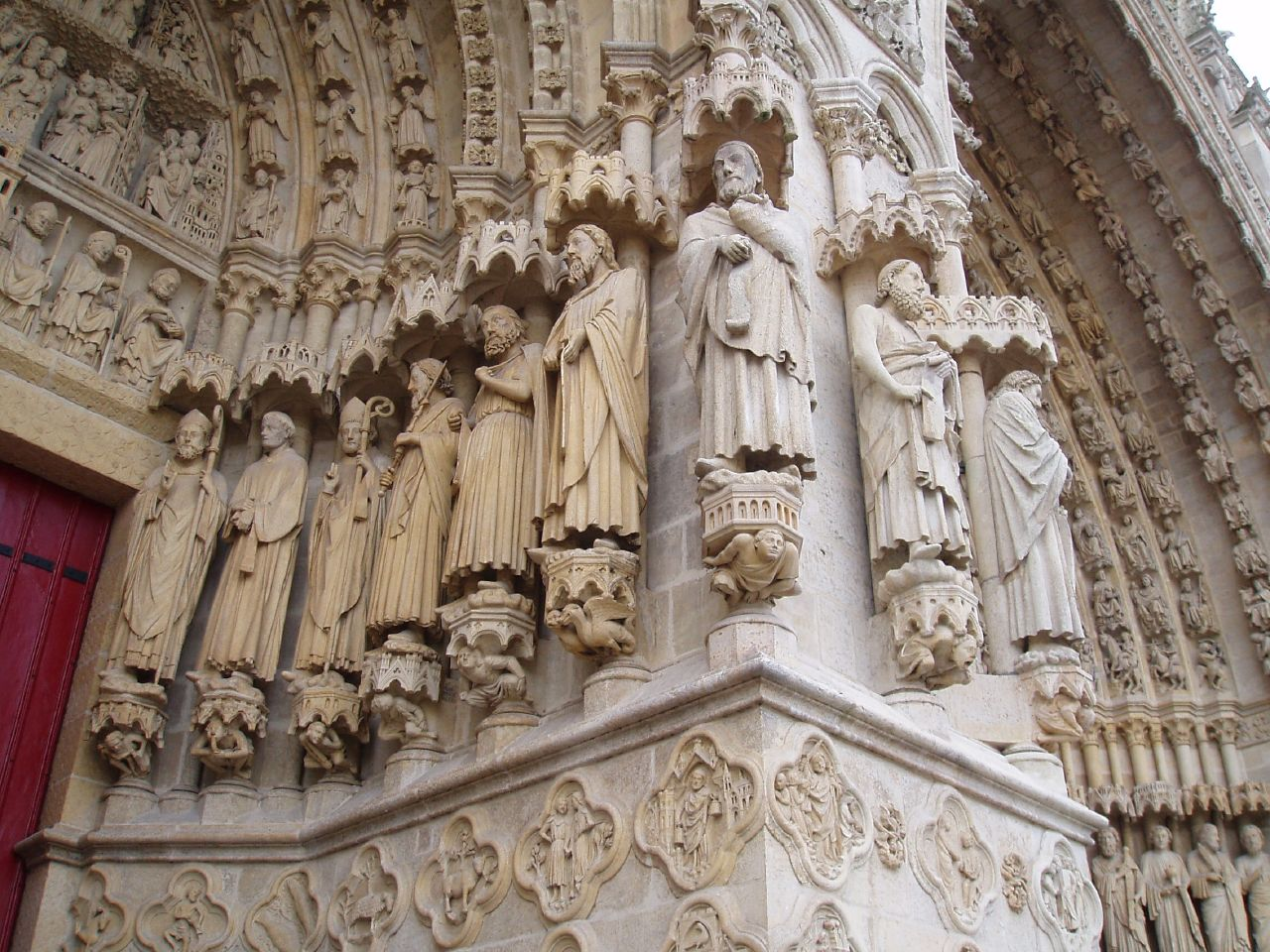
Het portaal Saint-Firminius : de grote beelden van de rechter deurpost. Daaronder de tekens van de Dierenriem van de Picardische kalender
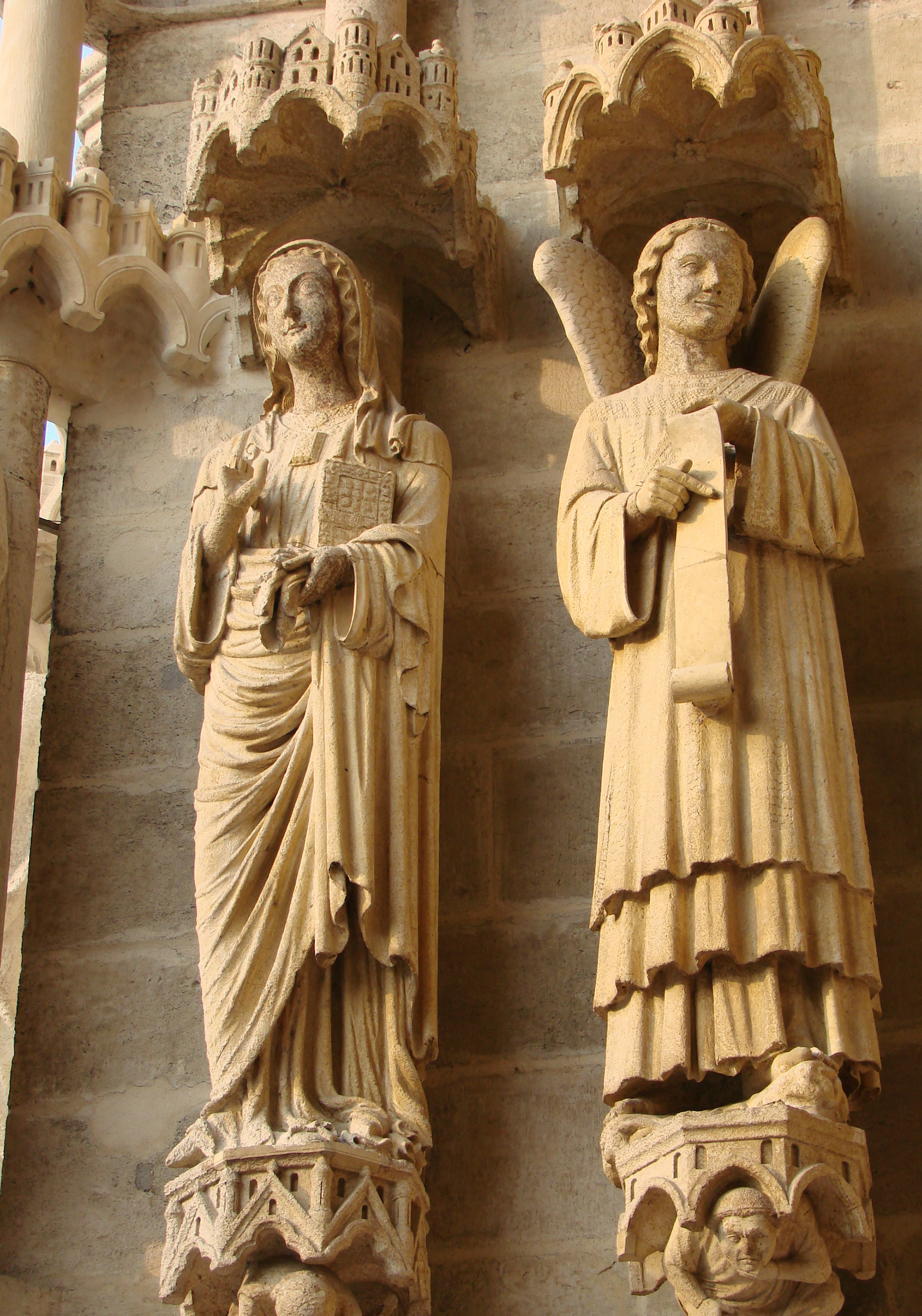
Het portaal Saint-Firminius : twee van de grote beelden van de linker deurpost: H. Ulfia en een engel

#### De Picardische kalender
De grondmuur in dit portaal is versierd met medaillons in de vorm van een vierpas die een verband leggen tussen de tekens van de dierenriem en de werkzaamheden op het land in de verschillende maanden. Hier wordt duidelijk tot uitdrukking gebracht dat de landbouw in de 12e en 13e eeuw de belangrijkste bron van bestaan was. De maanden of jaargetijden zijn af te lezen aan de afgebeelde kledij. De serie medaillons wordt ook wel aangeduid met de term Picardische kalender.

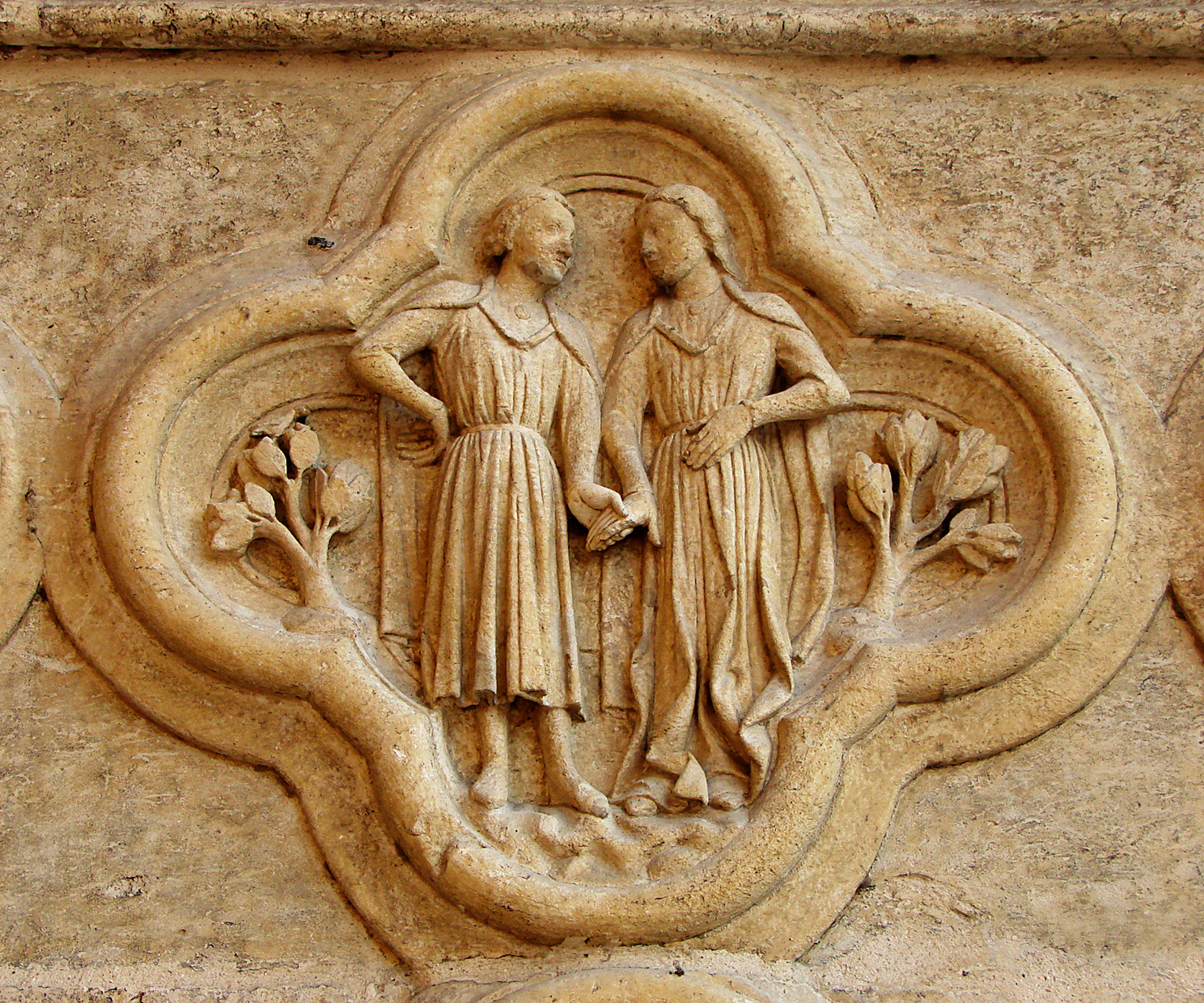
Tekens van de Dierenriem: De Tweelingen
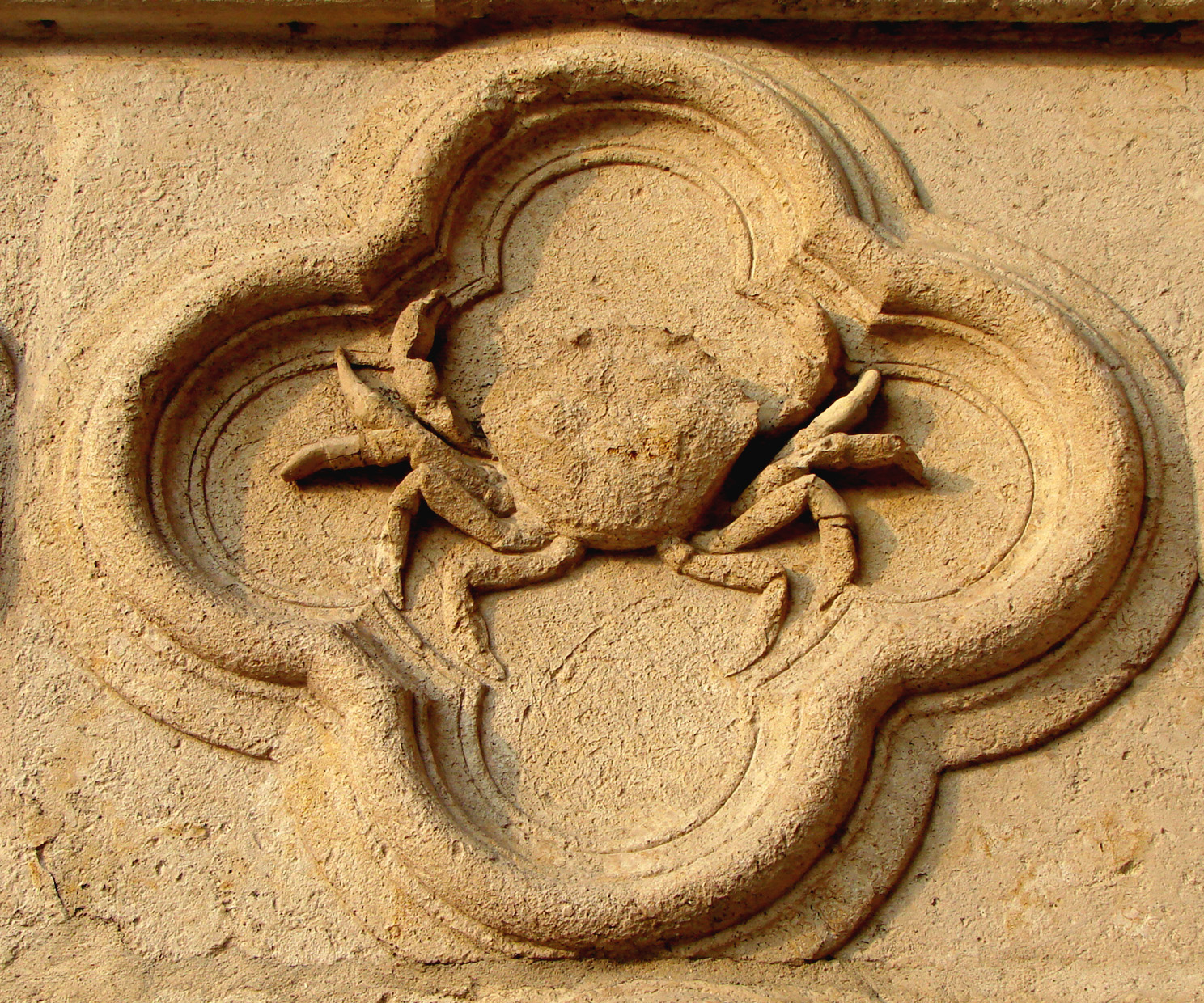
Tekens van de Dierenriem: De Kreeft. Kreeft is een vertaling van het Latijnse "cancer" wat eigenlijk "krab" betekent.
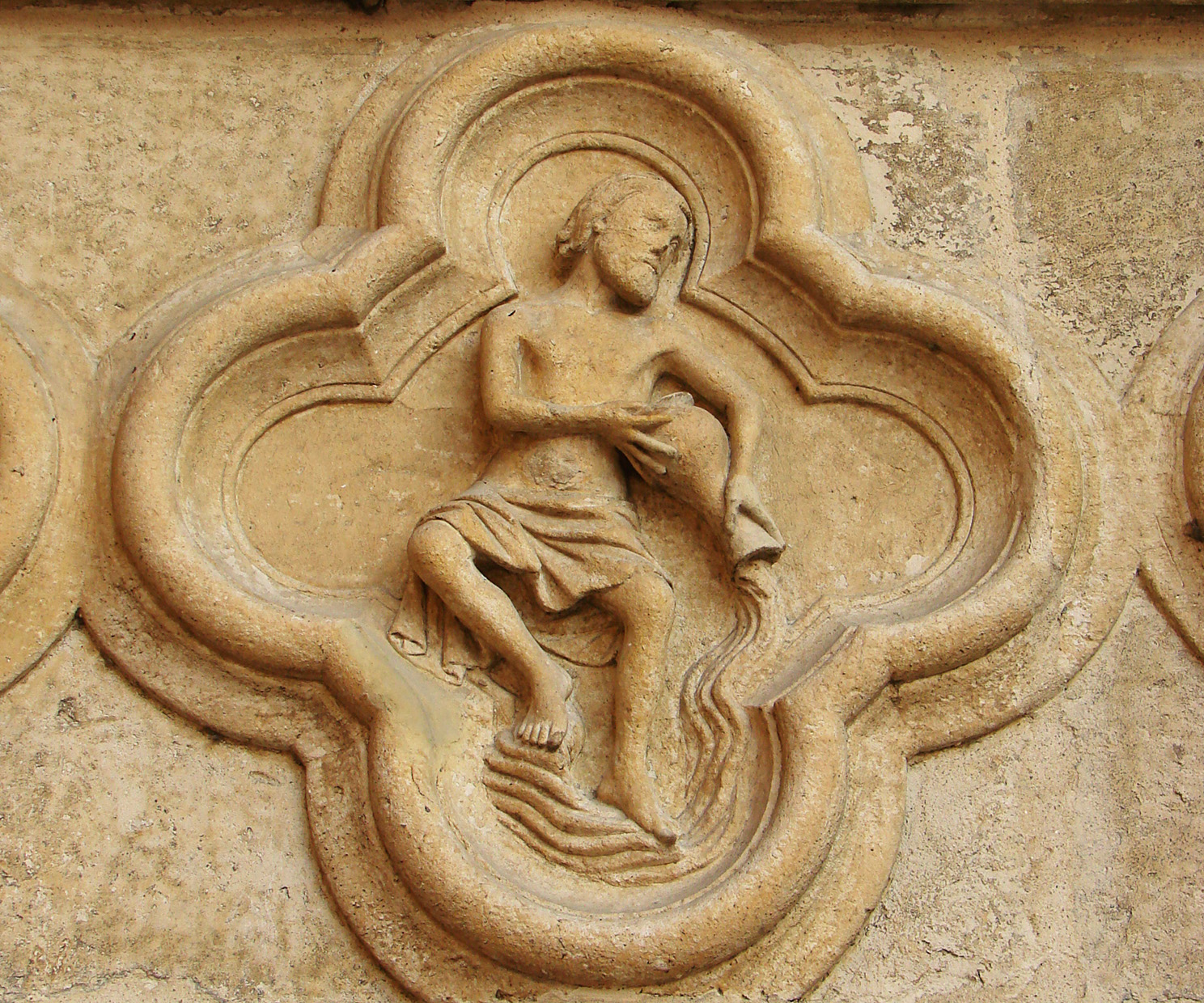
Tekens van de Dierenriem: De Waterman

### Het portaal van de Moeder Gods of van de Maagd

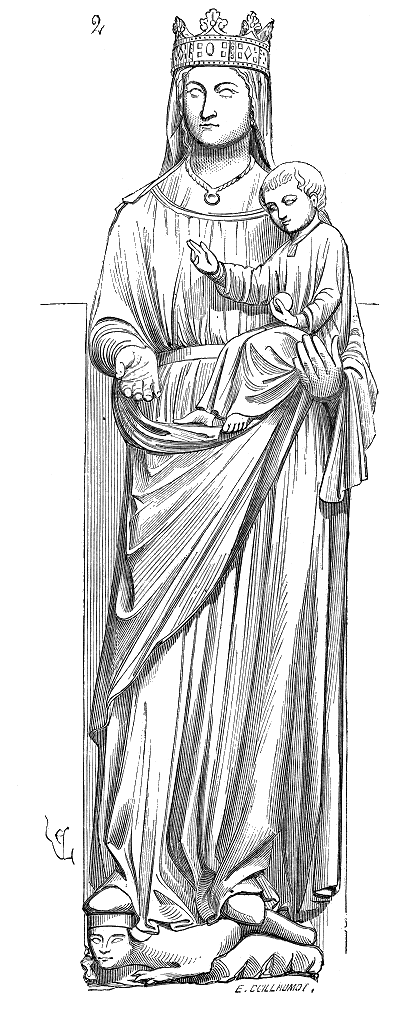
De Maagd die het portaal van de Moeder Gods: zij verplettert het Kwaad. Het is een tamelijk traditioneel beeld daterend uit de eerste helft van de 13e eeuw. Tekening van Eugène Viollet-le-Duc (1856).

Dit zuidelijke portaal van de voorgevel van de kerk is gewijd aan de Maagd Maria. In het timpaan vindt men in het onderste register een serie van zes personages uit het Oude Testament, de voorouders van Maria. De dood en de tenhemelopneming van de Maagd zijn weergegeven in het middelste register; het bovenste register laat haar Kroning in het Paradijs zien..
Voor op de trumeau staat een groot beeld van Maria die het Kwaad, in de vorm van een fabeldier met een mensenhoofd, vertrapt. Het is zeer statisch, naar het voorbeeld van de beelden in de kathedraal van Chartres.
De beelden in de ondiepe nis boven de grondmuur zijn opvallend: rechts geven drie paren van beelden drie belangrijke episodes uit het leven van de Maagd Maria weer,: de Verkondiging, de Visitatie en de Opdracht van Jezus in de Tempel. Links ziet men van buiten naar binnen, de Koningin van Sheba, Koning Salomo, Koning Herodes de Grote en de Drie Koningen.

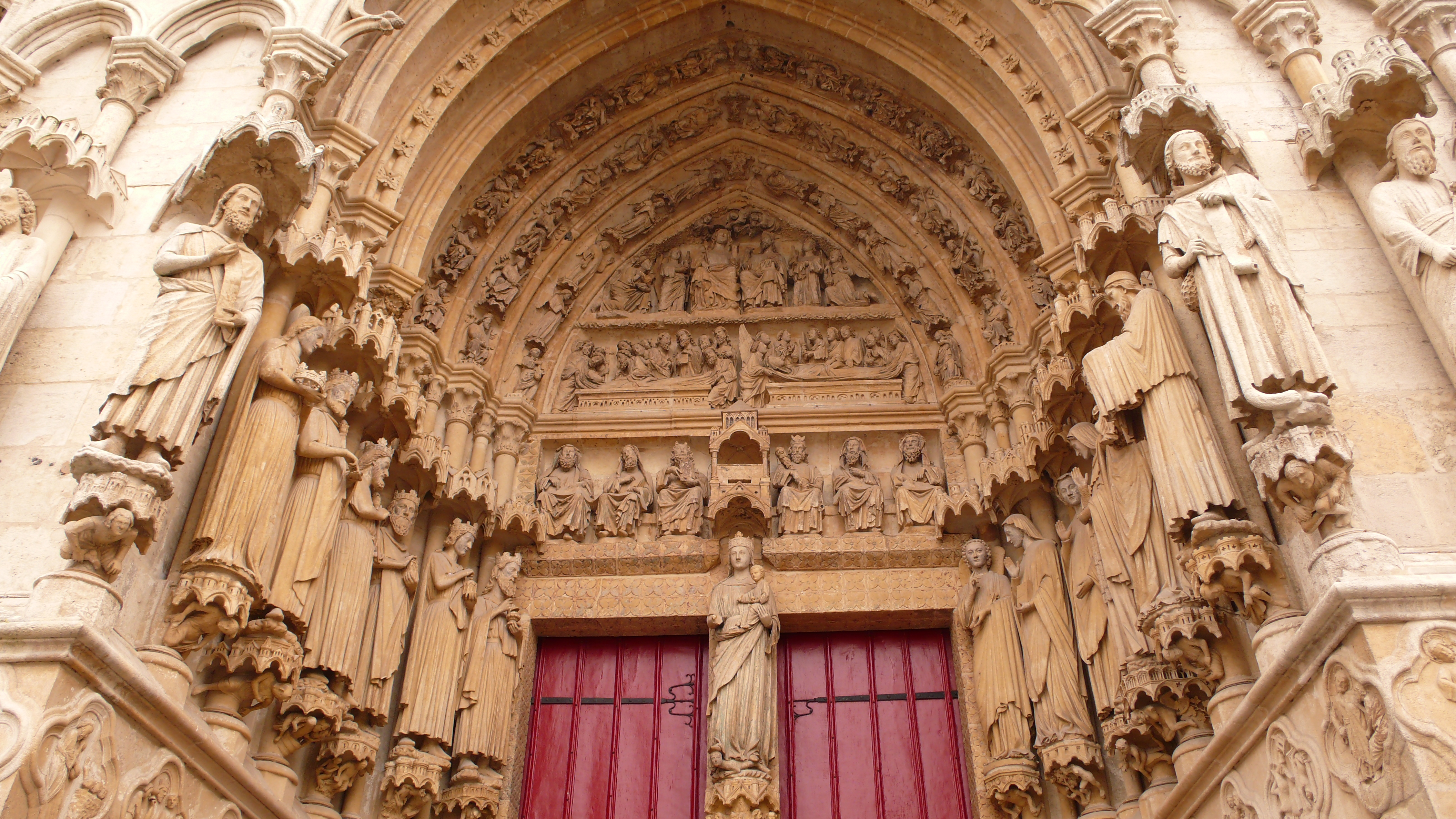
Het portaal van de Moeder Gods
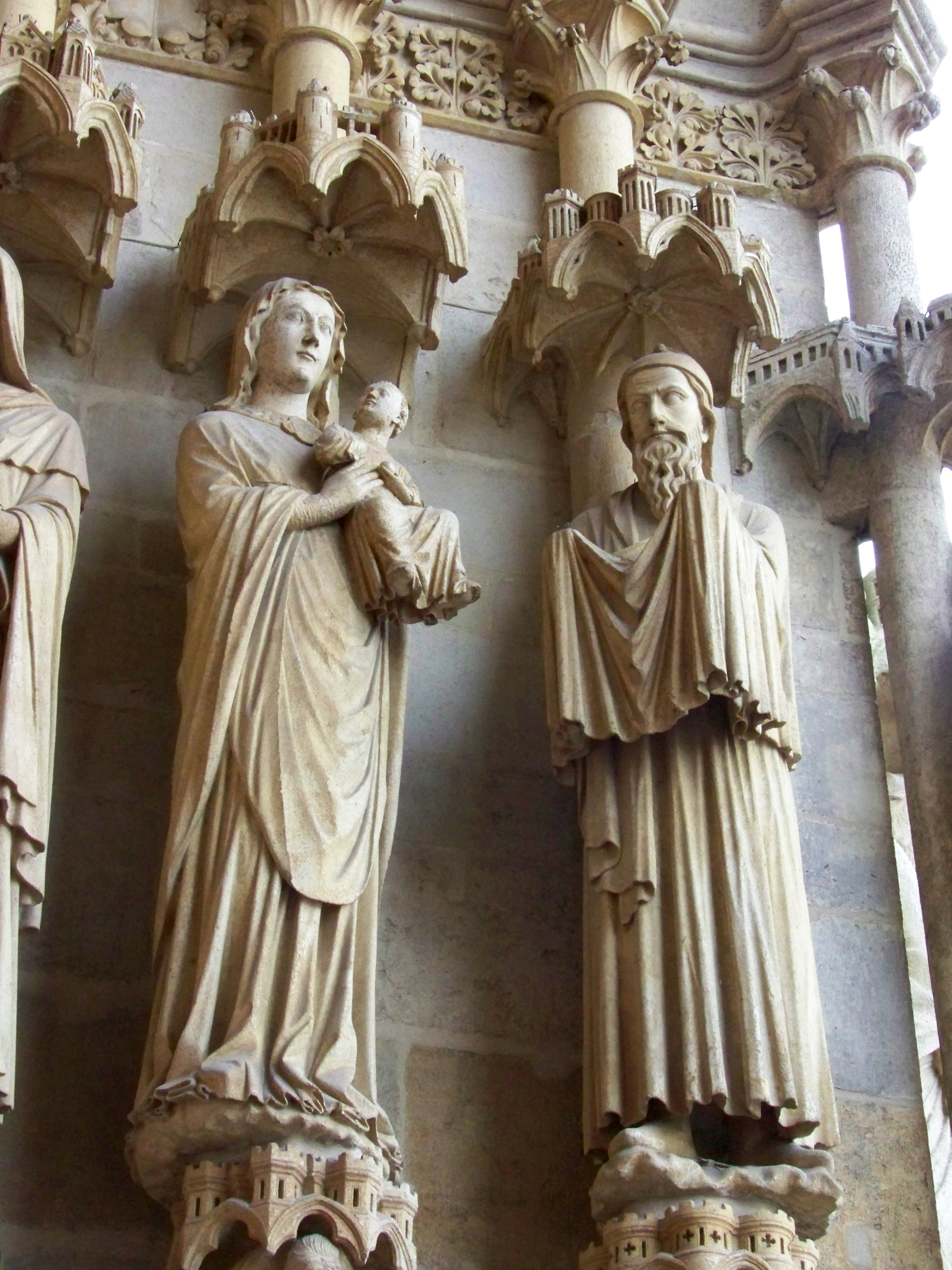
Portaal van de Moeder Gods : de Opdracht van Jezus in de Tempel door Maria. Rechts Simeon
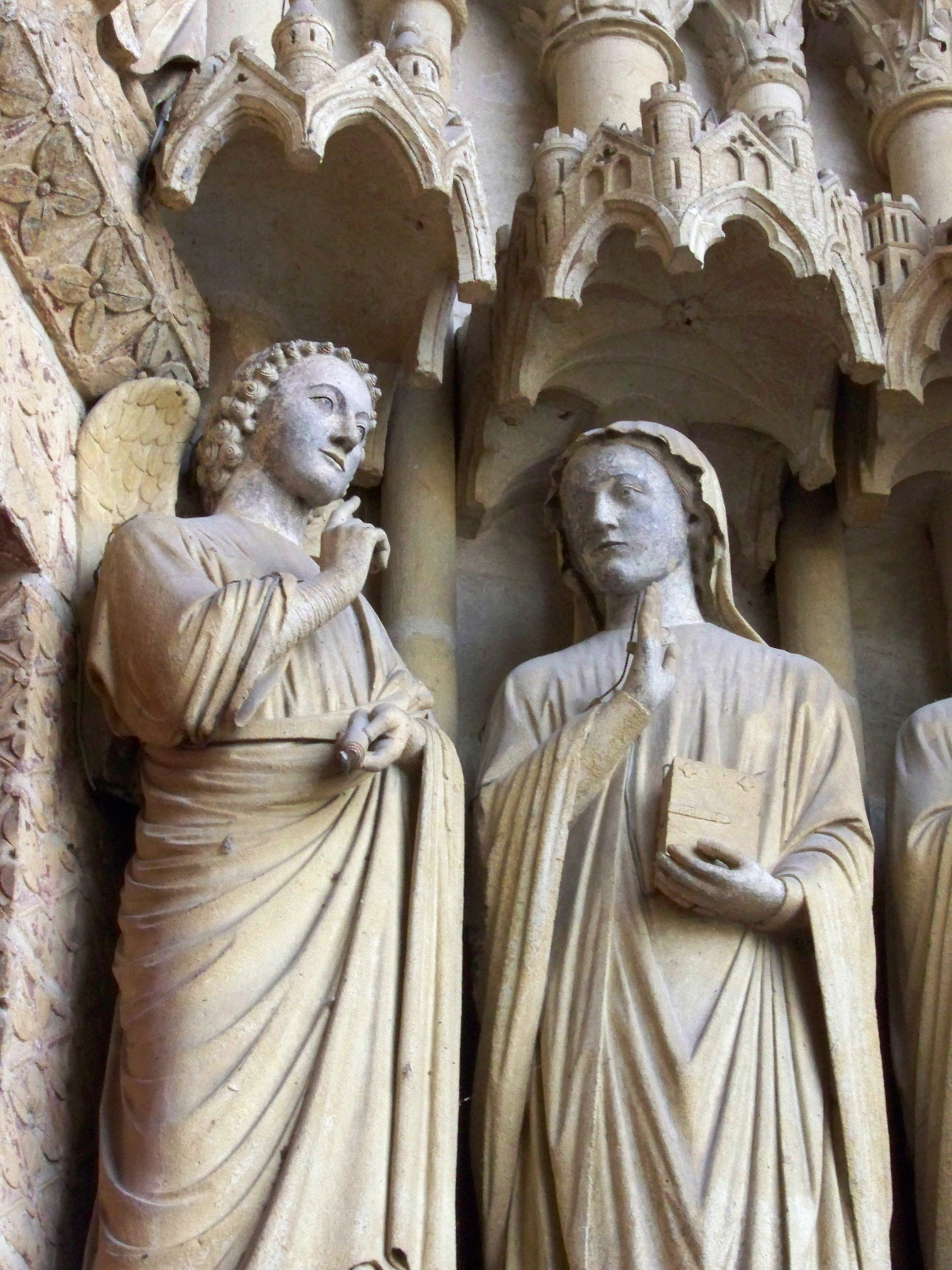
Portaal van de Moeder Gods : de Verkondiging, de aartsengel Aartsengel Gabriël en Maria
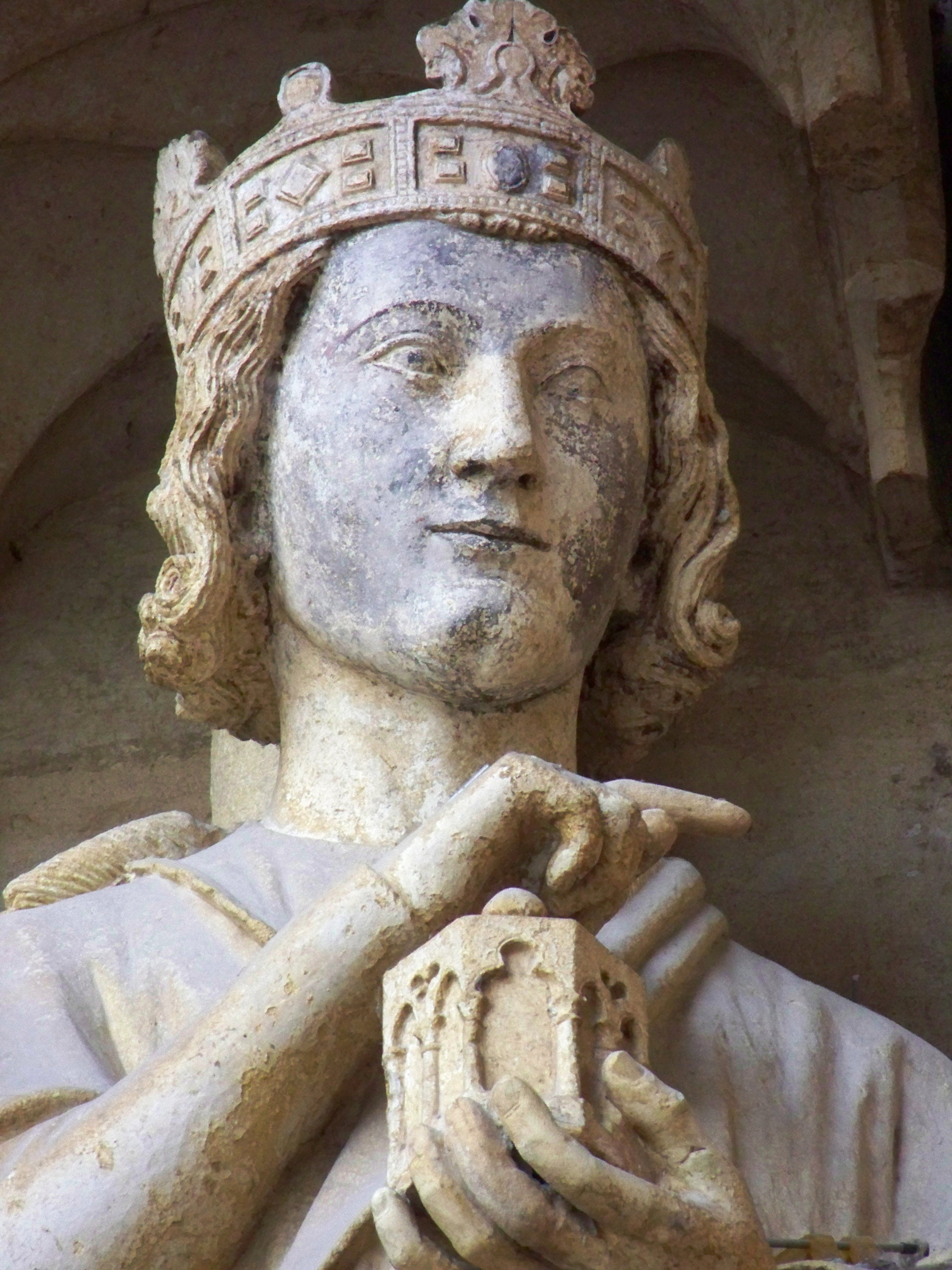
Dit detail van de tweede koning toont de uitstekende staat waarin de beelden verkeren. Het gezicht toont nog sporen van de oorspronkelijke polychromie
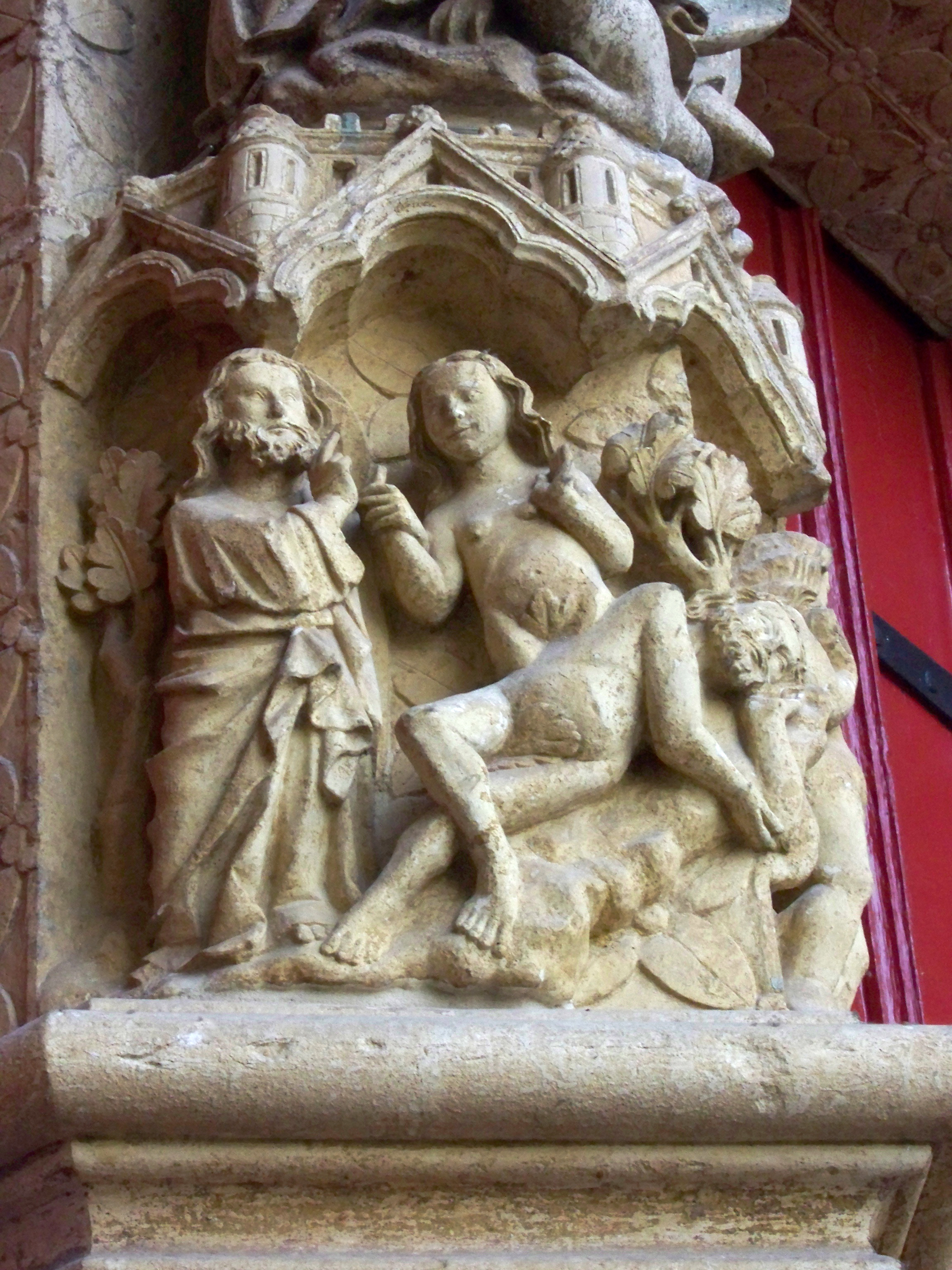
Portaal van de Moeder Gods : De geboorte van Eva
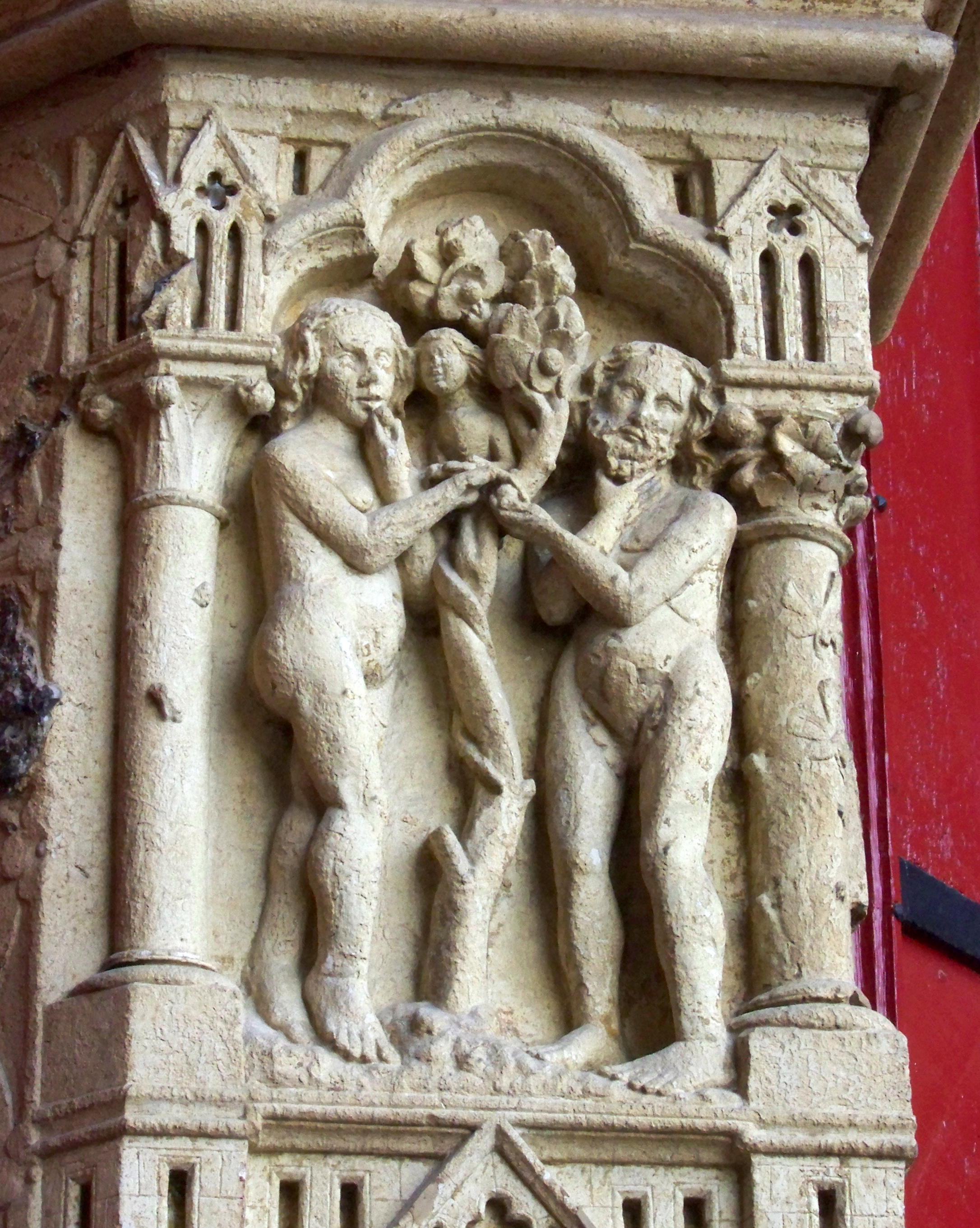
De verzoeking van Adam en Eva - Detail onder aan de trumeau van het portaal van de Moeder Gods

##### Het aardse paradijs en de erfzonde
De onderkant van de trumeau van het portaal van de Moeder Gods toont aan de erfzonde gewijde bas-reliëfs, een thema dat vaak verbonden wordt met Maria, omdat door haar de Verlosser ter wereld kwam. Dit verband kan men ook vinden in de trumeau van het portaal van de Maagd van de Notre-Dame van Parijs.
Het derde deel van dit bas-reliëf van het aardse paradijs behandelt de verzoeking van Adam en Eva en de erfzonde. Het paar staat bij de Boom van de kennis van goed en kwaad waarvan de vruchten niet gegeten mochten worden. De duivel vertoont zich hier in de vorm van een slang die het gezicht van een verleidelijke vrouw heeft. Het gaat hier om Lilith, een personage dat niet in de bijbel voorkomt maar wel in de rabbinale geschriften van de Talmoed van Babylonië. In de Joodse traditie was Lilith de eerste echtgenote van Adam. Zij zou zich niet willen schikken in een ondergeschikte positie in een liefdesverhouding. Zij verlaat dan het aardse paradijs en volhardt in haar houding ook als God haar gelast zich te onderwerpen. Ze besluit daarna een duivelin en gunstelinge van Lucifer te worden, Adam en Eva te verleiden tot ongehoorzaamheid aan Gods woord en hen daarmee in het ongeluk te storten.

#### De koningsgalerij, het triforium en het roosvenster
In de westgevel van de Notre-Dame van Amiens bevindt zich onmiddellijk boven de drie portalen een ingebouwde galerij, rijk versierd met bogen en colonnettes, die gedeeltelijk schuil gaat achter de frontalen.
De volgende etage wordt gevormd door een triforium, met fraai geornamenteerde spitsbogen , omstreeks 1235 gereed gekomen. Achter in het triforium zijn grote vensteropeningen waardoor het middenschip licht ontving. De in de kerk liggende tribune op deze hoogte wordt nu echter door de grote orgels ingenomen.
Boven het triforium strekt zich over de hele gevel de koningsgalerij uit, die ook weer afgedekt wordt door een terras. Kleinere vensters achter de beeldenrij bieden uitzicht op een tweede galerij in de kerk. Het roosvenster is van de 16e eeuw en qua stijl laatgotisch. Boven het niveau van het roosvenster bevindt zich weer een overdekt terras, een toevoeging van Viollet-le-Duc. Alle terrassen zijn toegankelijk en geven toegang tot de aangrenzende etages van de torens. De terrassen maakten het noodzakelijk regenwater via waterspuwers af te voeren.

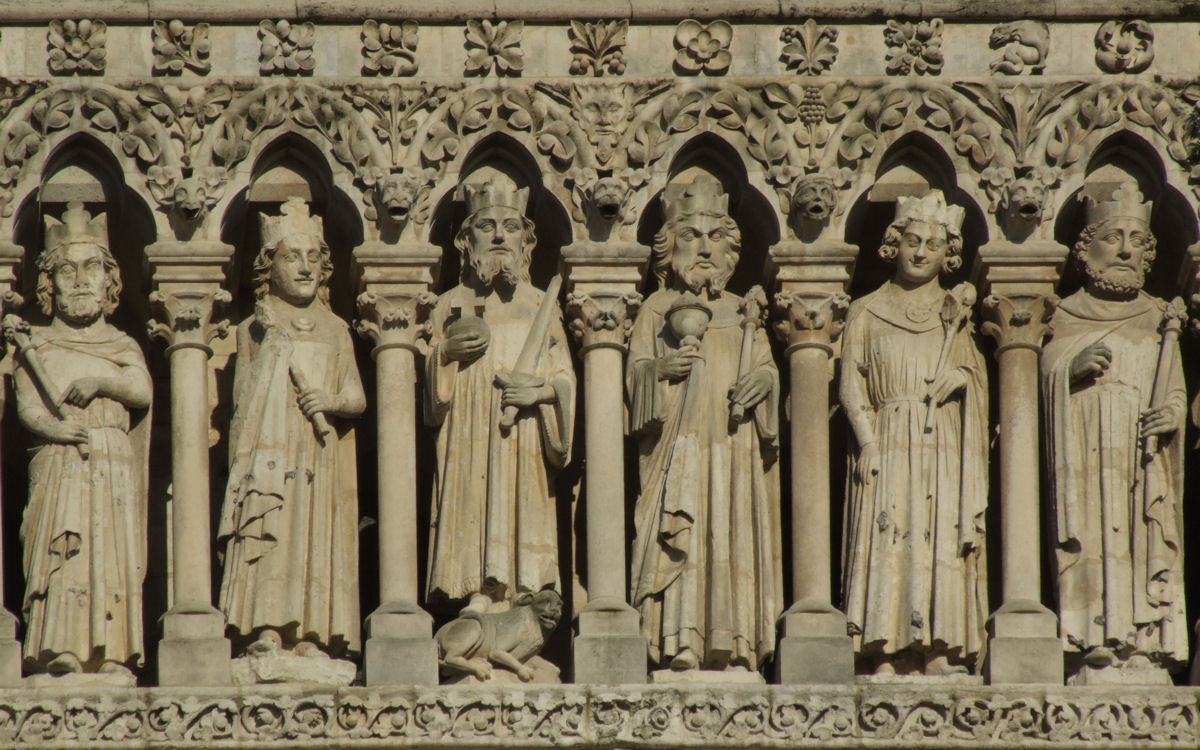
De koningen in het midden van de galerij
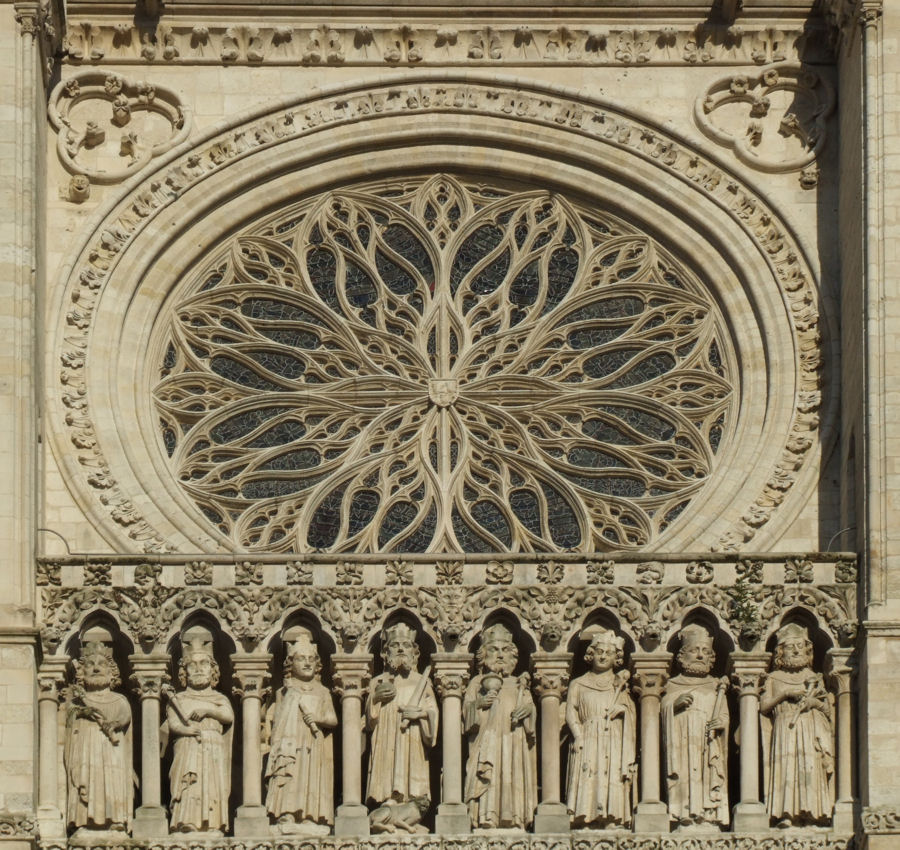
Het roosvenster van de westgevel, waarvoor een terras ligt, boven de koningsgalerij
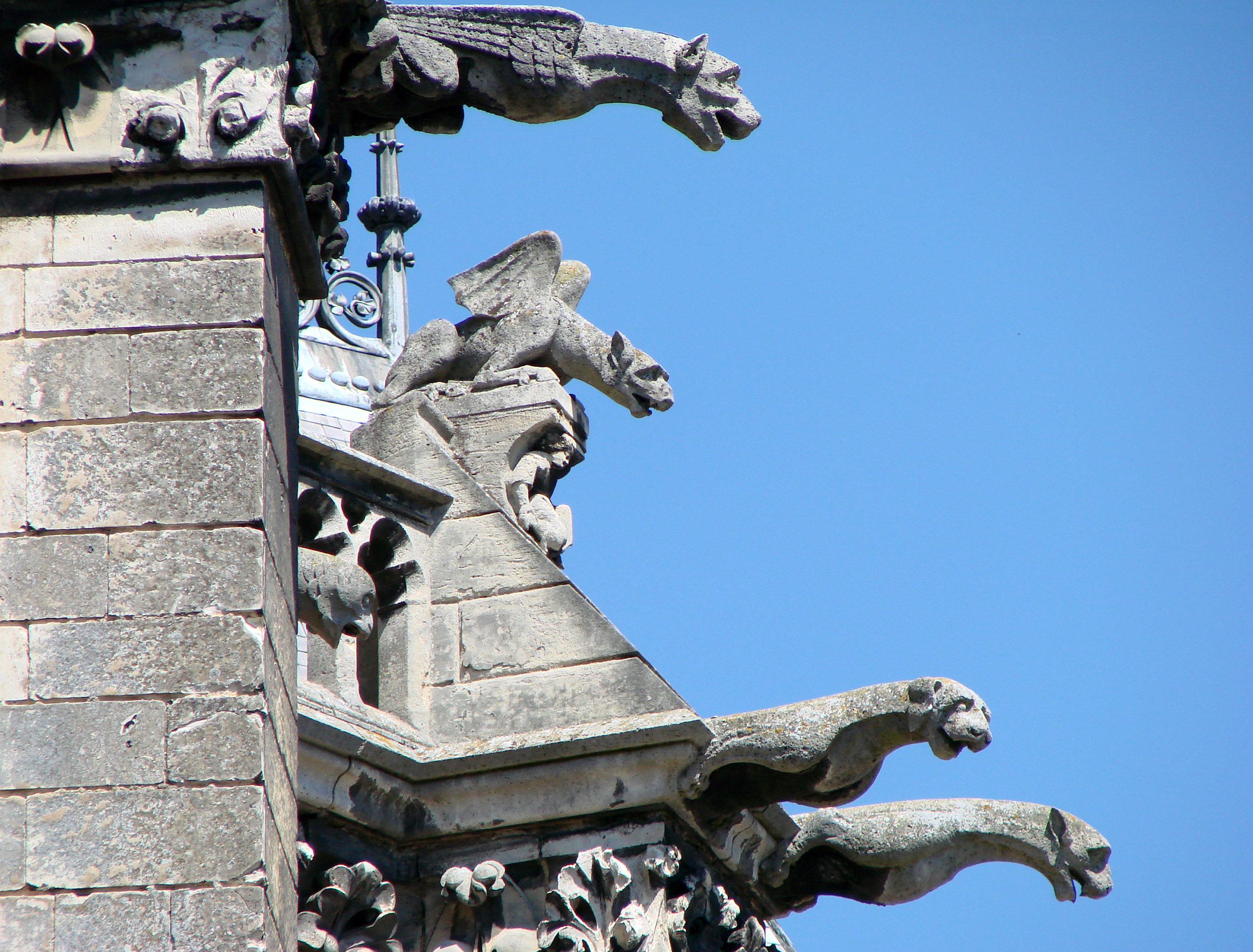
Waterspuwers. De kat met vleermuisvleugels is geen waterspuwer, maar een fabeldier ter versiering

##### De beelden van de koningsgalerij
Van de 22 beelden uit de 13e eeuw is niet met zekerheid vast te stellen wie ze voorstellen.
Ze zijn slecht geproportioneerd: de hoofden zijn wat te groot en de benen te kort. Vergelijkbare galerijen zijn ook te zien in de Notre-Dame van Reims en in de Notre-Dame van Parijs (In Parijs zijn de beelden uit de 19e eeuw).

#### De zuidgevel
In de zuidelijke toren bevindt zich de Christoffeldeur, waarnaast een groot standbeeld van deze heilige met, zoals de legende dat wil, de kleine Jezus op zijn schouder. Ter hoogte van de kapel Notre-Dame de Foy is een voorstelling van de Verkondiging te zien, met daarboven de aartsengelen Michael en Raphaël uit het begin van de 14e eeuw.
De muur van de Mariahemelvaartkapel, vroeger gewijd aan Sint-Nicolaas, wordt gesierd met het beeld van een wedehandelaar en zijn vrouw. Daarboven is het beeld van sint Nicolaas te zien met de kookpot waarin drie kinderen.
Een volgend beeld is gewijd aan de Verheerlijking.
Ten slotte is er een beeld waarvan men aanneemt dat het Guillaume de Mâcon betreft, daar hij aan het eind van de 13e eeuw de belendende kapel liet bouwen.

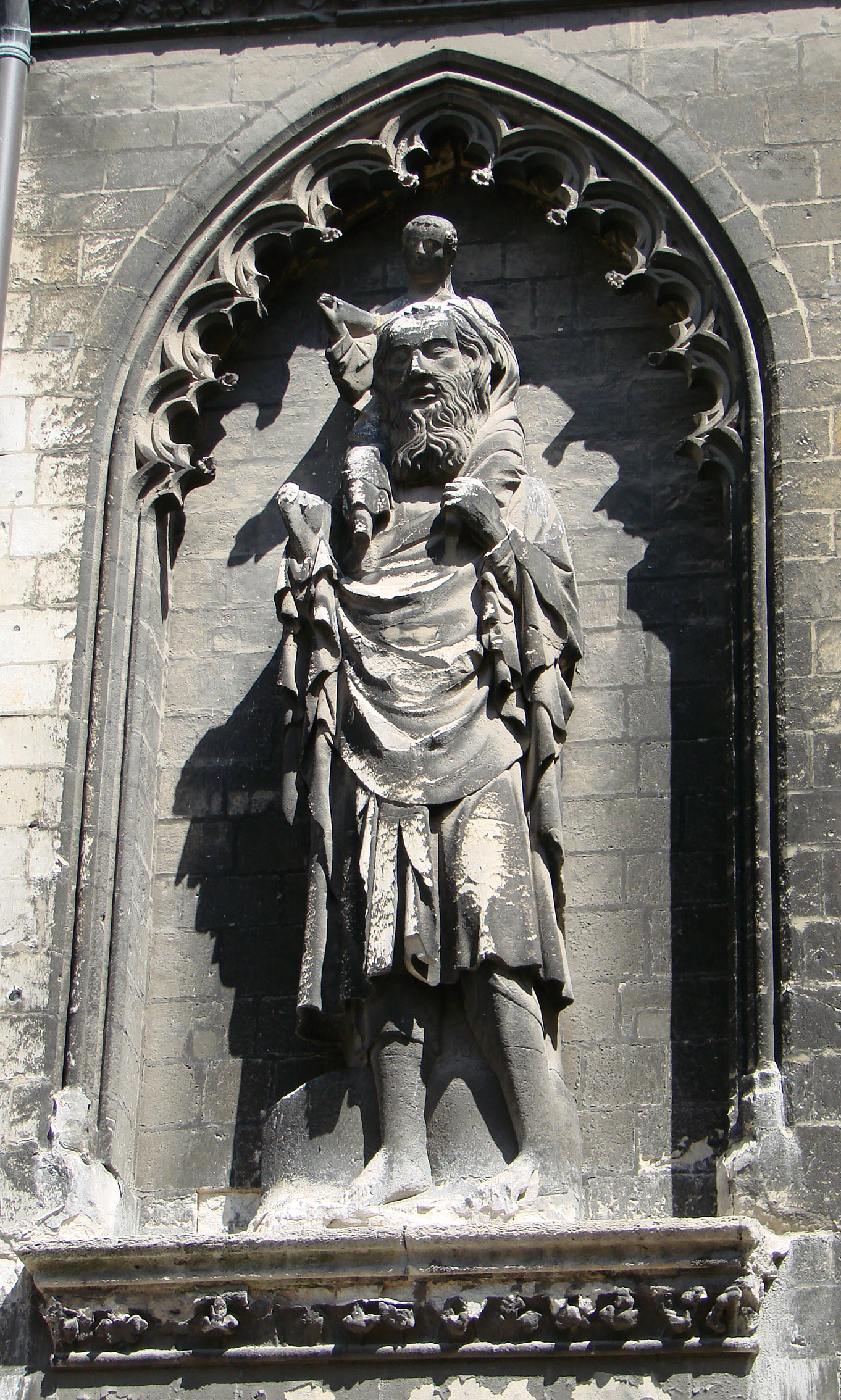
Beeld van de heilige Christoffel met het kind Jezus, bij de zuidelijke toren
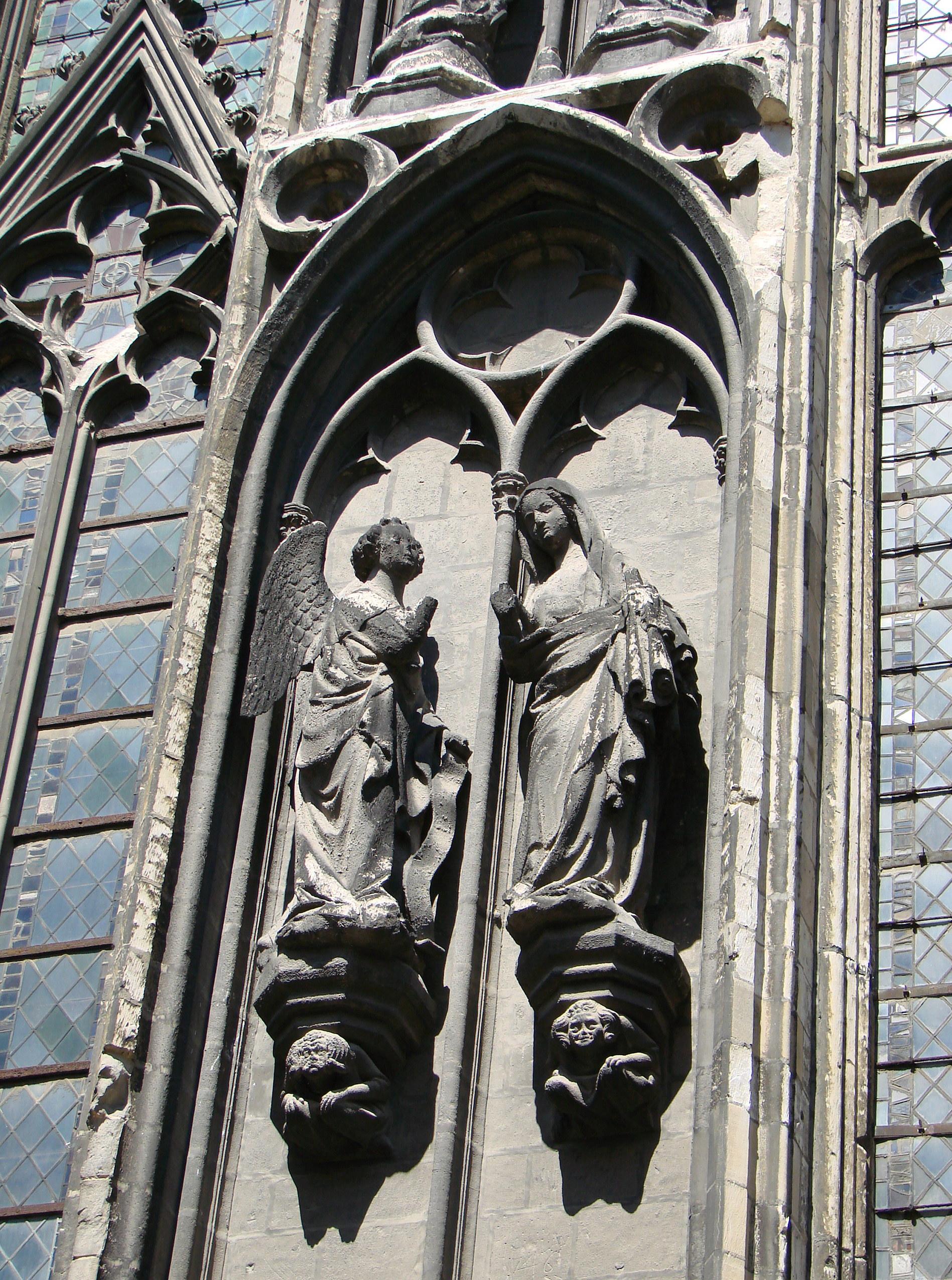
De Verkondiging op de gevel van de kapel Notre-Dame de Foy in de zuidgevel
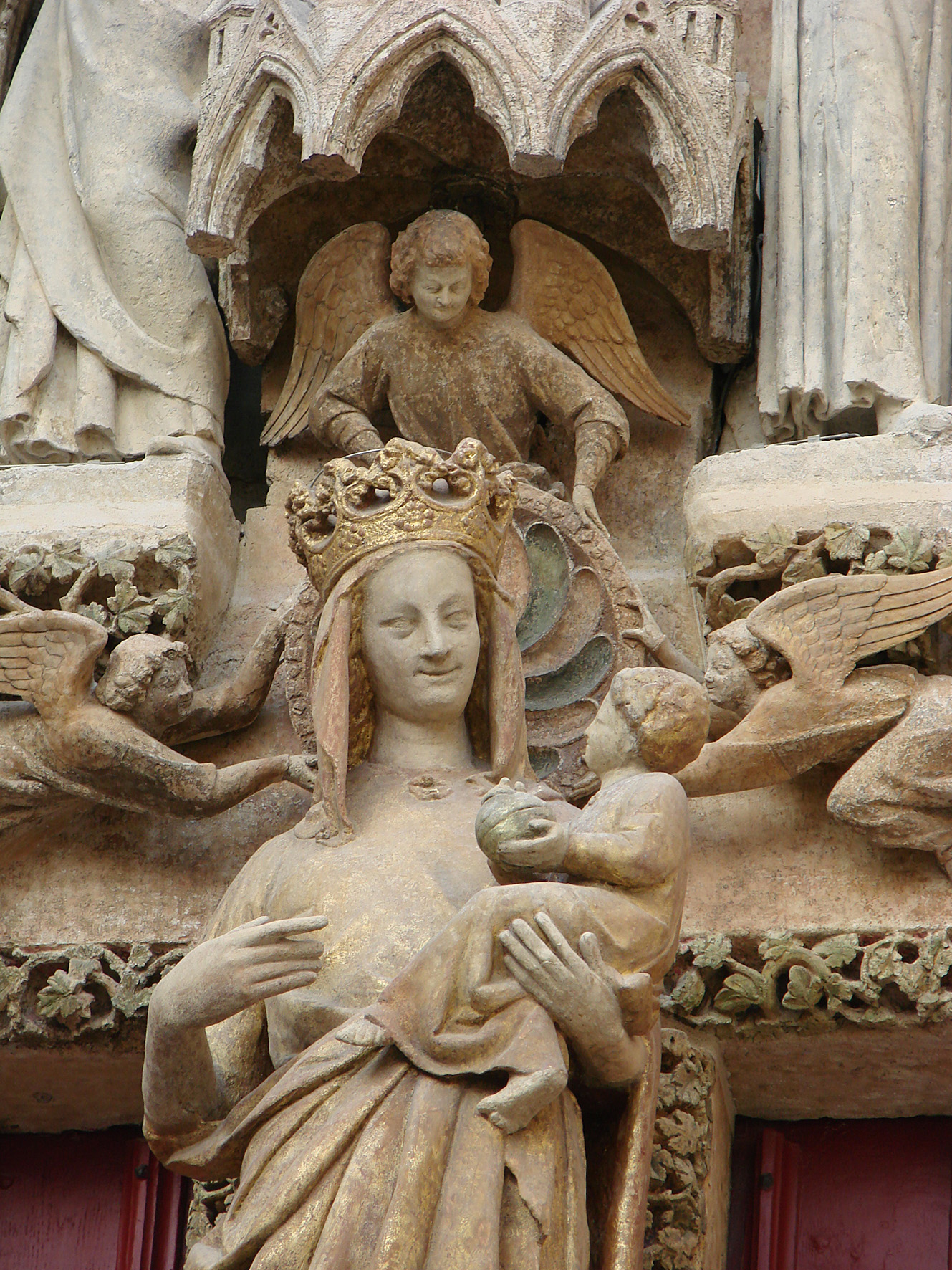
Detail van de Maagd met Kind op de trumeau van het portaal van de Vergulde Maagd: drie engelen dragen haar nimbus

#### De zuidgevel van het dwarsschip en het portaal Saint-Honoré
Ingeklemd tussen twee steunberen rijst de zuidgevel van het dwarsschip op, met 60 m bijna net zo hoog als de zuidelijke toren. Er zijn drie etages te onderscheiden: het 20 m hoge portaal, dan een enorme lichtbeuk met vensters en geheel bovenaan een fronton. De twee steunberen, zeer breed aan de basis, zijn getrapt opgebouwd met horizontale uitstekende randen als afscheiding, wat de verticaliteit van het geheel wat afzwakt.
Boven het portaal vormt een nauwe galerij met balustrade de scheiding met de lichtbeuk, die het triforium in de dwarsbeuk verlicht, met twee rijen vensters, waarvan de onderste rij sierlijk is gevat in rijen pilaren gekroond met een klein roosvenster met daarboven kleine frontons. De bovenste rij is iets eenvoudiger van opzet. De etage wordt bekroond met een laatgotisch roosvenster met versierde zwikken dat de hele gevel beslaat.
Het bovenste niveau wordt gevormd door een hoog driehoekig fronton waarvan de verticale banden weer sterk de verticaliteit van de gevel accentueren. Daartoe dragen ook de pinakels aan weerszijden en op de top zeer bij.
Het portaal van Saint-Honoré wordt ook wel het portaal van de Vergulde Maagd genoemd vanwege het beeld dat op de trumeau staat. Maar het timpaan is gewijd aan de H. Honoratius, zesde bisschop van Amiens, die leefde in de 6e eeuw.
Op de latei boven de deuren ziet men de apostelen afscheid nemen van Christus op Hemelvaartsdag. In de timpaan zelf worden – van beneden naar boven – de wijding van Honoratius, de aan hem toegeschreven miraculeuze genezingen en een processie van relieken van de heilige afgebeeld. De dood van Christus op Golgotha bekroont het geheel.
De voorkant van de trumeau wordt ingenomen door het beeld van de Vergulde Maagd. Het is een replica; het 13e-eeuwse origineel staat in de kerk om verdere verwering door weersinvloeden te voorkomen. Het beeld toont een zachtmoedige Maria met kind onder een baldakijn. Drie engelen dragen haar nimbus. spelend. Het beeld breekt met de traditie van statige Mariabeelden zoals tot dan toe gebruikelijk. De houding is natuurlijker; het is alsof ze het kind op haar heup heeft. Ze glimlacht, wiegt het kind, speelt ermee. Jezus met tamelijk bolle wangen schijnt zelfs met de wereldbol in zijn hand te spelen. Deze wijze van afbeelden zal na dit voorbeeld vaker nagevolgd worden.

#### De noordkant van de kathedraal
De noordgevel van het schip wordt overheerst door de luchtbogen, waartussen de zeer hoge vensters van de zijkapellen. De verdeelpijlers tussen de vensters zijn getooid met beelden, o.a. van de H. Lodewijk (een van de oudste voorstellingen van hem), Guillaume de Mâcon en de H. Agnes. Het dak van de kapellen wordt gevormd door een terras, afgezet met een balustrade, die de top van de gevel vormt. Dit terras en de balustrade zijn toevoegingen, gedaan tijdens een restauratie door Viollet-le-Duc, die later scherpe kritiek hebben opgeroepen.
De noordgevel van het dwarsschip is minder versierd dan de zuidgevel. Er is slechts één beeld van een onbekende bisschop. Wel opvallend is het portaal, gewijd aan de H. Firminius II, de Belijder, bisschop van Amiens in de tweede helft van de 4e eeuw. Een groot roosvensters met ingewikkeld maaswerk bepaalt het beeld.
De vensters van het koor hebben een andere opzet dan die van het schip. Ze zijn voorzien van grote driehoekige frontons, die boven de dakrand uitsteken.

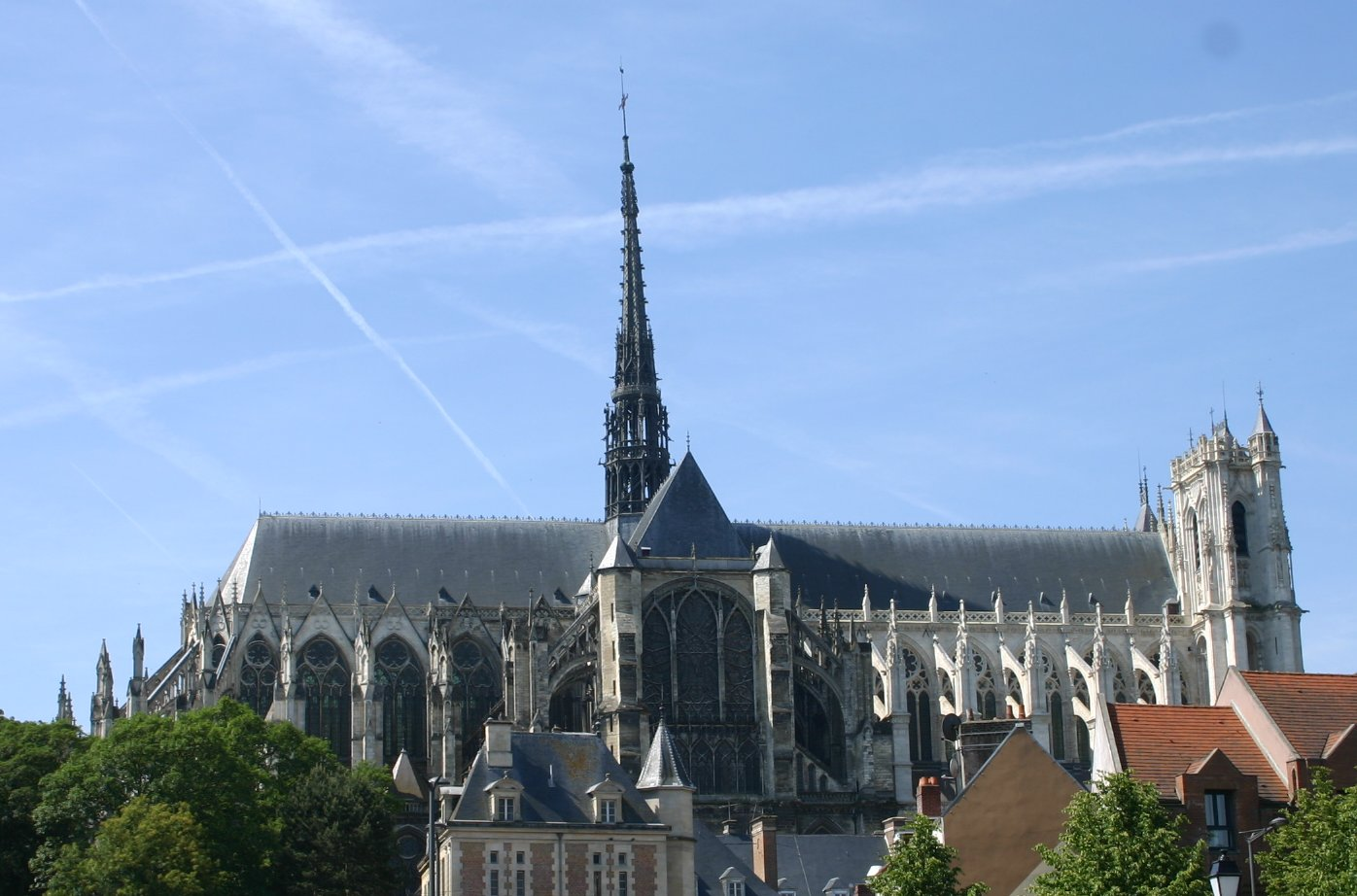
De noordkant van de kathedraal
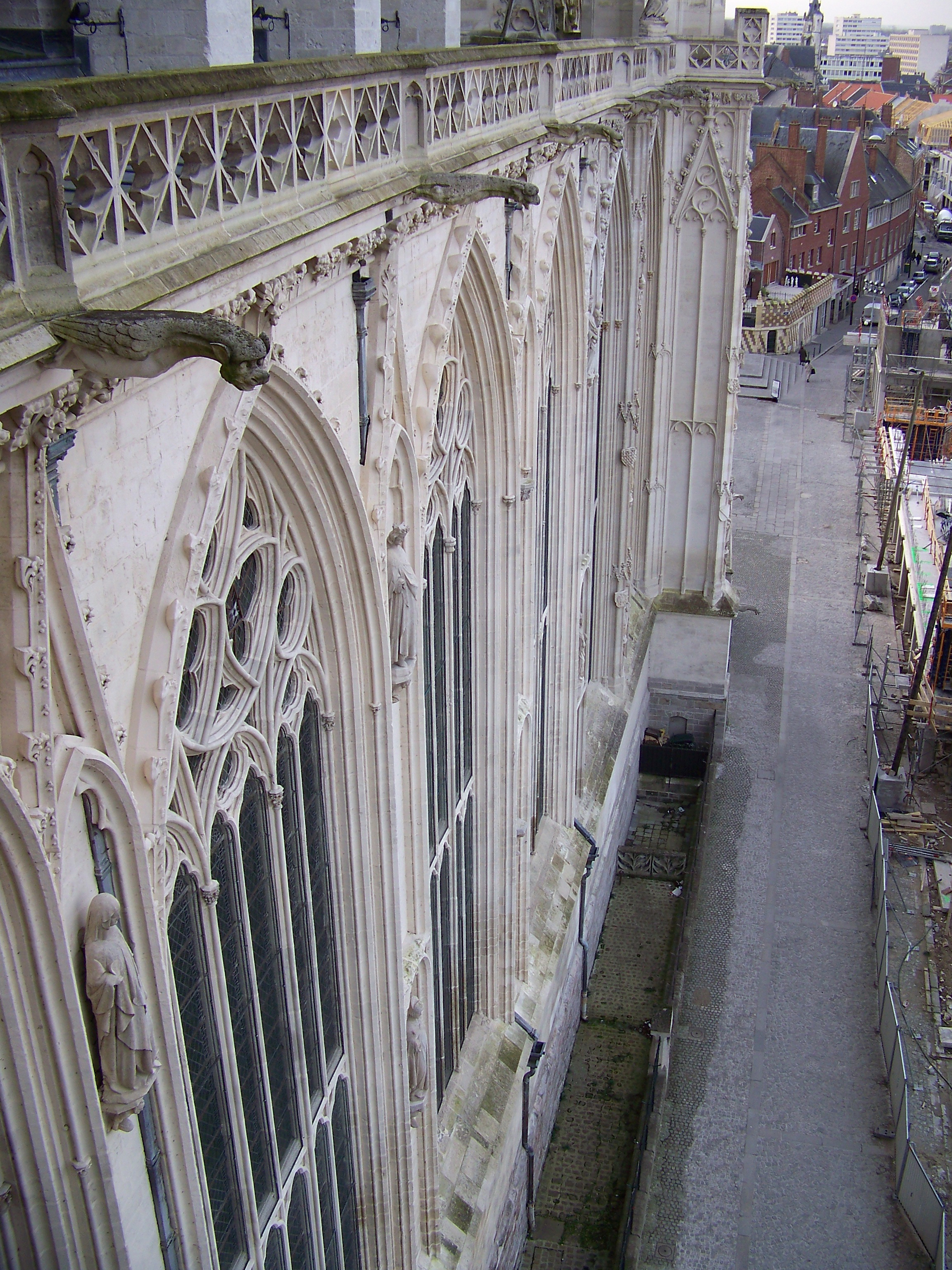
De zes noordelijke zijkapellen van het schip ontvangen het licht via zeer grote vensters met glas-in-loodramen. Bovenaan: het terras met de balustrade
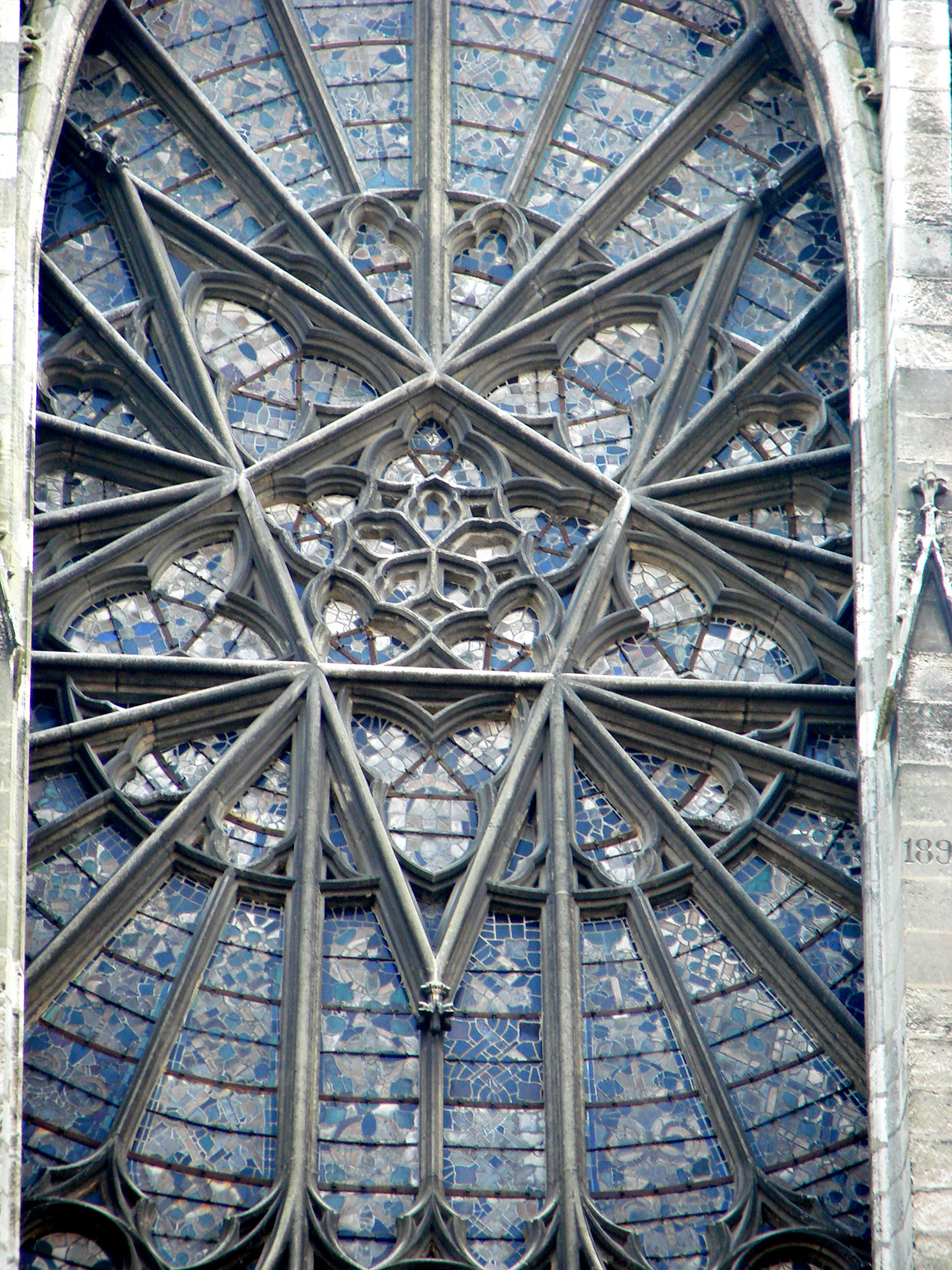
Detail van het noordelijk roosvenster

### De luchtbogen

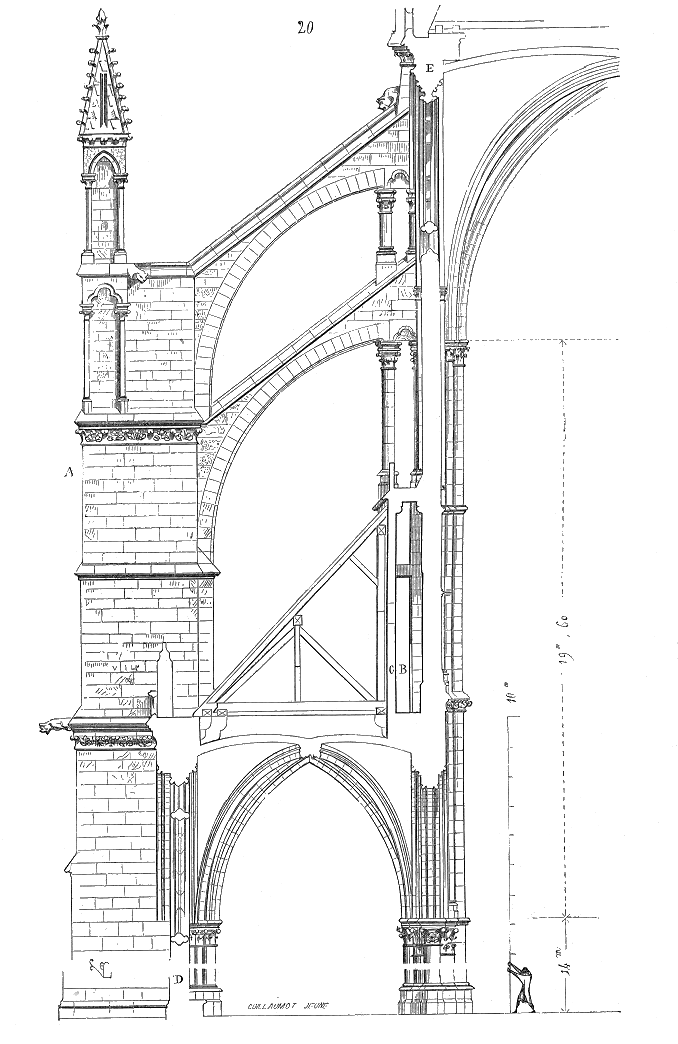
De luchtbogen van het schip van de kathedraal van Amiens - Tekening van Viollet-le-Duc

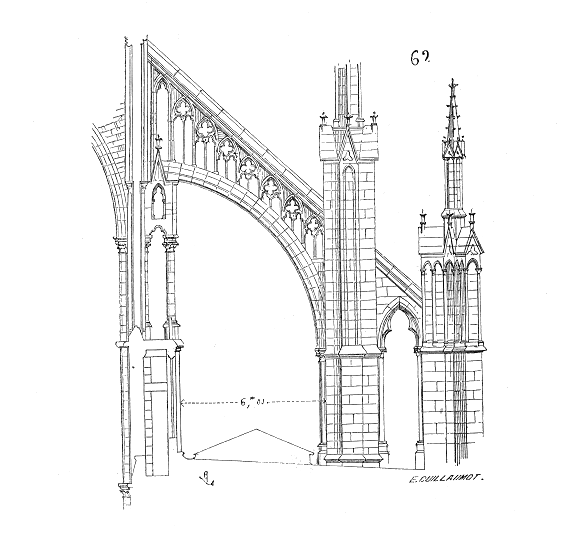
Tekening van de luchtbogen van het koor met dubbele armen en twee steunberen.

Dubbele luchtbogen steunen het bovenste deel van het schip. Ze verlenen op twee plaatsen tegendruk op de spatkrachten, onder- en bovenaan de aanhechting van de gewelven. Ze worden op hun plaats gehouden door massieve steunberen. De pinakels op de steunberen zijn niet alleen sier, ze vergroten met hun gewicht de steunfunctie. De dekplaat van de bovenste luchtboog dient ook de afvoer van het regenwater; ze zijn daartoe verlengd met grote waterspuwers.
De luchtbogen van het bovenste deel van het koor, gebouwd in 1260, tonen een sterk verschil met die van het schip van dertig jaar eerder. Ze verlenen steun op één niveau, maar hebben twee armen. Ze leunen op twee tamelijk slanke steunberen. De bovenste arm van de constructie van 1230 is vervangen door een ajour bewerkt maaswerk waarboven een goot die slechts water afvoert. De eigenlijke luchtboog hoefde slechts tegendruk te geven op de plaats van één rib van een gewelf.
In de lengterichting van het koor, waar tegendruk tegen zowel de gordel- als de spitsbogen vereist is, moesten de luchtbogen van dit type in de 15e eeuw toch versterkt worden door zwaardere bogen met een grotere straal.
Het hoge elegante hoogkoor van de kathedraal van Amiens wordt gevormd door drie etages vensters en een serie steunberen en luchtbogen Het geheel is rijkelijk versierd met bewerkte frontalen, beelden, waterspuwers en pinakels. De luchtbogen hier zijn van hetzelfde type als die langszij het koor. Het eerste steunpunt ligt bij de top van de pijler tussen de kooromgang en een straalkapel; het tweede meer naar onderen bij de brede voet van de scheidingswand tussen de straalkapellen. De steunberen hebben twee vleugels ter vergroting van de draagkracht.

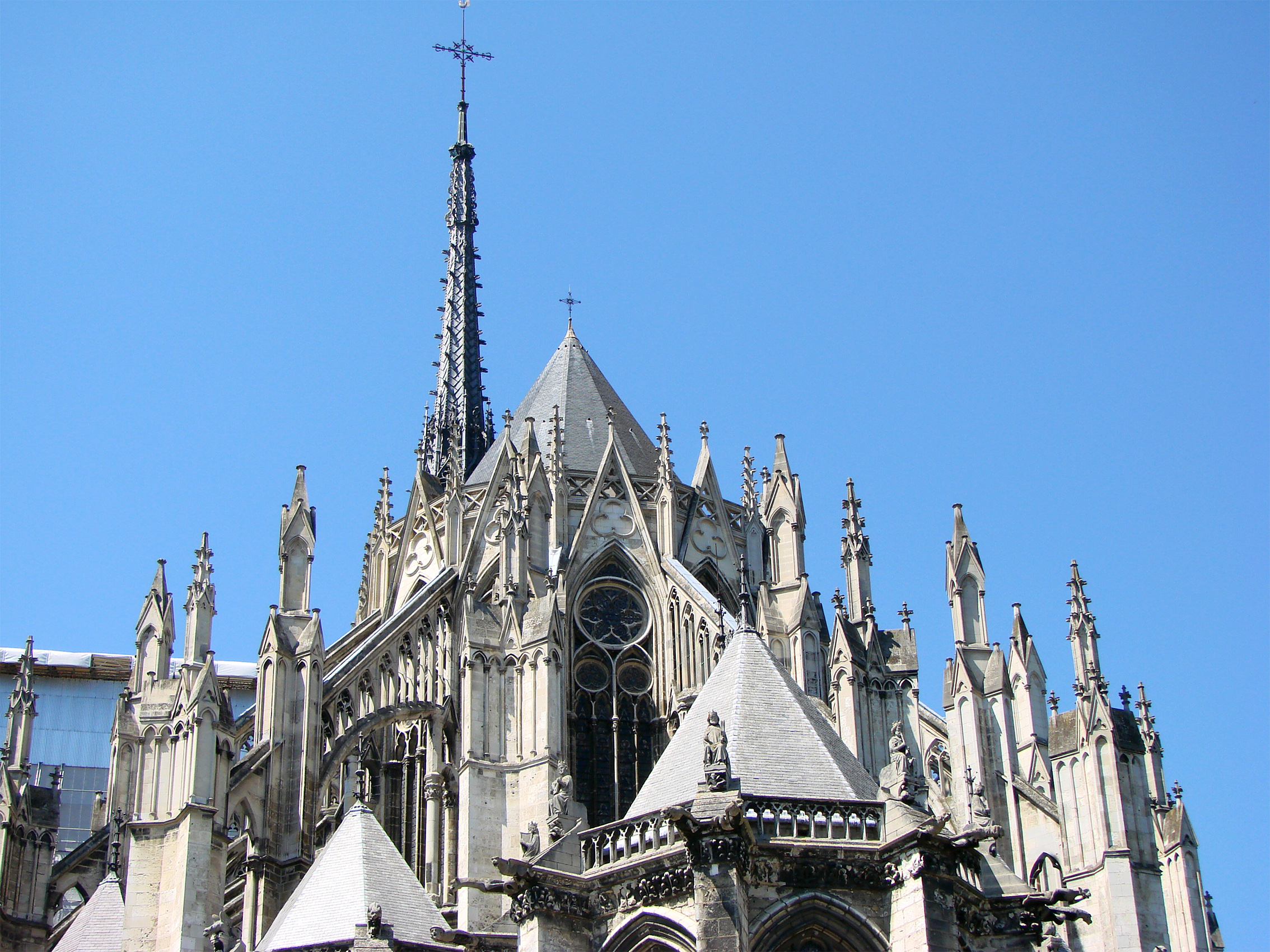
Het hoogkoor en opengewerkte dubbelarmige luchtbogen
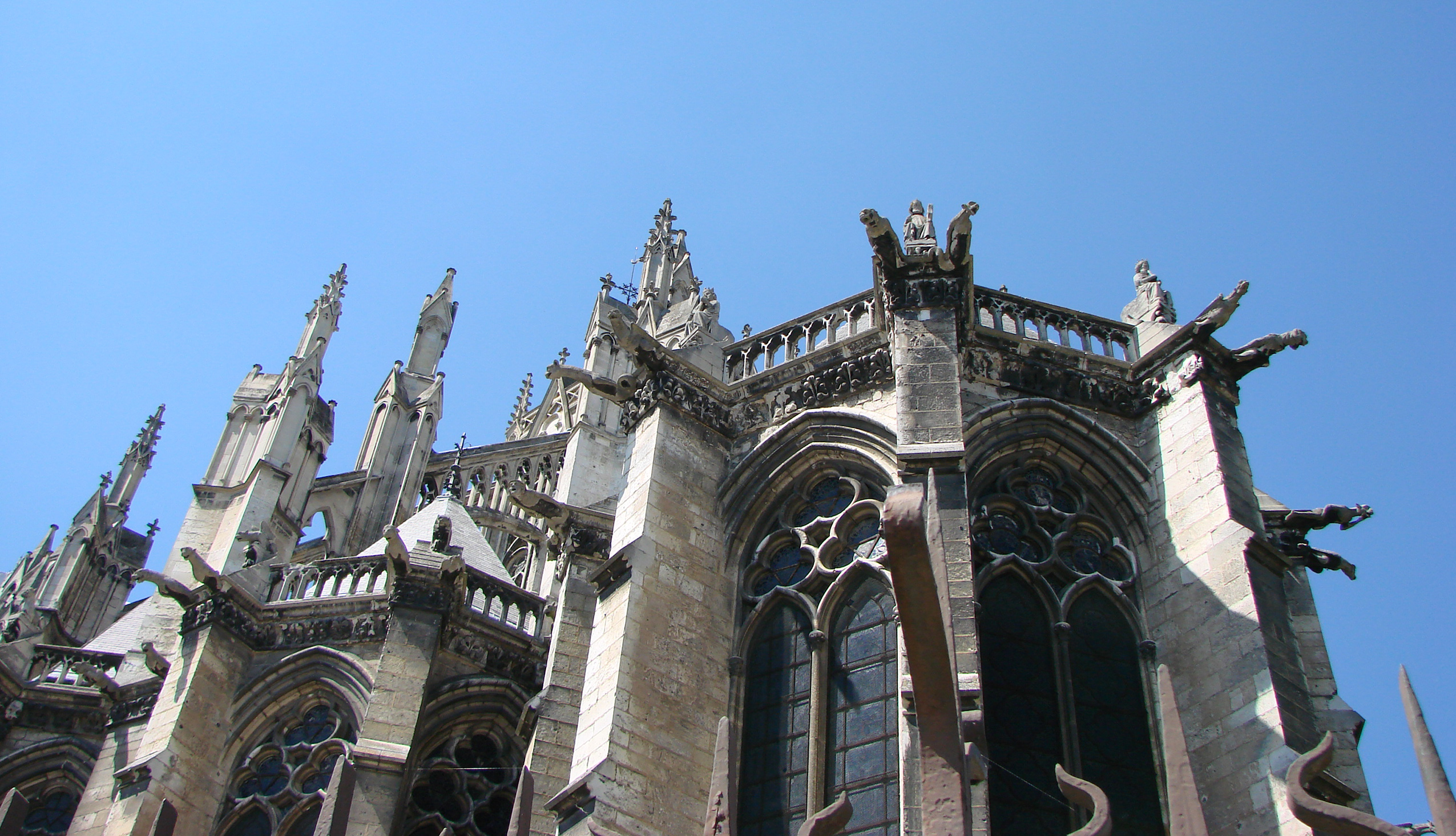
De steunberen van de middelste kapel van het koor met de beelden van de musicerende koningen. Links de twee vleugels van een luchtboog van het hoogkoor
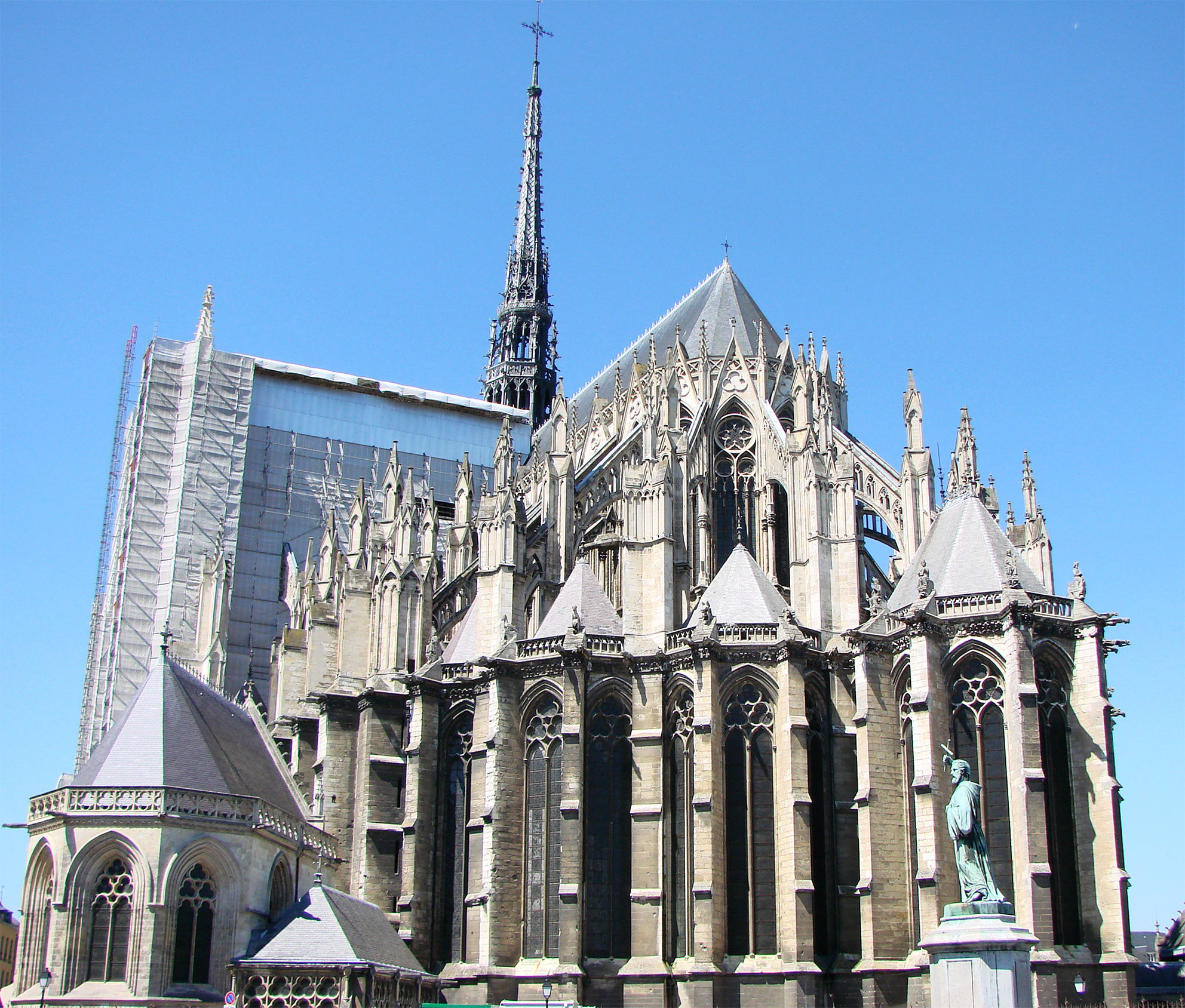
Het hoogkoor van de kathedraal
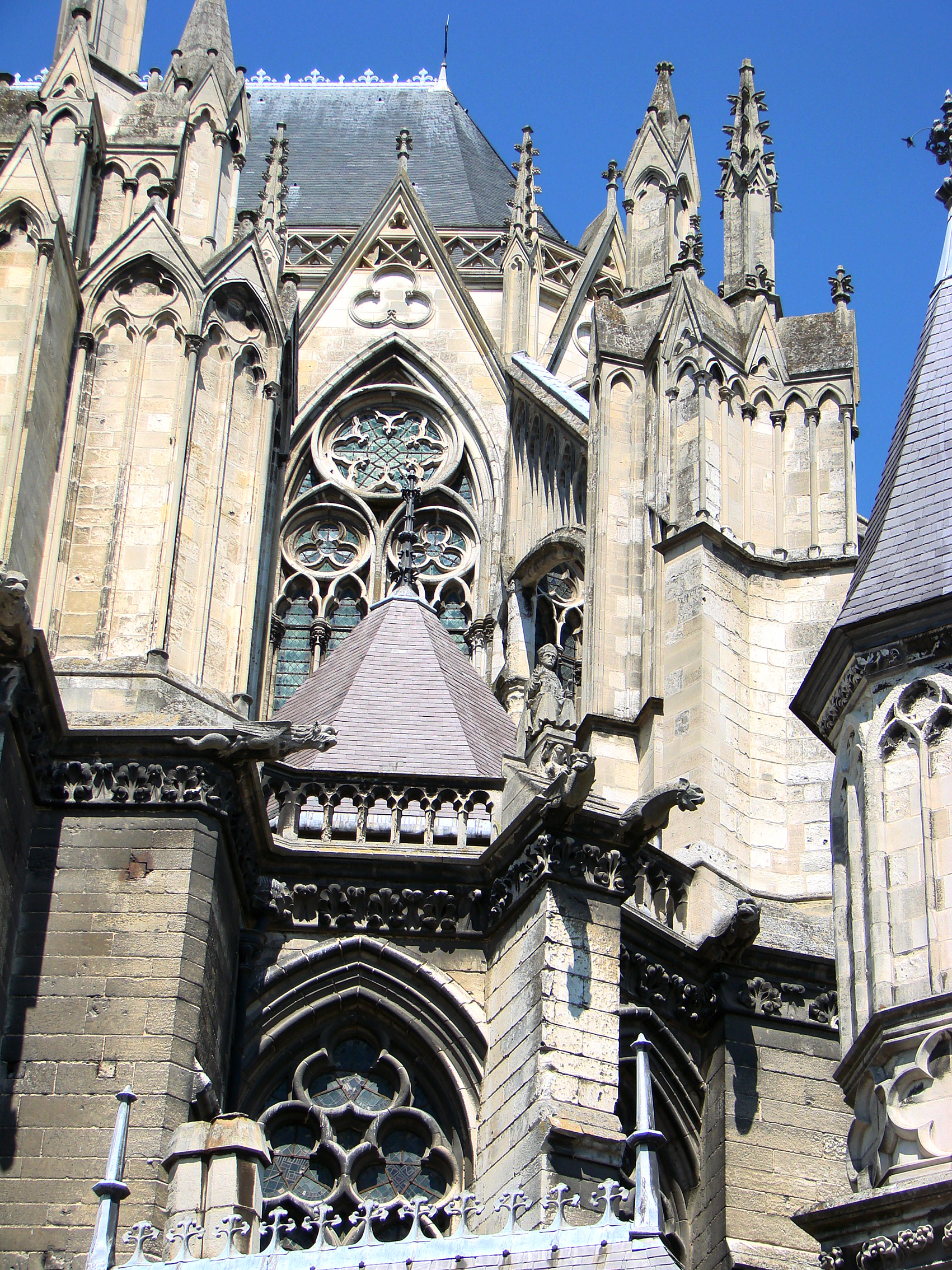
Detail van het hoogkoor gezien vanuit het zuiden

## Interieur

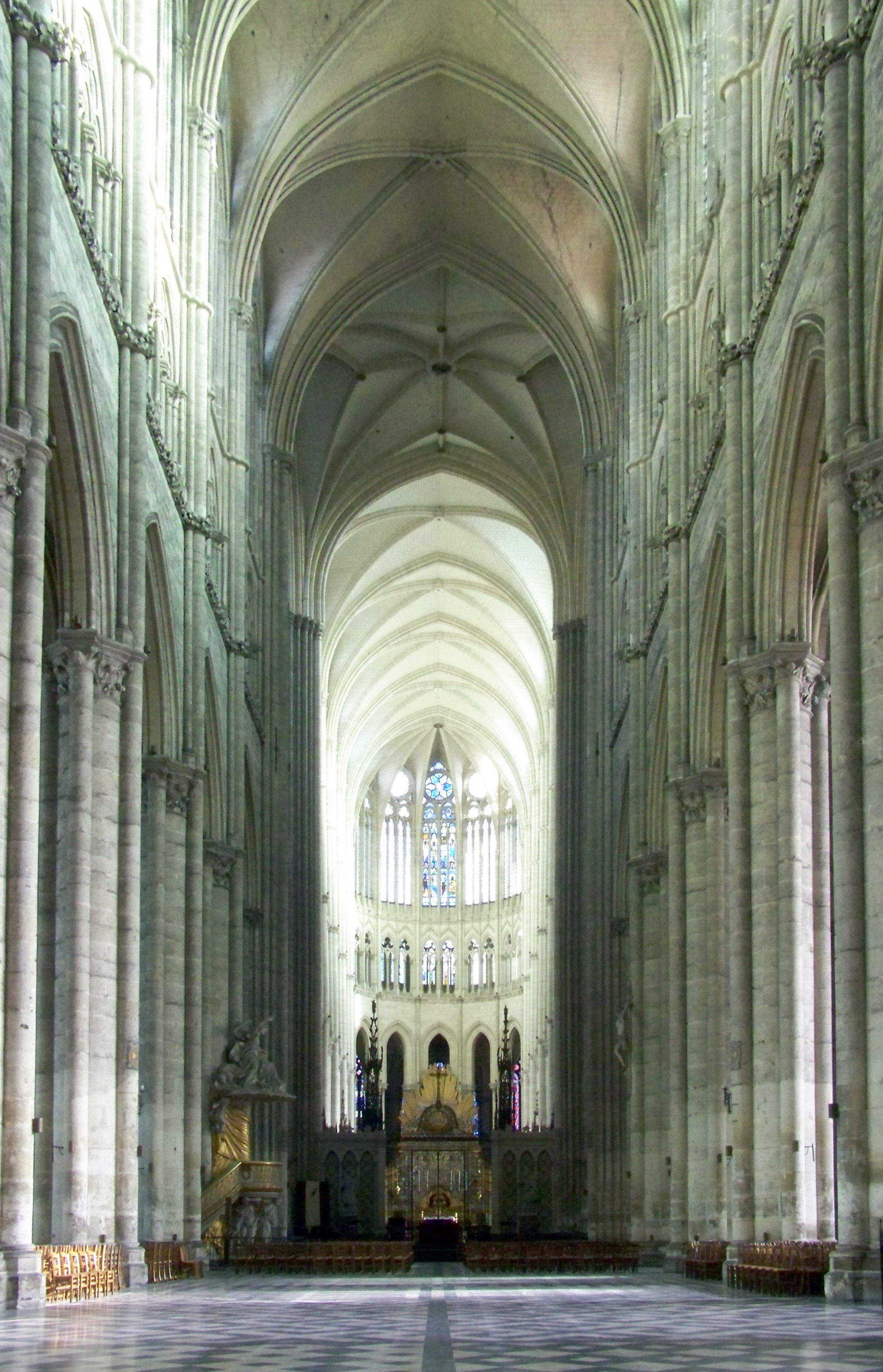
Het interieur van de kathedraal gezien vanaf de ingang
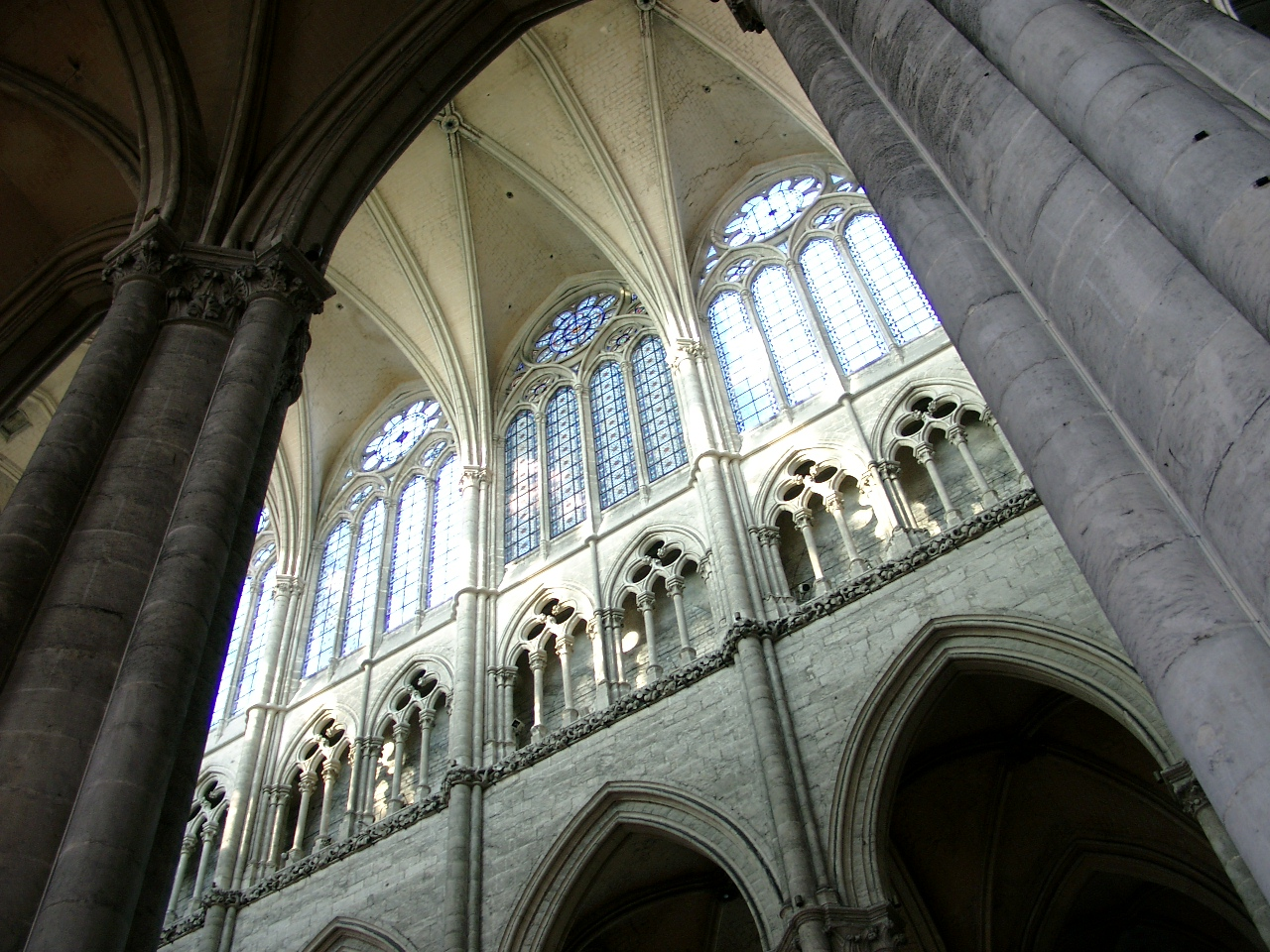
Het blinde triforium, de vensters van de lichtbeuk en de vierdelige gewelven van het middenschip. Op de voorgrond de hoge pijlers van de grote arcades, versterkt door vier gebundelde colonnettes
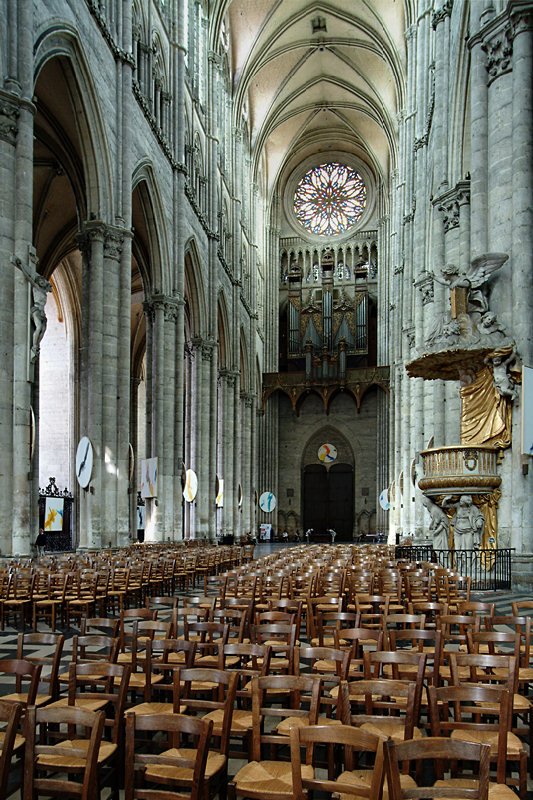
Het schip van de kathedraal, gebouwd tussen 1220 en 1230
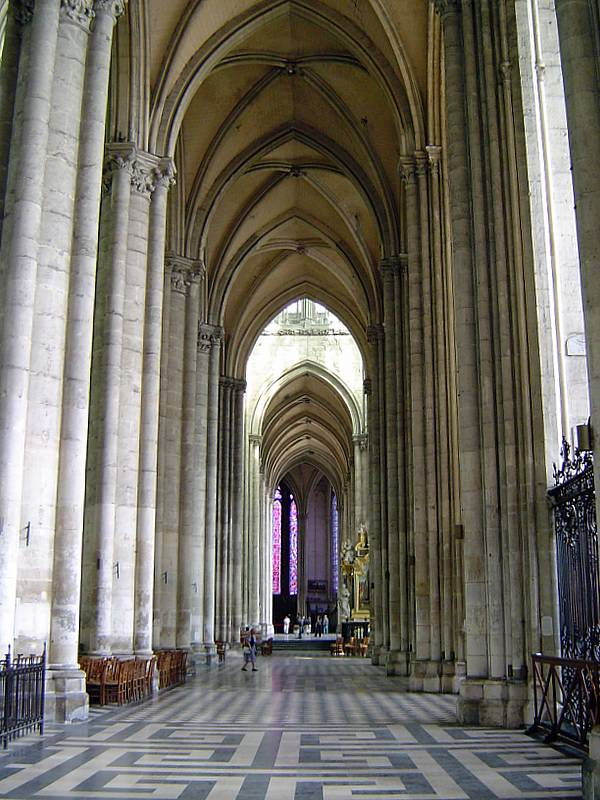
De zuidelijke zijbeuk van het schip. Op de achtergrond de dwarsbeuk, daarachter de kooromgang.

#### Het plaveisel en het labyrint
Het plaveisel vertoont een groot aantal patronen die ontworpen zijn in de 13e eeuw. In de 19e eeuw is de betegeling gerestaureerd. Onder de vele motieven valt dat van de swastika, het hakenkruis, op. De steen in het midden van het labyrint - een kopie, het origineel is in het museum van Picardië - vermeldt het jaartal 1288, het jaar waarin de bouw van de kathedraal voltooid was.

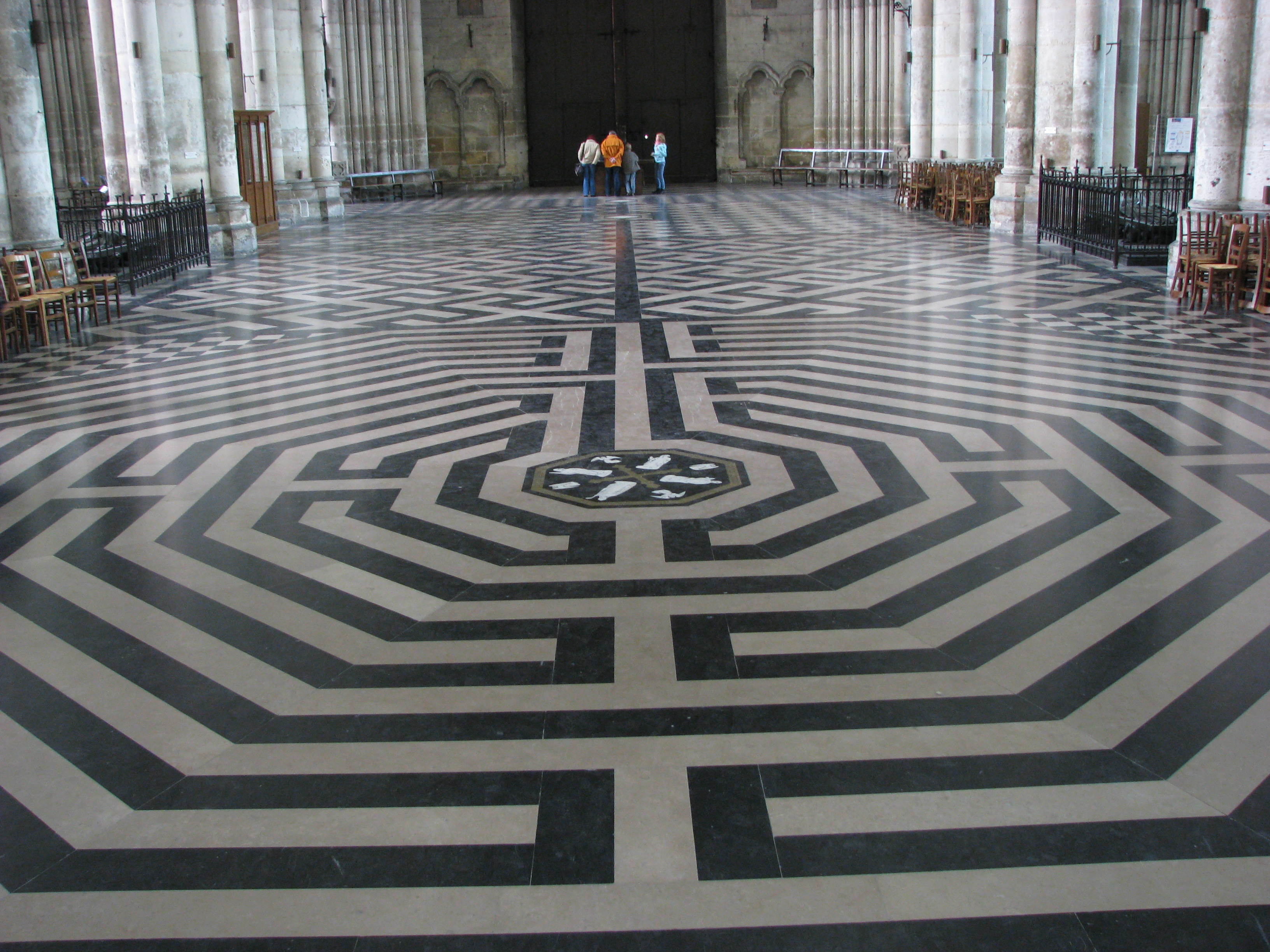
Het labyrint van kathedraal. Op de achtergrond zijn ook de andere dessins te zien
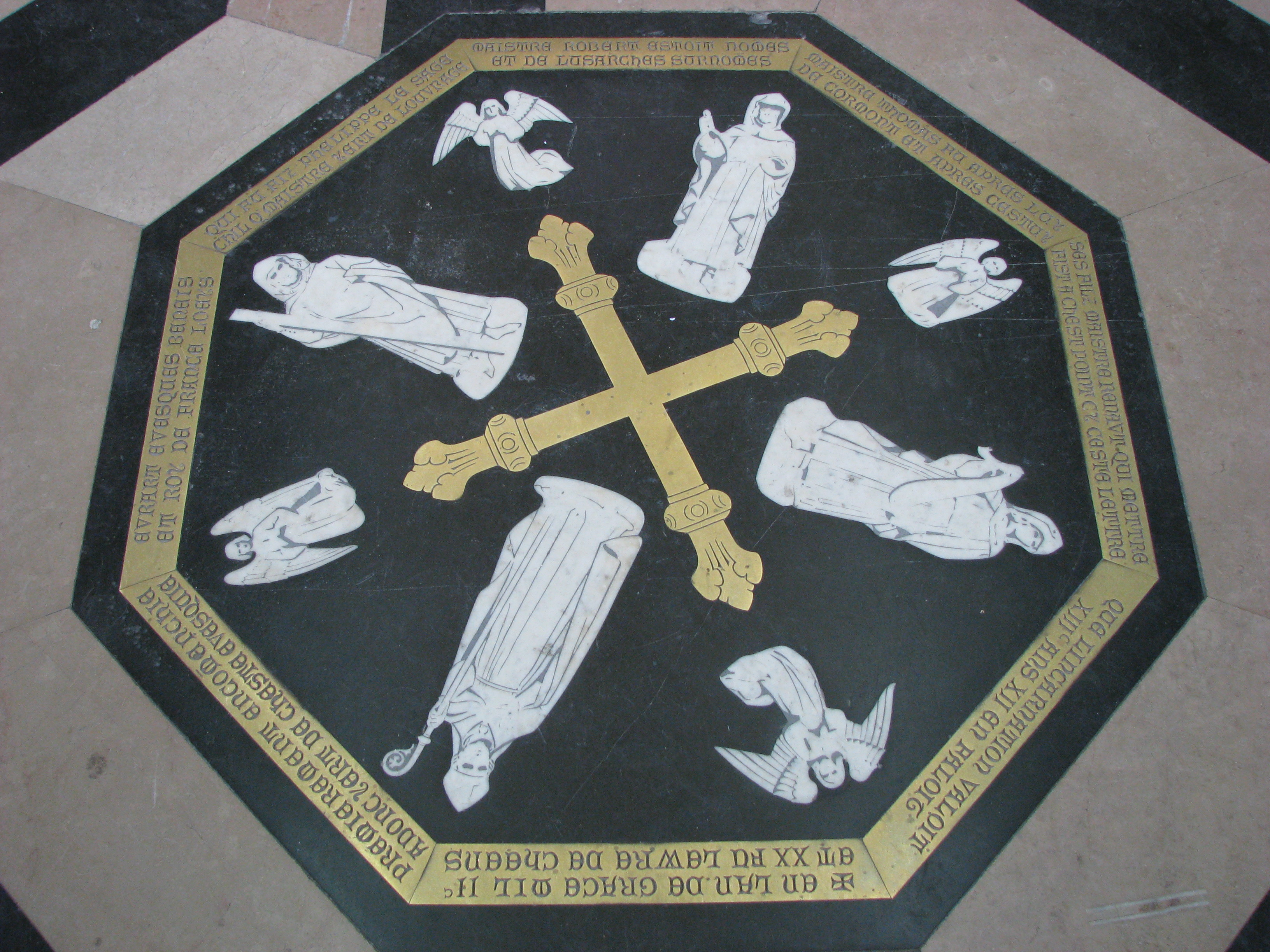
Het midden van het labyrint met de afbeeldingen van de drie architecten (Robert de Luzarches, Thomas et Renaud de Cormont) en van de bisschop Évrard de Fouilloy
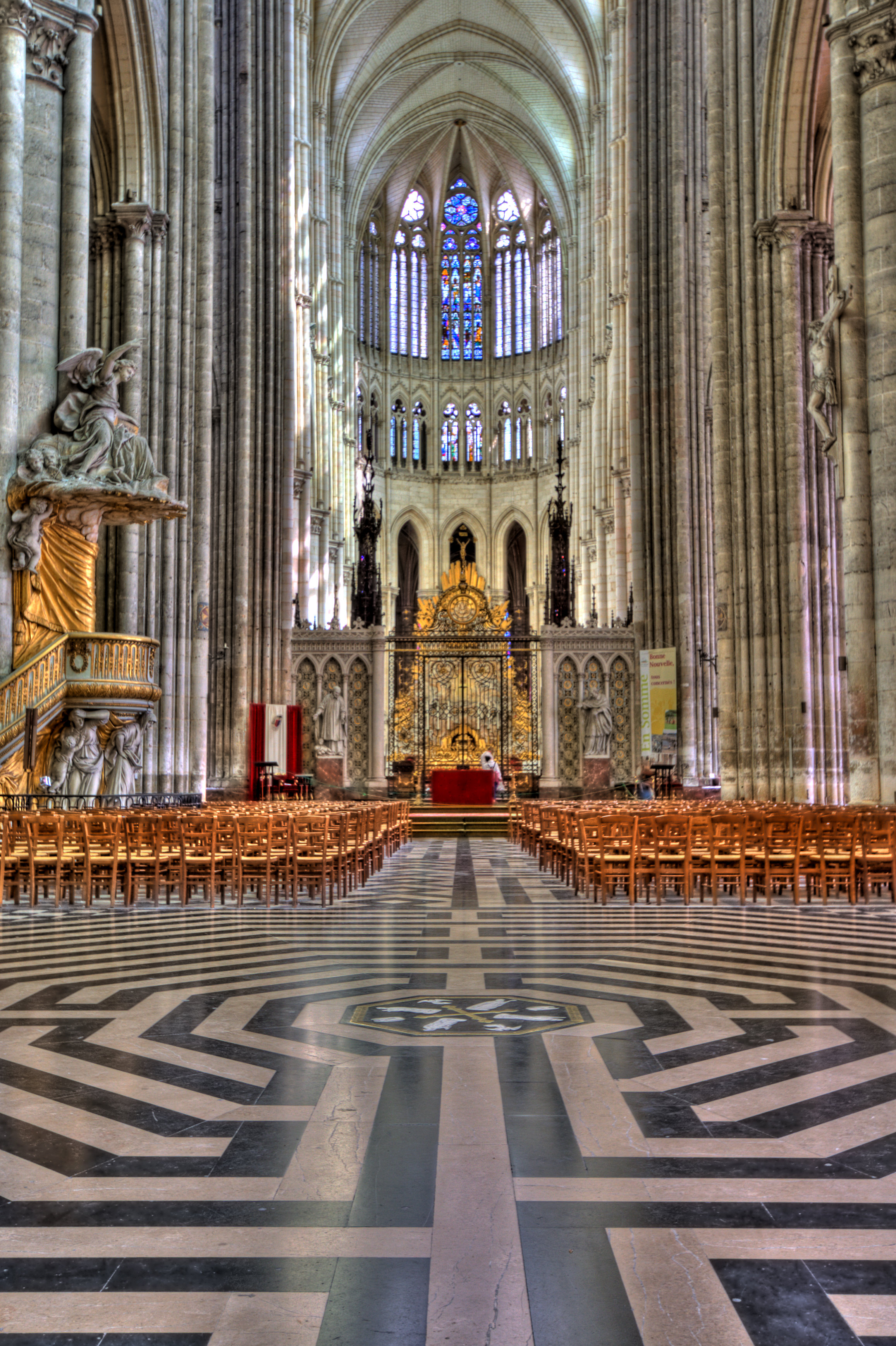
Het interieur van de kathedraal

#### De bronzen gisants
In de zijbeuken van het schip kan men de graven met de gisants bewonderen van de twee bisschoppen Évrard de Fouilloy (bisschop van 1211 tot 1222) en Geoffroy d'Eu (van 1223 tot 1236). Évrard gaf de aanzet tot de herbouw van de kathedraal na de brand in 1218 en na zijn dood zette Geoffroy dit werk voort. De bronzen gisants dateren van de eerste helft van de 13e eeuw. Het zijn heel bijzondere werken, de enige bronzen uit deze periode die nog resteren in Amiens en ook zeldzaam in Frankrijk zelf, waar de meeste bronzen grafbeelden in de loop der eeuwen zijn omgesmolten, veelal ten tijde van de Franse Revolutie. Sommigen meenden vroeger dat de gelaatstrekken authentieke portretten zijn van de overledenen, maar dat lijkt onwaarschijnlijk.

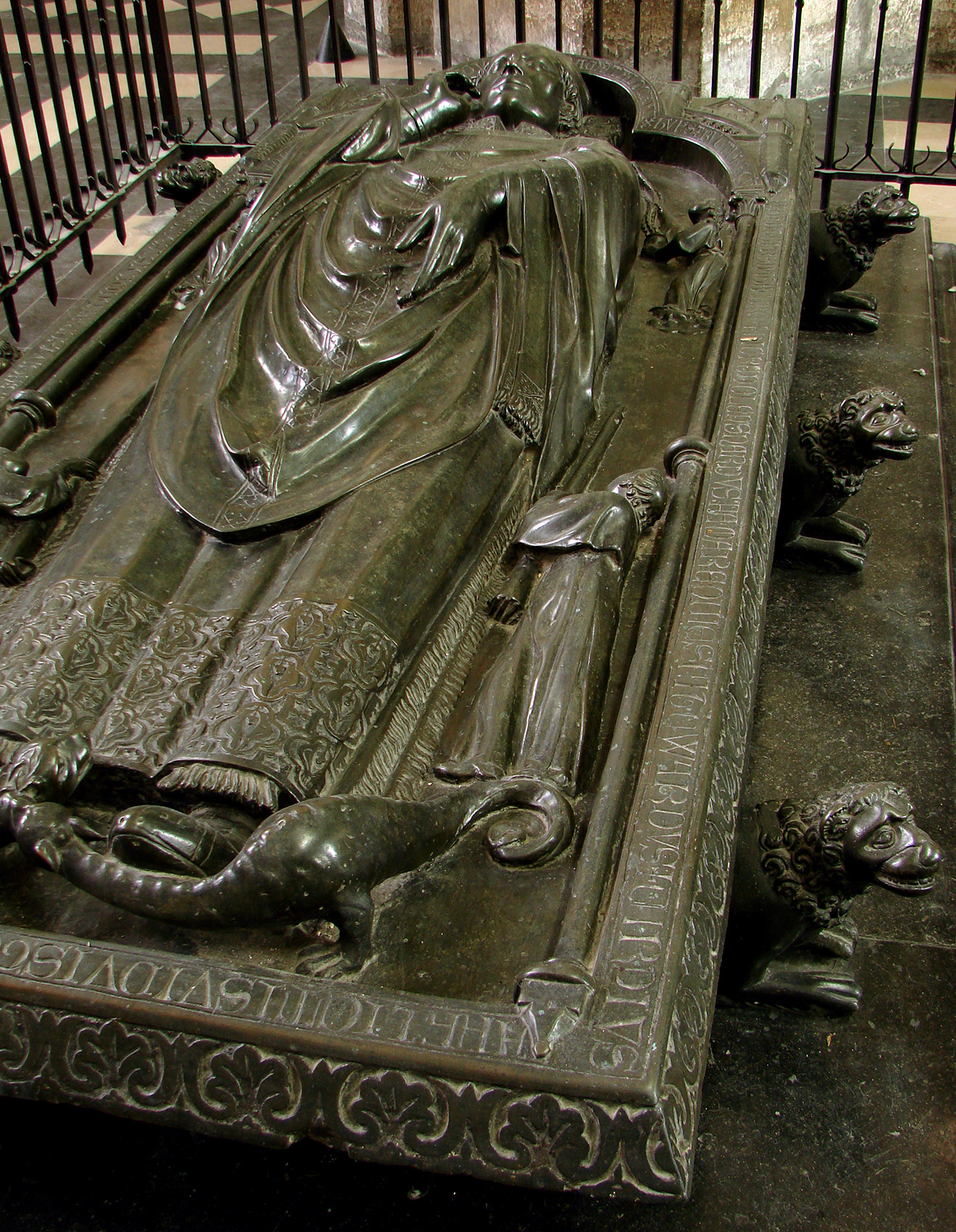
De bronzen gisant van Évrard de Fouilloy. Aan zijn voete twee fabeldieren die het Kwaad vertegenwoordigen (zie psalm 91, vers 13).
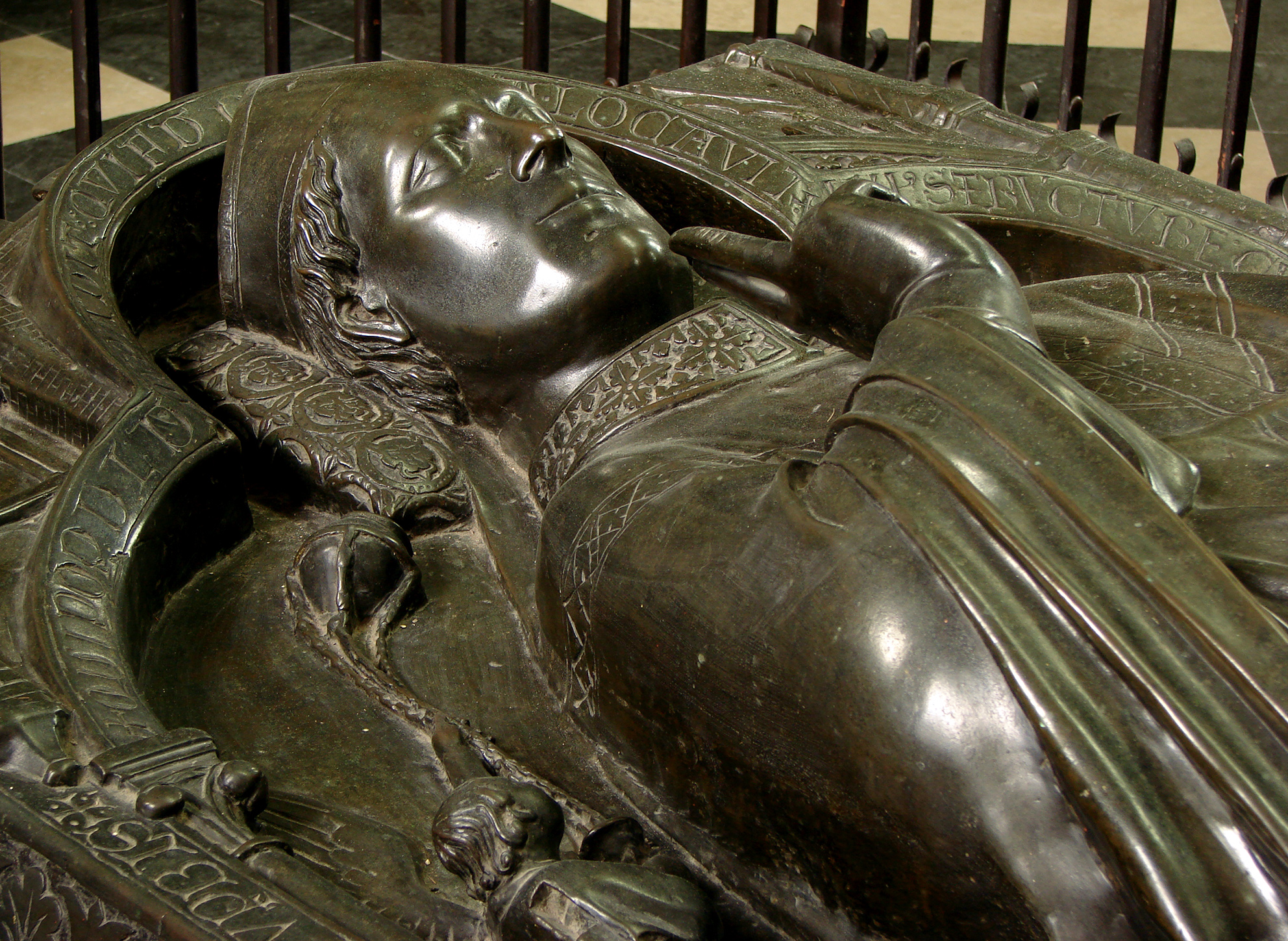
Het gezicht van de gisant van bisschop Évrard de Fouilloy

De gisant van Évrard de Fouilloy bevindt zich rechts van het middenpad van het schip. Het monument wordt gedragen door zes bronzen leeuwen. Hij verplettert met zijn voeten twee creaturen met klauwen en slangenstaart, die het kwaad symboliseren. Aan zijn zijden houden twee misdienaars brandende kaarsen in de hand. Twee engelen bewieroken de overledene.

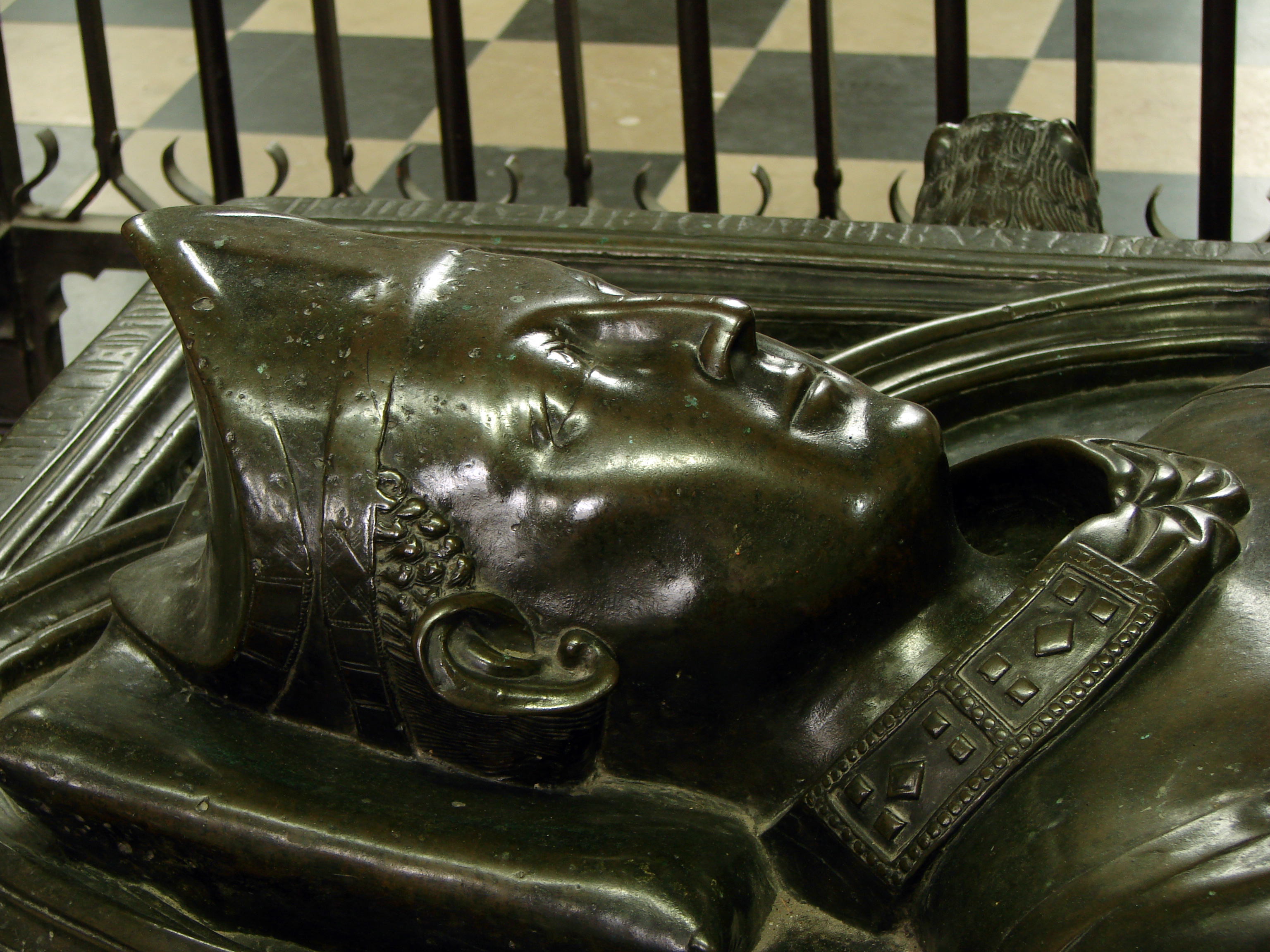
Het gezicht van Geoffroy d'Eu
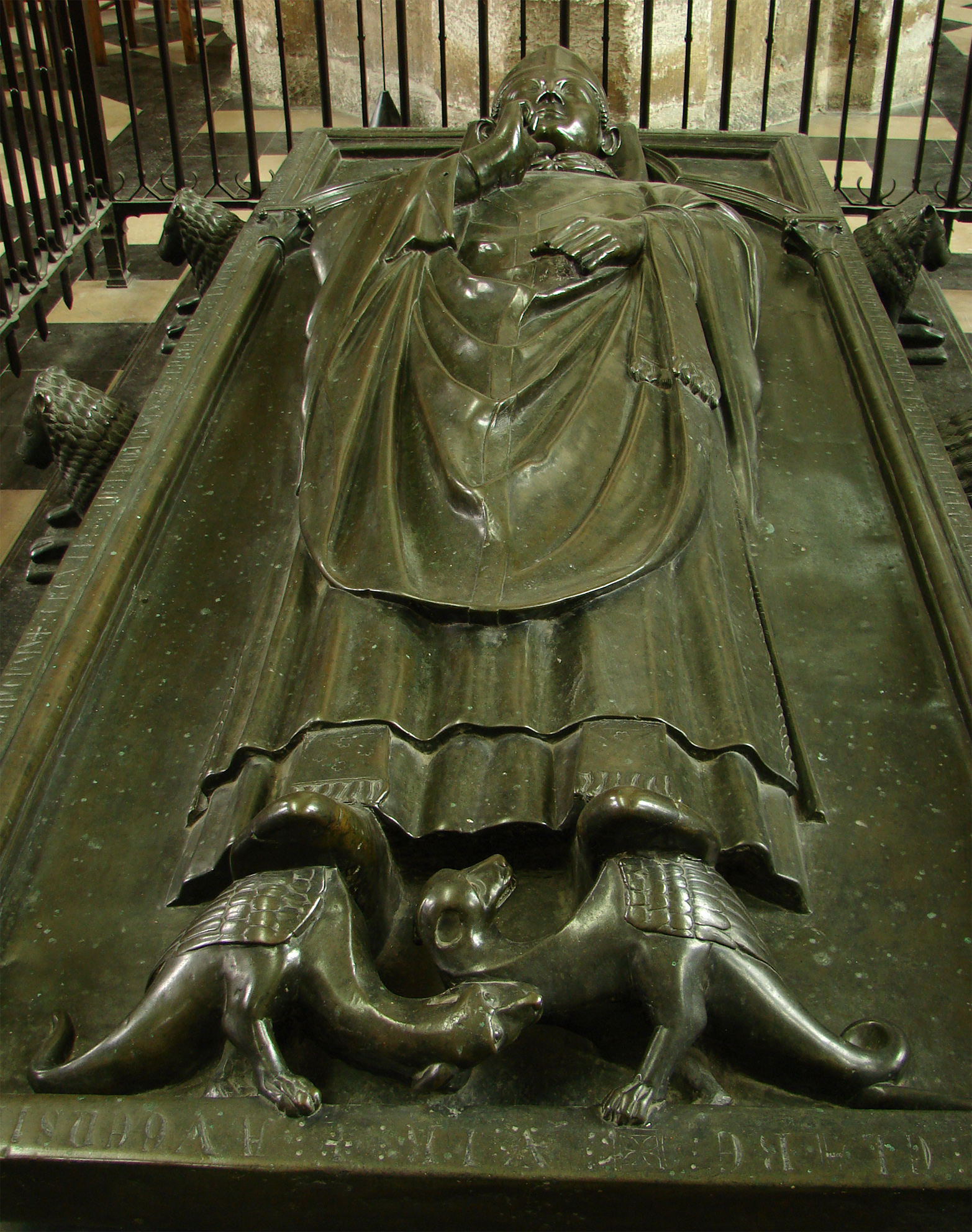
De bronzen gisant van Geoffroy d'Eu (1223-1236)
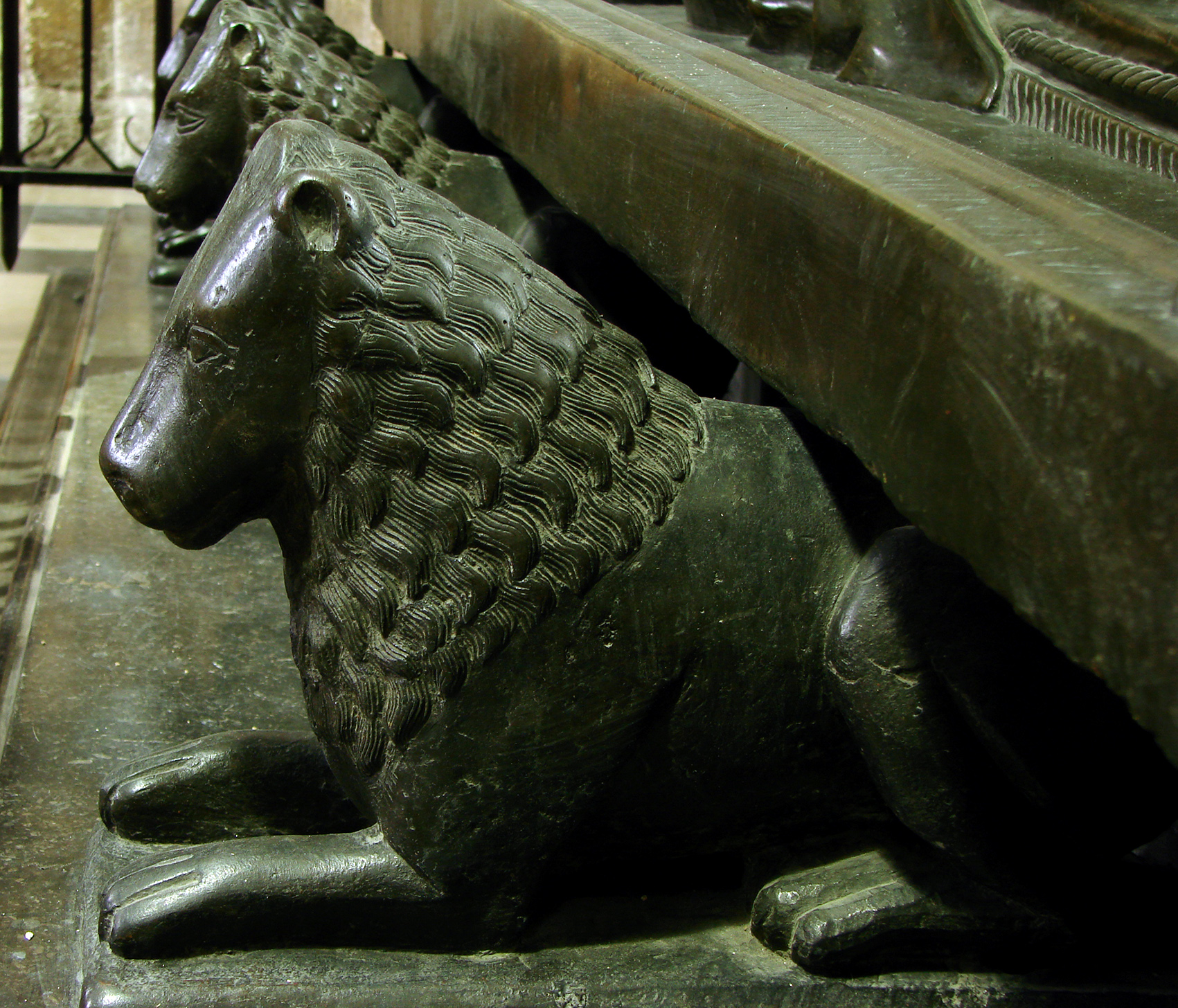
Detail van de bronzen gisant van bisschop Geoffroy d'Eu: leeuwen ondersteunen de grafplaat (13e eeuw).

De gisant van bisschop Geoffroy d'Eu links van het middenpad van het schip. De opbouw is dezelfde als bij zijn voorganger, maar het beeld is minder rijk bewerkt en de bewierokende engelen aan weerszijden zijn verloren gegaan.

#### De preekstoel
De kansel in de kathedraal is geplaatst tegen de laatste pijler aan de noordkant van het schip, voor de pijler van de viering. Het is een tamelijk imposant barok geheel uit 1773. Het is een werk van de beeldhouwer Jean-Baptiste Dupuis en de architect Pierre-Joseph Christophle. Onderaan: de Christelijke Hoofddeugden (Geloof, Hoop en Barmhartigheid), die de stoel ondersteunen. Boven het baldakijn: wolken waaruit een duif opstijgt, zinnebeeld voor de Heilige Geest en een engel met Bijbel die naar de hemel wijst. Op de achtergrond: een draperie gedragen door engeltjes. In de 19e eeuw werd het werk als te gezwollen afgedaan, wat niet afdoet aan de precisie en plasticiteit van de beelden.

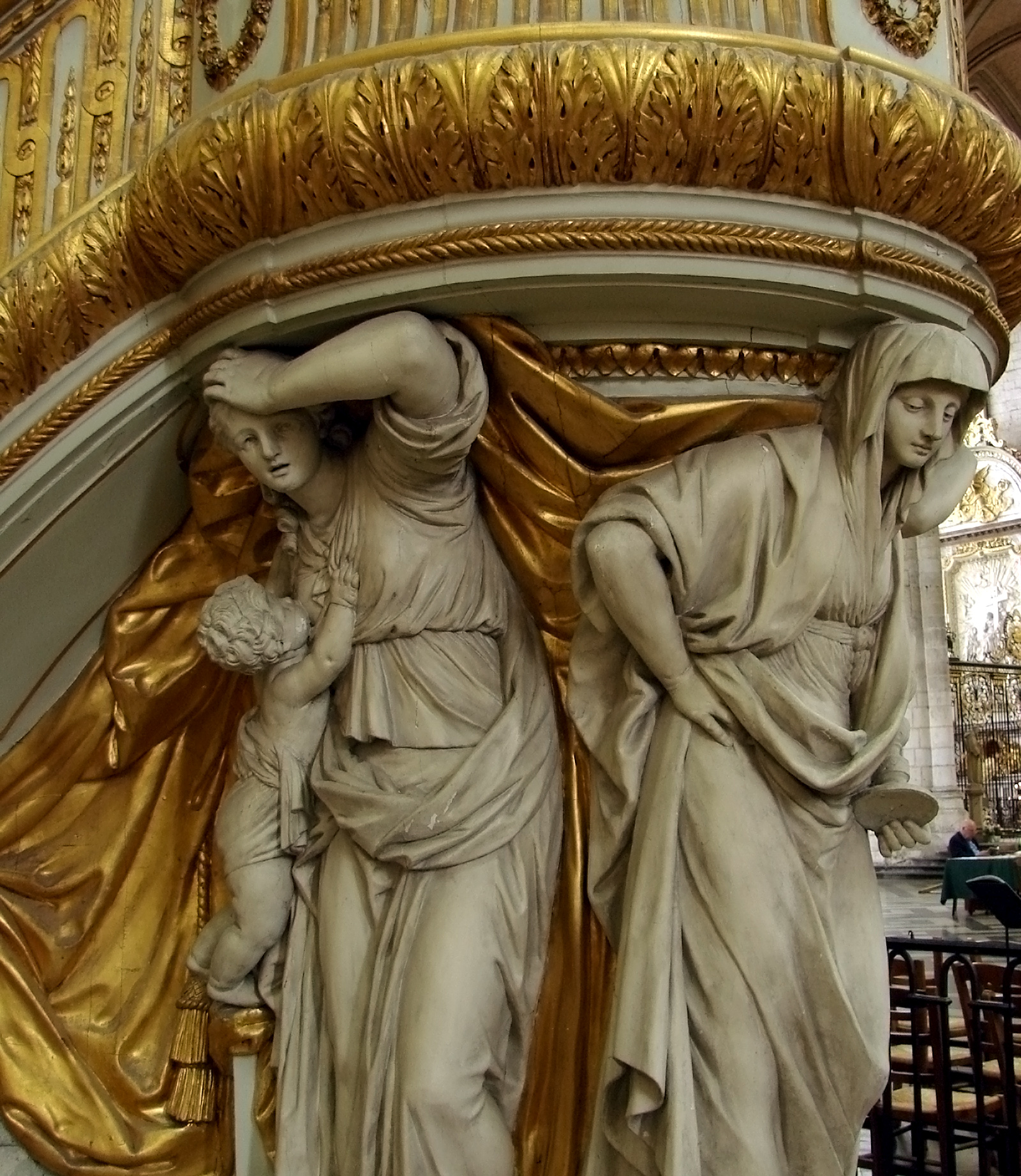
Detail van de stoel van de kathedraal : de Christelijke Hoofddeugden, Geloof, Hoop en Barmhartigheid, die de stoel ondersteunen
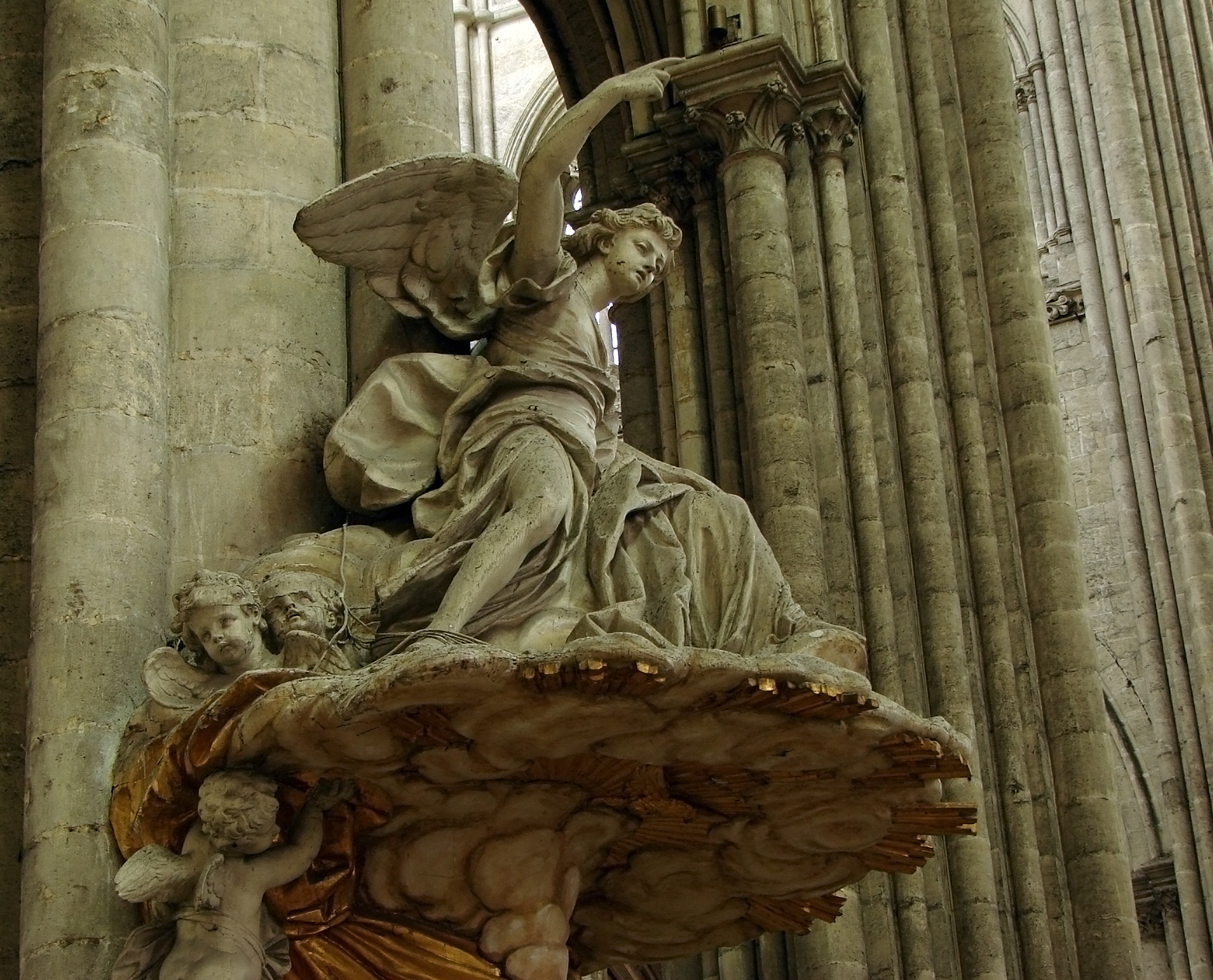
Detail van de stoel van de kathedraal : de engel die naar de hemel wijst

## Illustraties van diverse details

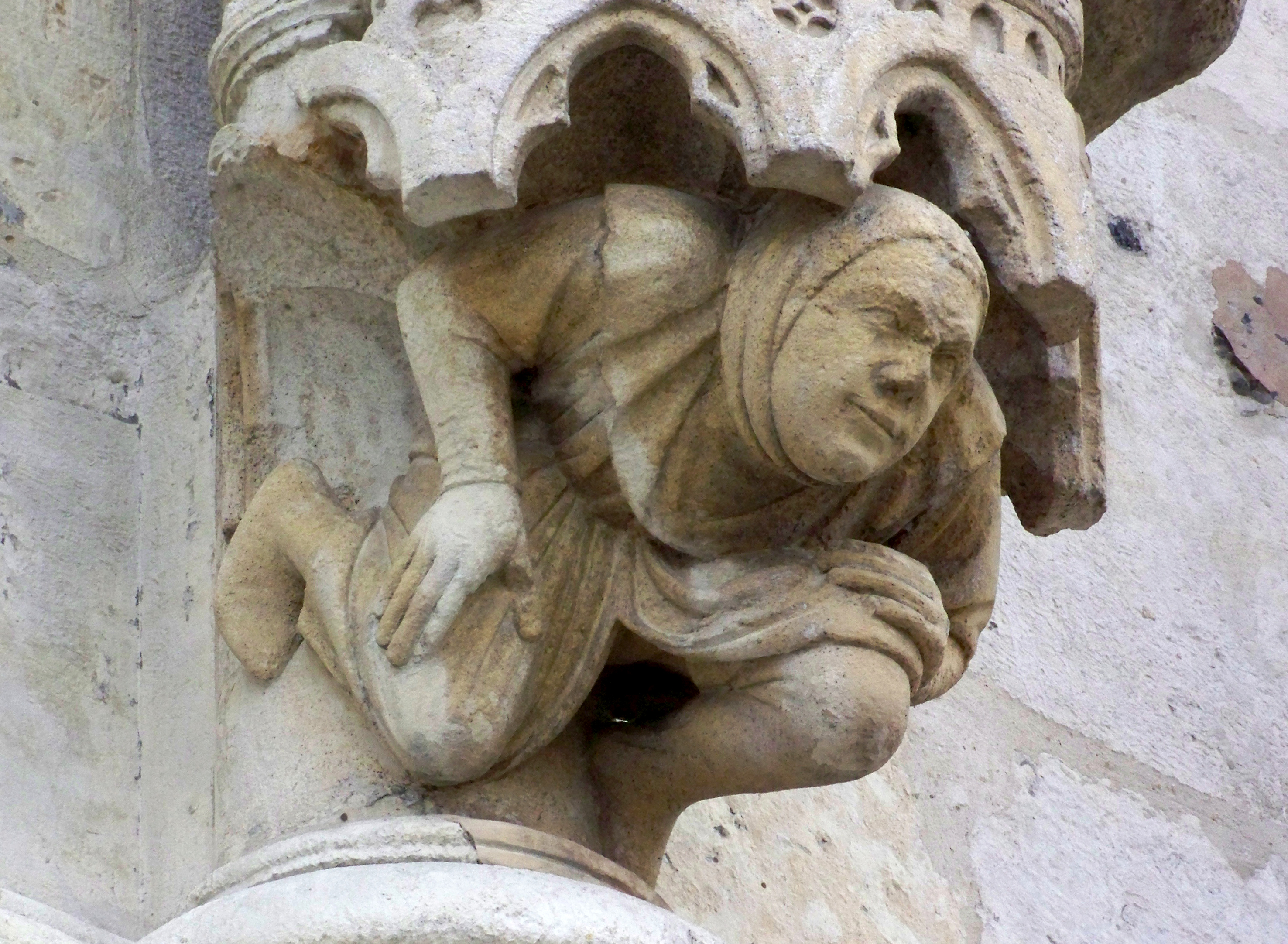
Console van een beeld
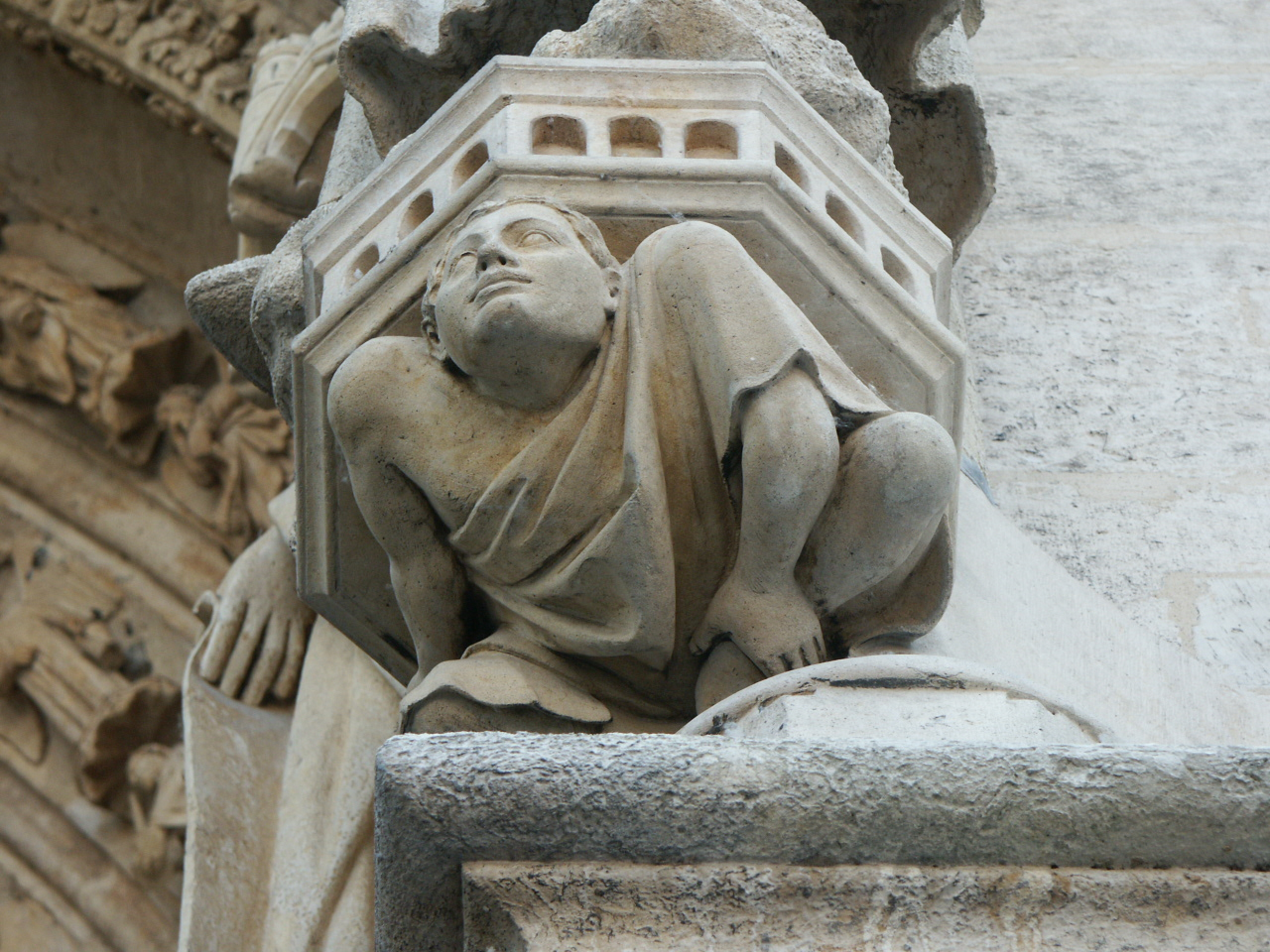
Een krachtige figuur, console van een van de grote beelden van de façade
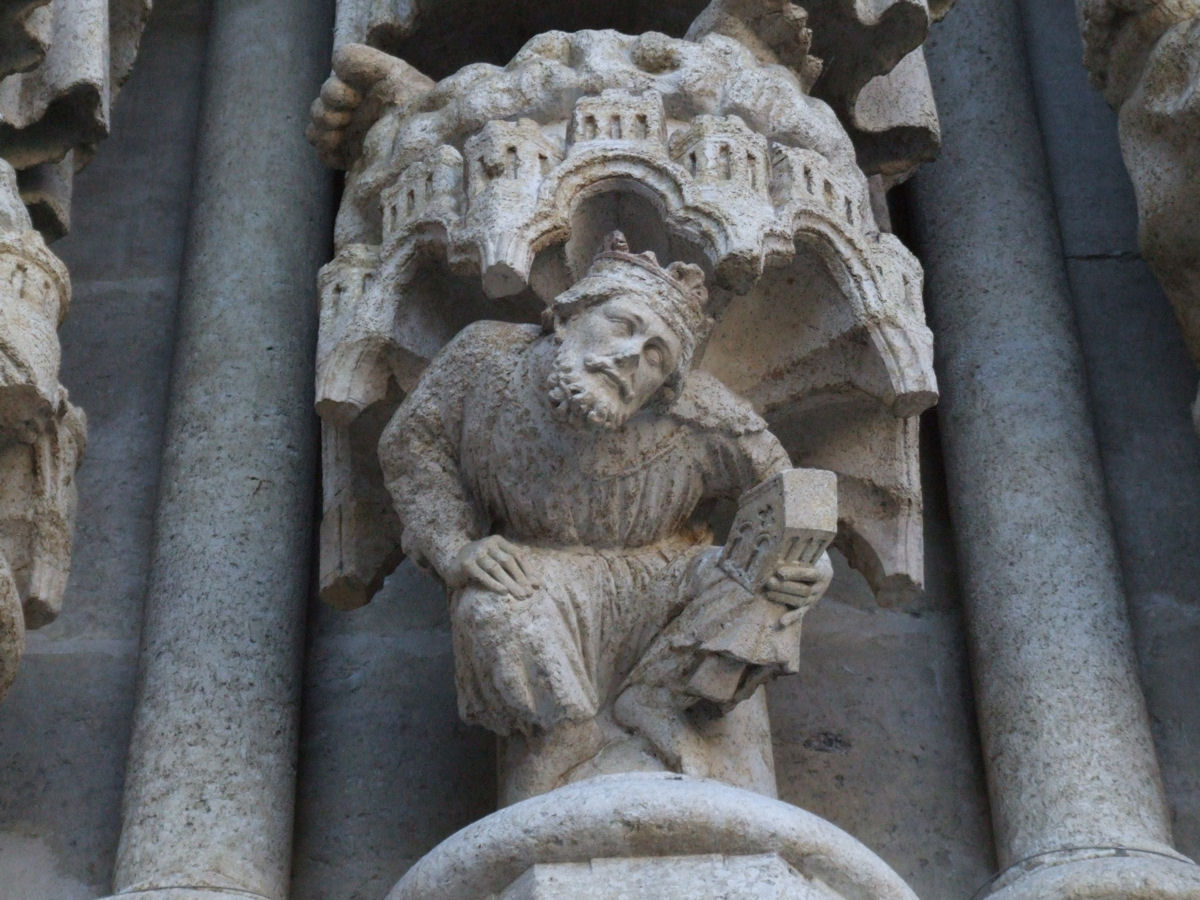
Soms is het een koning aan wie de zware taak toevalt een heilige te dragen
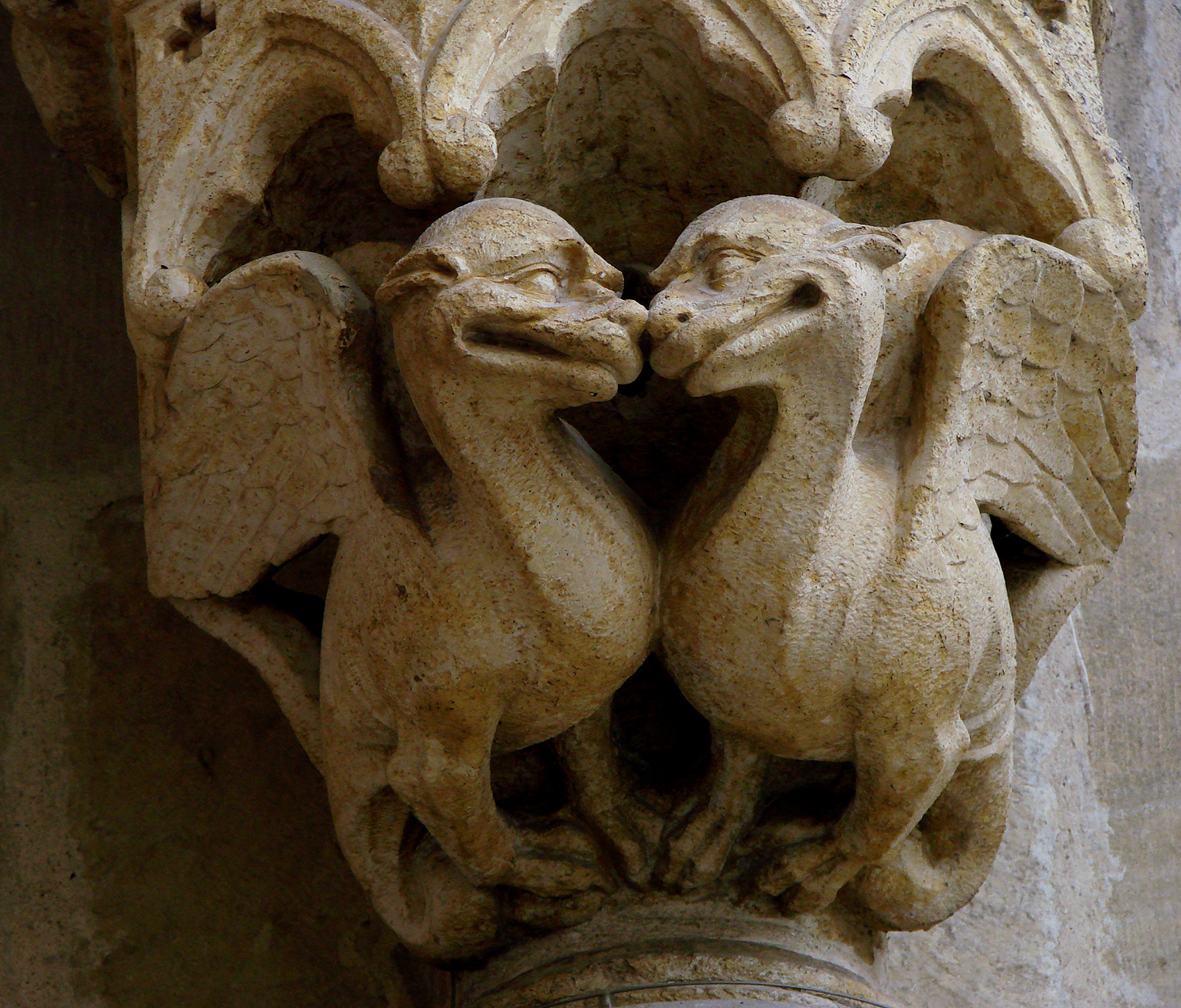
Fabelbeesten als versiering van een console van een van de grote beelden van de façade
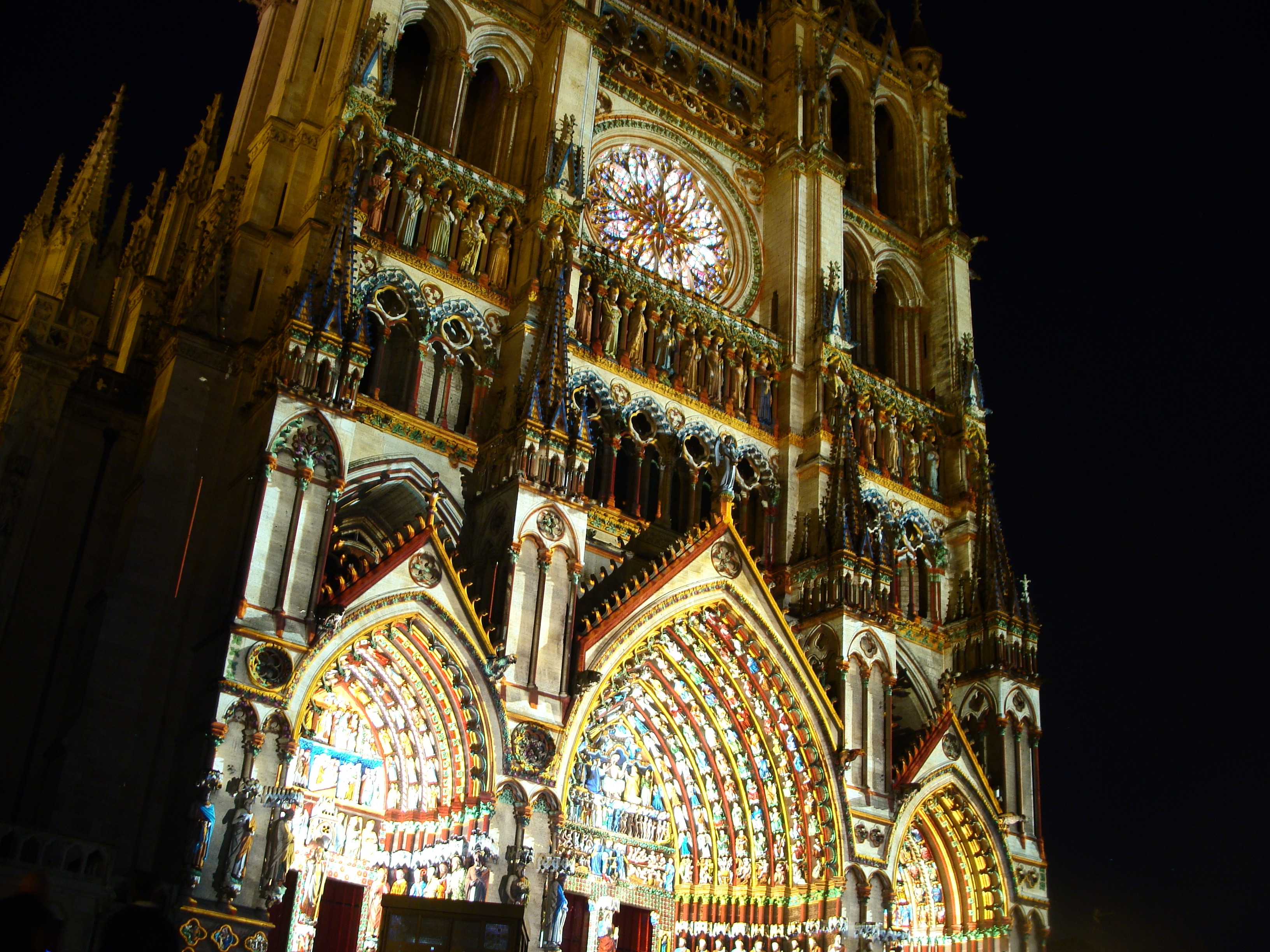
De façade van de kathedraal tijdens het in de zomer vertoonde lichtspel Amiens, de kathedraal in kleuren.
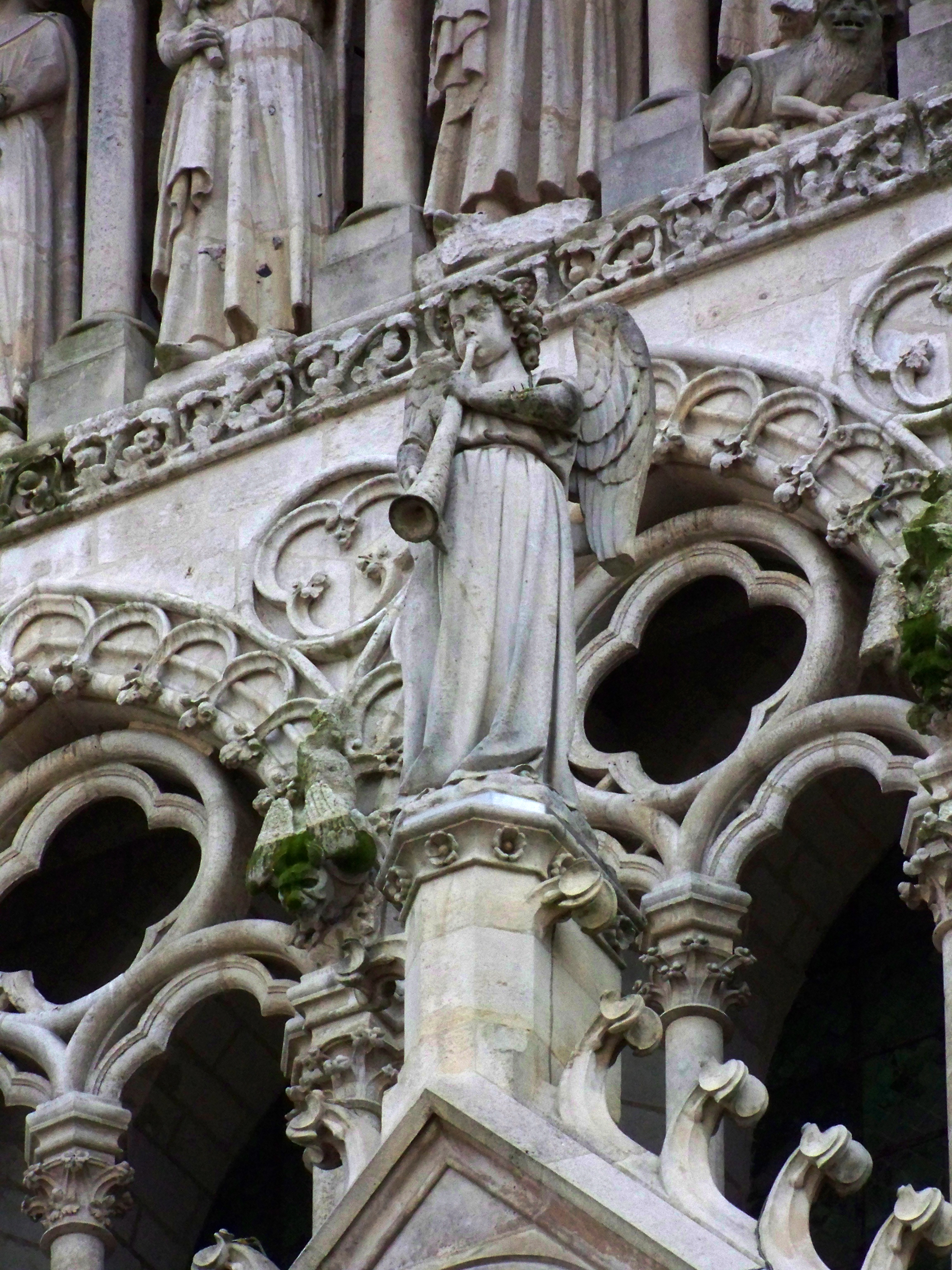
Portaal van het Laatste Oordeel: een engel op de top van de frontaal. Daarboven de Koningsgalerij
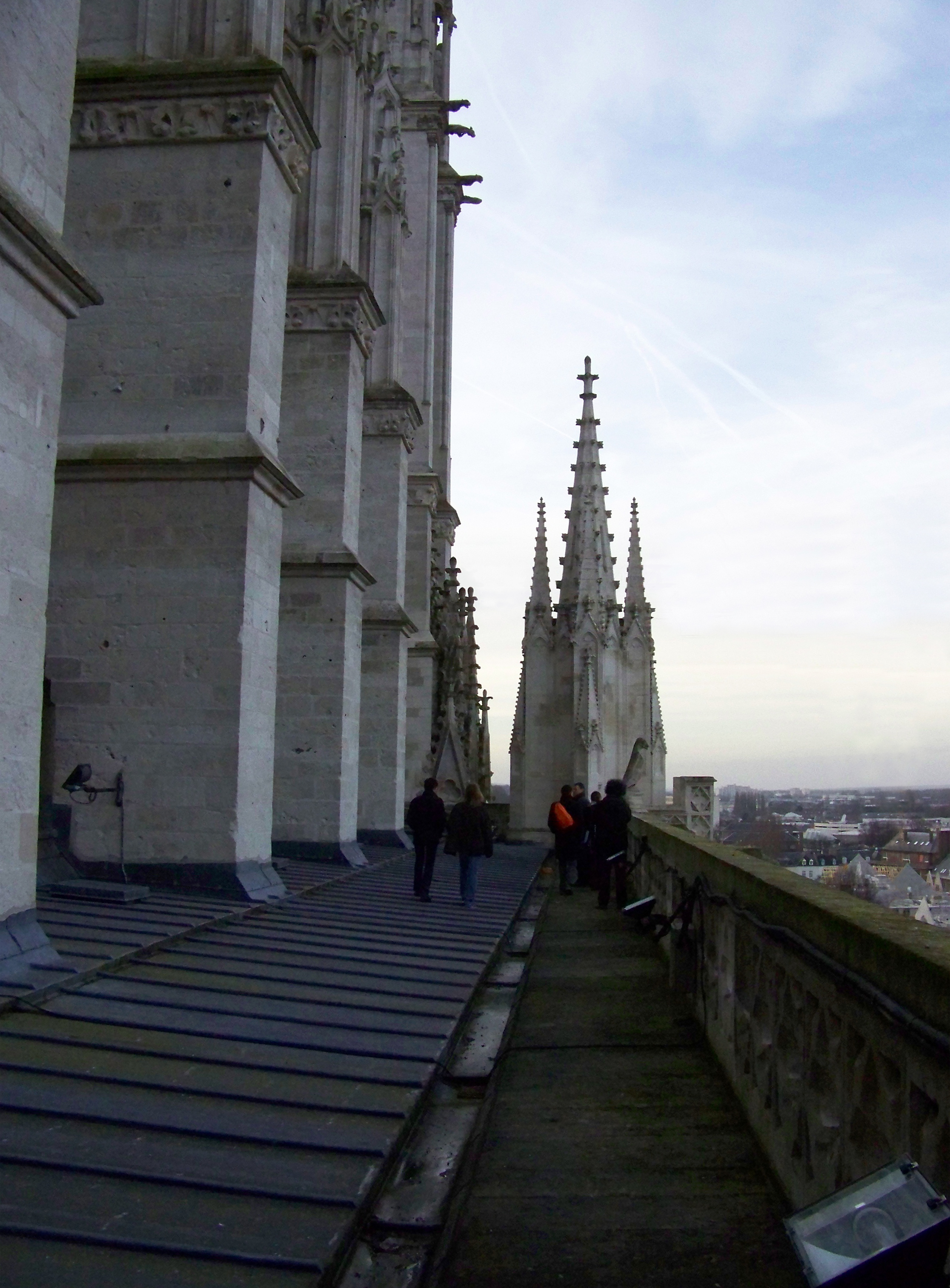
Het begaanbare terras op de noordelijke zijkapellen van het schip
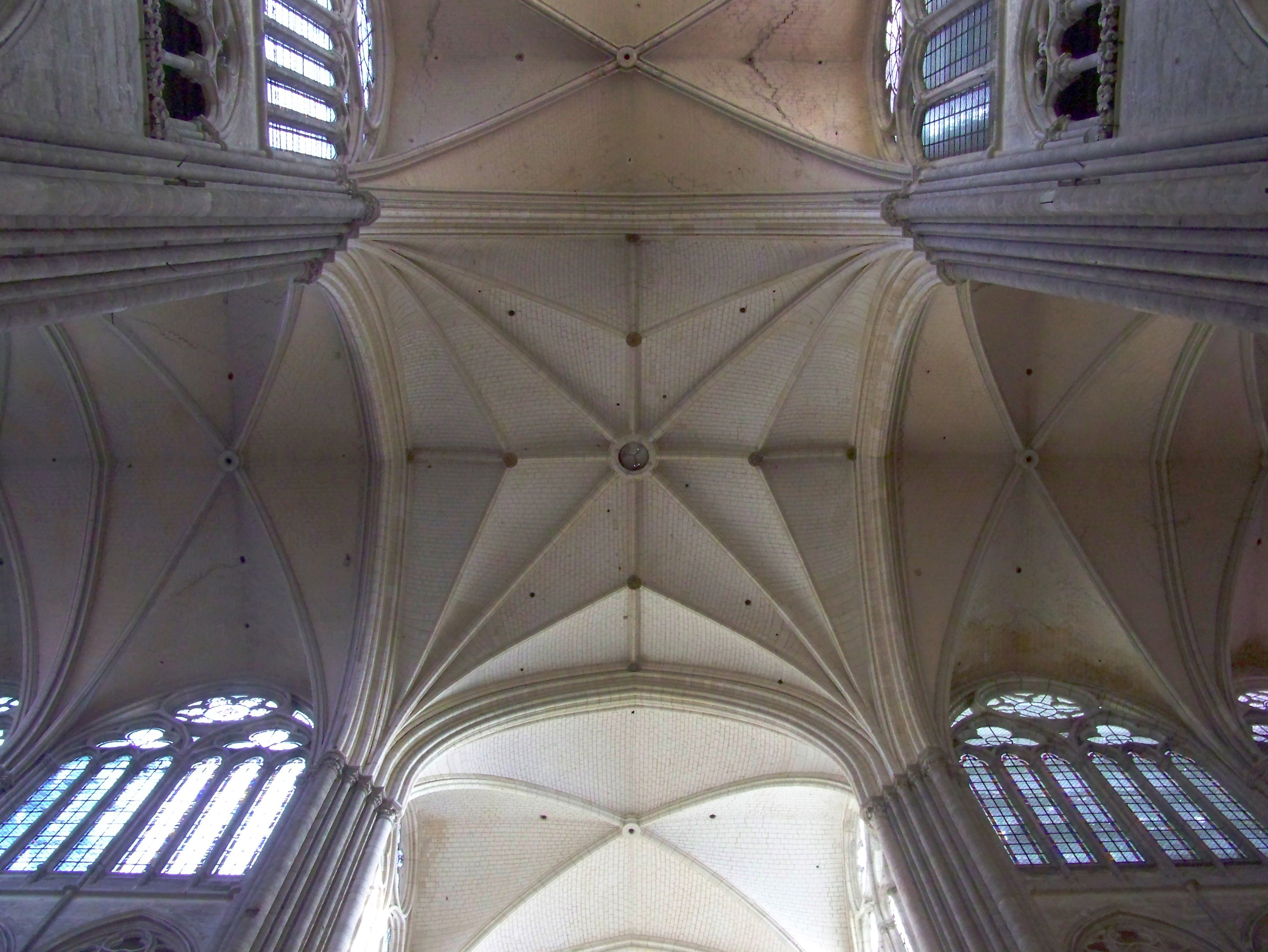
De gewelven van de viering. Bovenaan de foto het schip, onderaan het koor
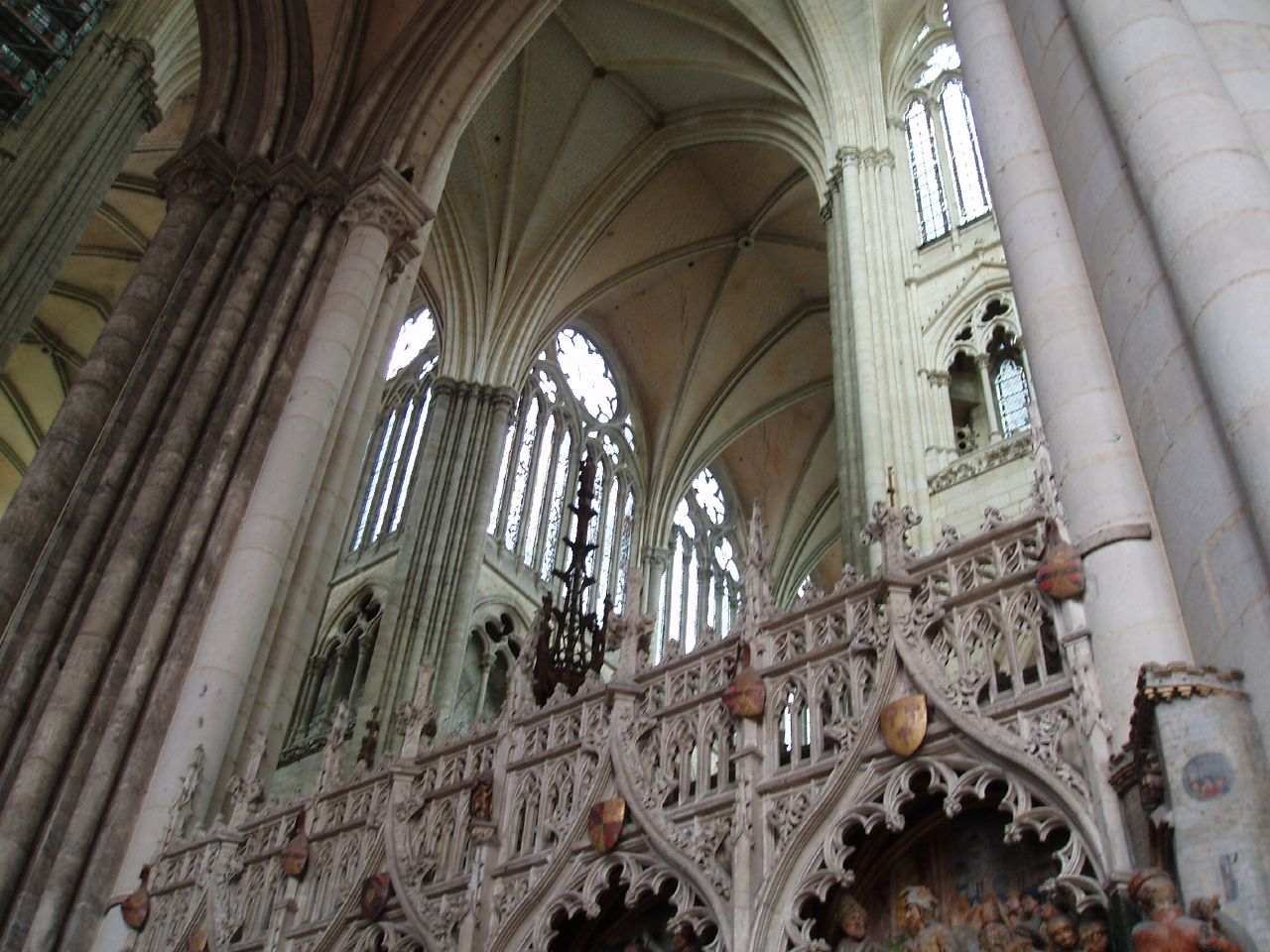
Gezicht op de viering en de noordelijke dwarsbeuk. Foto genomen vanaf het zuidelijke deel van de kooromgang